# Libero consorzio comunale di Siracusa
Il libero consorzio comunale di Siracusa è un libero consorzio comunale di 382 196 abitanti della Sicilia, con capoluogo Siracusa. È subentrato il 4 agosto 2015 alla soppressa provincia regionale di Siracusa.
Occupa una superficie di 2 109 km² con una densità di popolazione di 180,46 abitanti per chilometro quadrato e confina a nord e nord-ovest con la città metropolitana di Catania, a ovest col libero consorzio comunale di Ragusa, mentre a est e a sud è bagnata rispettivamente dai mari Ionio e Mediterraneo.
Punto di riferimento commerciale grazie al porto di Augusta, con i tre siti di Siracusa e la Necropoli Rupestre di Pantalica, Noto, Palazzolo Acreide (gli ultimi due insieme col Val di Noto) insigniti dall'UNESCO del titolo di Patrimonio dell'umanità il Libero consorzio comunale di Siracusa rappresenta un rilevante polo d'attrazione turistico, storico, artistico e archeologico. Nei suoi confini sorge il lago di Lentini, il bacino artificiale più grande d'Europa. Il capoluogo, Siracusa, è infine un importante snodo stradale e ferroviario della Sicilia.

## Geografia fisica

### Territorio

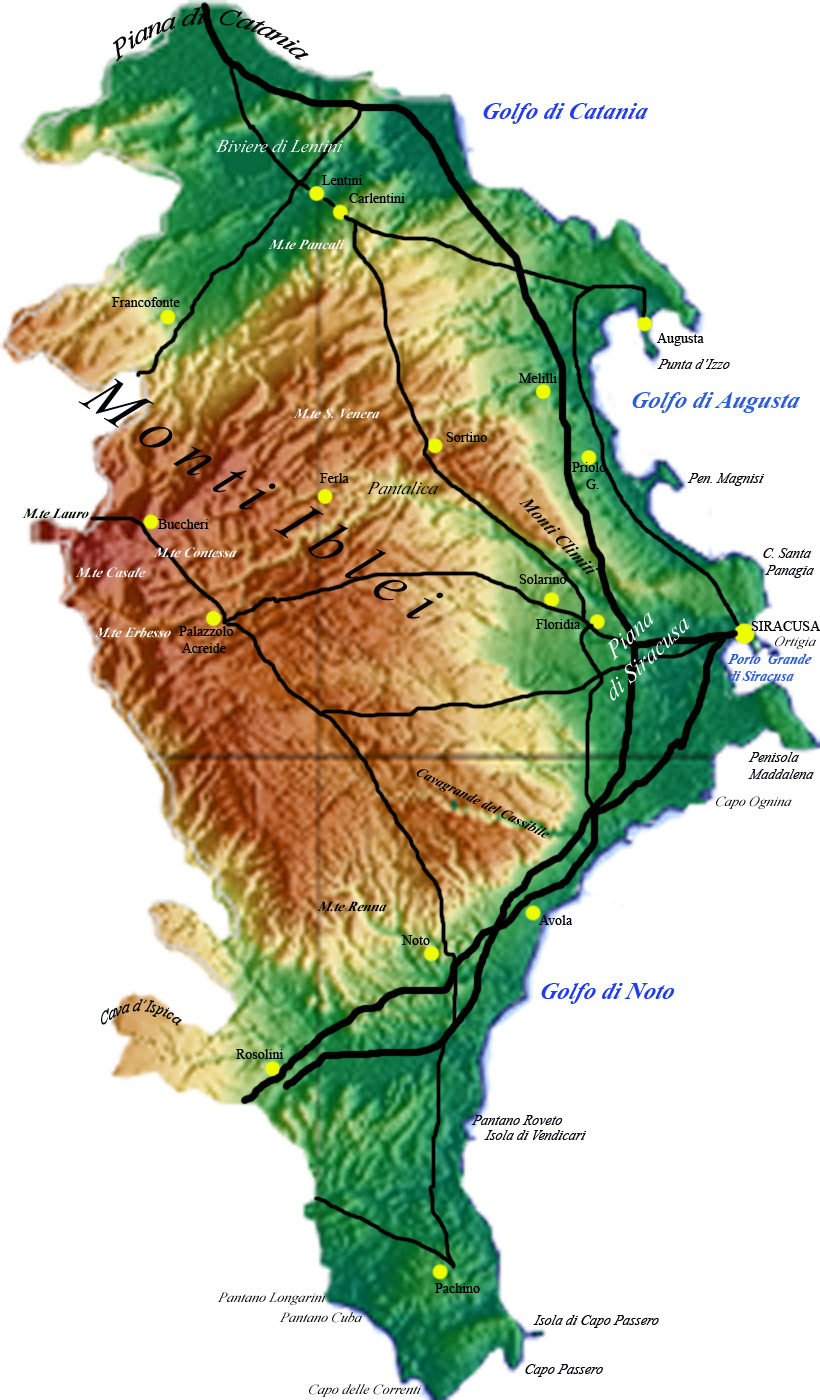
Cartina fisica del libero consorzio comunale di Siracusa

Il Siracusano è la parte ionica della regione fisico-geografica degli Iblei, composta da un vasto sistema di tavolati, è ricompresa in un articolato territorio che accoglie gli espandimenti lavici di Francofonte e una porzione della Piana di Catania a nord; i ripiani calcarei e tufacei, verso il Modicano e gli asfalti tipici del Ragusano a ovest; mentre a est si affaccia per tutta la sua lunghezza col mar Ionio terminando con la sua estremità sud nel mar Mediterraneo.
Proprio la vastità di caratteristiche geomorfologiche ha portato alla suddivisione dell'area in quattro sub regioni fisiche, che per le loro peculiarità danno luogo a paesaggi anche molto diversi tra loro.
- La zona nord (Lentini, Carlentini e Francofonte) appartiene alla Valle del Simeto, altrimenti detta Piana di Catania, caratterizzata dall'affiorare dei territori lavici ideali per le colture agrumicole.[4]
- L'altopiano ibleo si distingue per l'aspetto prevalentemente agricolo del territorio, segnato dai solchi delle cave e dalla presenza di vasti campi chiusi da caratteristici muretti a secco.
- La sub-regione dell'Anapo, comprende la parte centrale del territorio siracusano, dove è più intenso l'insediamento umano. Essa presenta una linea di costa ricca di insenature e di ripari naturali (il Golfo di Augusta, Punta d'Izzo, il Porto Grande di Siracusa, Ortigia) e un articolato sistema di aree pianeggianti e collinari che fungono da collegamento con l'area iblea.[5]
- Il cono sud, fortemente condizionato dall'azione delle acque: da una parte, la presenza del mare, che con le sue infiltrazioni salmastre penetra nella falda acquifera costiera creando il fenomeno dei pantani; dall'altra, i torrenti che modellano il tavolato carsico su cui scorrono.

Dal punto di vista geologico il territorio siracusano è legato alla formazione dei Monti Iblei, i quali costituiscono un complesso montuoso formato da un massiccio calcareo-marnoso bianco conchiglifero del Miocene (Plateau degli Iblei).

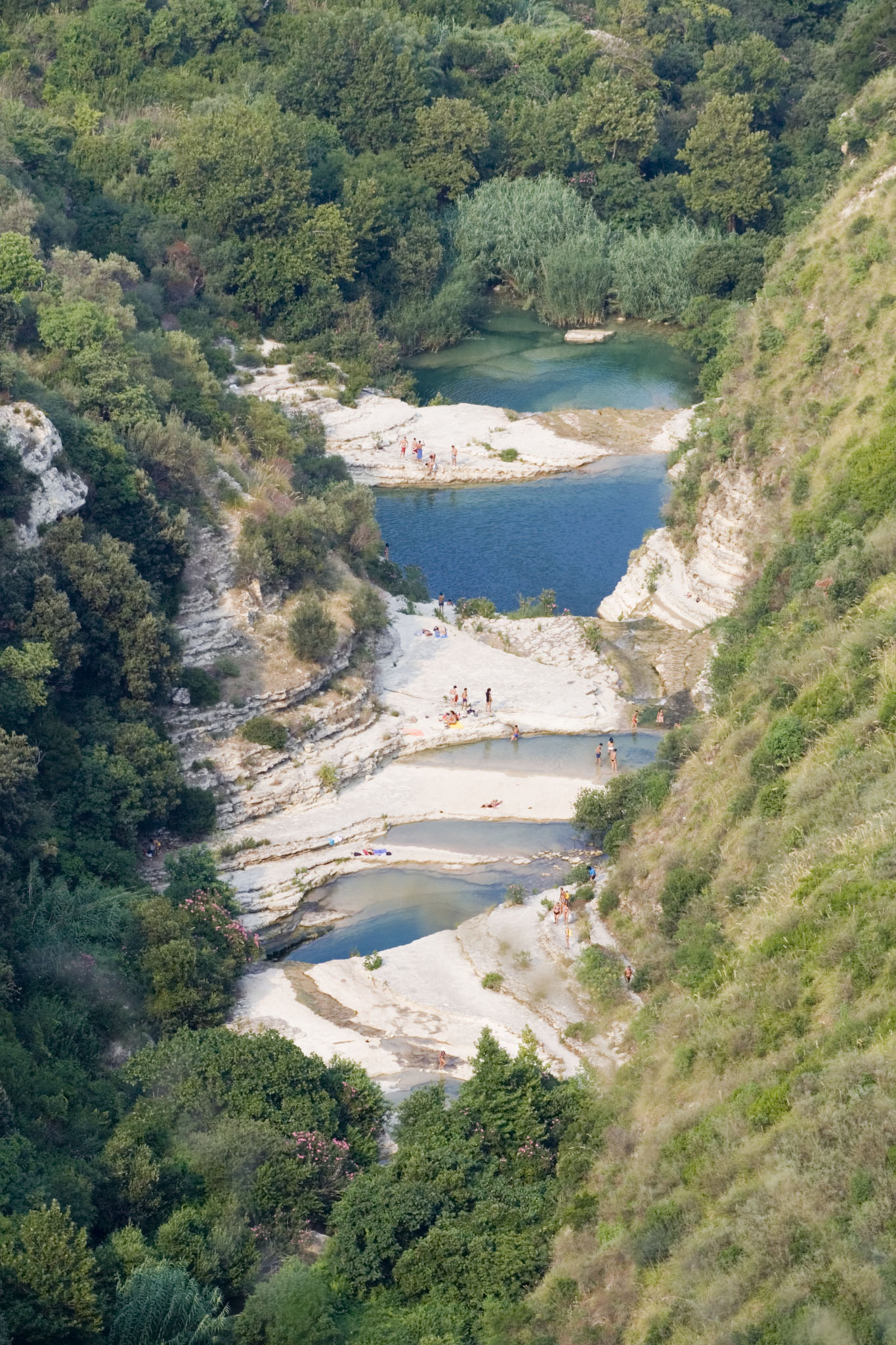
Cavagrande del Cassibile

L'area Iblea, in base agli studi geologici, è insieme a quella maltese e pugliese, parte delle propaggini settentrionali della placca africana, che nell'area mediterranea e quindi in Sicilia, ha il suo punto di scontro con la placca europea. Inoltre si deve considerare la scoperta fatta dagli geofisici che hanno stabilito la presenza della micro-placca siculo-iblea; una placca appartenente alla placca africana ma con caratteristiche particolari, per questo singolare. Essa sarebbe la responsabile dei terremoti verificatisi nella parte orientale della Sicilia.
Infine bisogna menzionare il "Graben di Floridia (detto anche Graben dell'Anapo per via del fiume che lo attraversa), esso si trova nell'area che comprende i monti Climiti (appartenenti ai monti Iblei) e il promontorio di Belvedere. Questo Graben, ovvero questa fossa tettonica (o valle), è molto importante per la geografia dell'area, poiché esso ha da sempre condizionato l'evoluzione paleogeografia dell'area in questione e di quella circostante. Il Graben di Floridia infatti dal periodo del pleistocene inferiore sino al superiore, fu sede di un grande golfo, dove il mare ha più volte trasgredito e regredito. Il territorio mostra anche un aspetto carsico interessante; esso infatti dispone di stalattiti e stalagmiti, situati all'interno delle grotte siracusane.

## Storia

### Preistoria

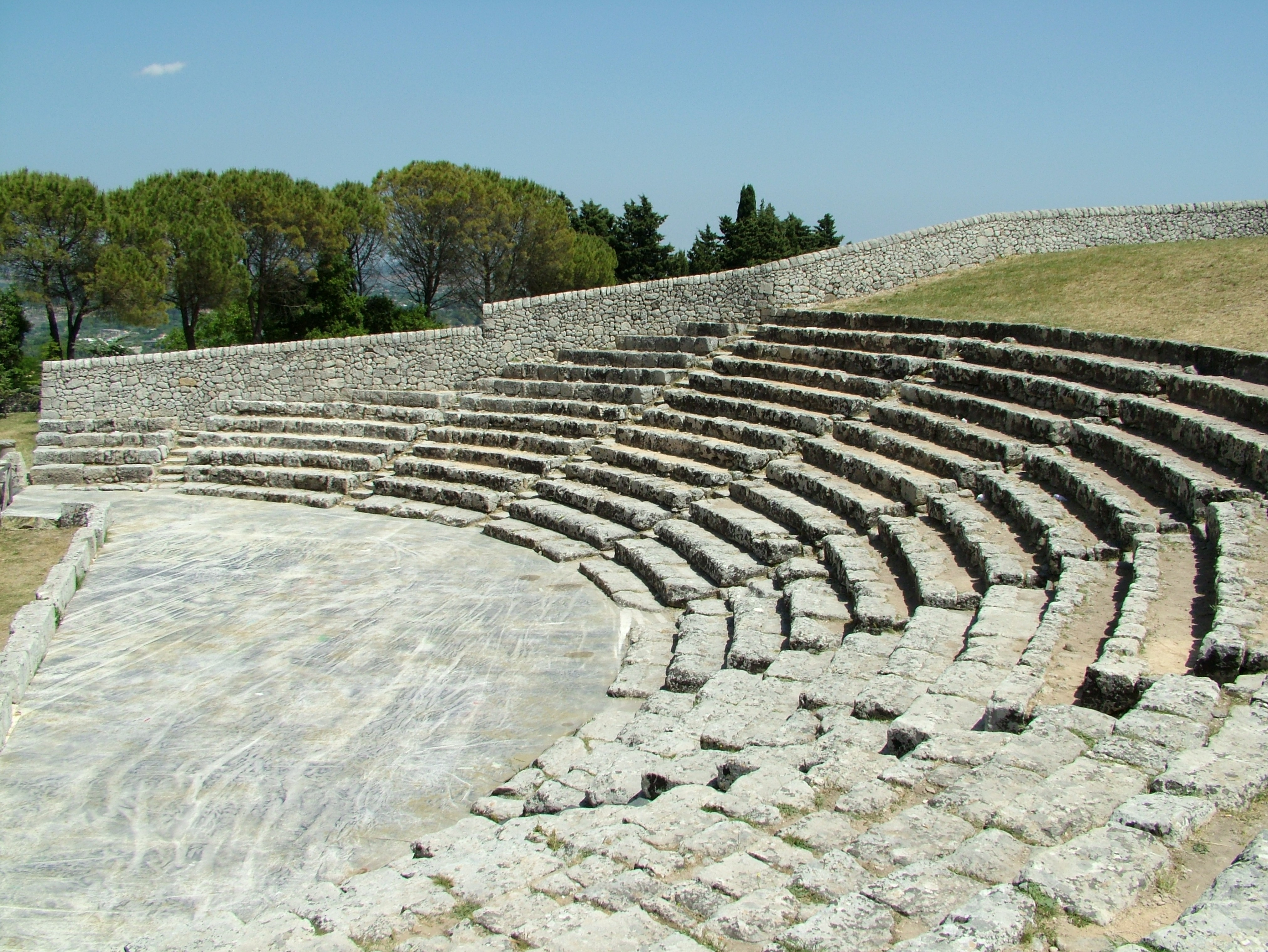
Il teatro greco di Akrai; situato all'interno del territorio ibleo; testimonianza dell'epoca greca vissuta nel territorio sud-orientale siciliano.

La zona corrispondente all'odierno libero consorzio aretuseo fu abitata fin dai tempi più arcaici. 
Ai Sicani, popolazione ancestrale pre-indoeuropea a cui si innestarono gruppi umani di origine sarda, ligure ed iberica, si deve l'espressione della Cultura di Castelluccio e della Cultura di Thapsos; ne costituiscono esempi Thapsos, Cava del Rivettazzo, Necropoli di Cassibile e soprattutto Pantalica, queste testimonianze, risalenti ad un periodo compreso tra la metà del terzo millennio avanti Cristo e la metà del successivo, sono molto importanti per la storia della Sicilia. 
Verso il 1200 a.C., la popolazione di origine e lingua indoeuropea dei Siculi approdò in Sicilia dal continente, contribuendo allo spostamento delle popolazioni Sicane verso la parte centro-occidentale dell'isola, tuttavia si verificò una commistione tra sicani e siculi che portò alla formazione delle popolazioni indigene del immediato periodo preellenico; ne è prova la forte affinità religiosa e di culto tra Siculi e Sicani.
La maggior parte degli insediamenti era situata su modeste pianure alluvionali, con la possibilità di aggirare i Monti Iblei dal mare.

### Età antica
Si deve a queste antiche popolazioni pre-elleniche, Sicani e Siculi, la fondazione di Siracusa che, rifondata da coloni Corinzi nel 733 a.C., divenne una potente città-stato con rapida espansione militare e commerciale verso l'entroterra ibleo.
La città raggiunse il suo massimo splendore politico, economico e culturale, tra il V e il III secolo a.C..
Fu con Gerone I che Siracusa cominciò a diventare la principale tra tutte le città-stato della Sicilia. Qualche decennio dopo, Dionisio I sottomise quasi l'intera Sicilia, creando progressivamente quel Regno Siceliota, Siracusa capitale, che sconfisse gli Ateniesi, respinse gli Etruschi nell'alto Tirreno e vide poi tra i suoi successori Agatocle e Gerone II, durando fino alla conquista romana del 212 a.C..
Con i Romani, Siracusa divenne per secoli la capitale della Provincia di Sicilia, mantenendo tale status fino ai tempi dell'Impero Bizantino. Bisogna tenere presente che durante il periodo romano, la Sicilia si caratterizzava per la presenza di un'organizzazione territoriale basata sulla "rete di città" presenti tra la costa ionica e le valli della pianura alluvionale iblea, consolidando il predominio dei centri costieri.

### Medioevo
Nel Medioevo, la situazione cominciò a mutare a causa di due importanti fattori. Da una parte, le ripetute distruzioni di Siracusa - che fin dall'assedio di Marcello avevano lasciato un mare insicuro tra Catania e Agrigento - le guerre e la paura delle invasioni barbariche causarono lo spostamento dei centri abitati verso l'interno, in posizione difensiva, col conseguente fenomeno dell'incastellamento. Con la nascita e l'affermazione dell'Emirato di Sicilia si ebbe il bisogno di razionalizzazione dell'assetto territoriale, attraverso la formazione di unità amministrative paragonabili a forme embrionali di provincia, i cosiddetti Valli (dapprima quattro: Val di Noto, Val Demone, Vallo di Mazara e Val d'Agrigento, e poi tre, con la soppressione di quest'ultimo) che dureranno fino al 1812. Nel 1130, l'avvento del Regno di Sicilia vide spostarsi definitivamente del centro propulsore dell'Isola verso Palermo che era stata già capitale dell'Emirato istituito dagli Arabi.

### Età Moderna e contemporanea
Nel 1600 l'allora borgo di Floridia aveva dato l'esempio ai nobili e al popolo aretuseo, mostrando loro che era possibile far rinascere la campagna siracusana (che, va specificato, prima del '500 si stava già avviando a nuova vitalità, ma poi il susseguirsi di guerre e calamità fecero bloccare i siracusani, facendoli temere l'esterno, sentendosi essi più protetti tra le loro alte mura). I Bonanno fecero sorgere anche il borgo di Belvedere nel 1653 (che andò ad occupare l'antica città-quartiere fondata da Dionigi I, ovvero l'Epipoli), e dopo Rosolini, con la medesima licentia populandi, sorgerà (nel 1682) Bagni Canicattini (altra antica località ibleo-siracusana che, come suggerisce il toponimo stesso, era sede di terme romane e acquedotti), a opera del marchese Mario Daniele Partexano (che unì la sua Bagni a un altro borgo, Canicattini, di origine araba).
Tutte queste nuove fondazioni siracusane attiravano molta gente, anche forestieri, che accettavano di buon grado di venire a popolare l'area di Siracusa. Presto, però, il capoluogo si sarebbe ritrovato a dover guerreggiare per mantenere i suoi borghi, poiché le si rivolterà contro la classe dirigente di queste terre, la quale pretenderà l'indipendenza dal capoluogo; Siracusa la concederà, a malincuore, quasi sempre, anche se si lamenterà particolarmente quando a chiederla saranno i borghi di Solarino (che nascerà nel '700), Belvedere e Floridia, poiché la gente che lì all'epoca vi abitava sentiva di appartenere al comune aretuseo (avendo avuto origine qui moltissime delle loro famiglie); in alcuni casi la città riuscirà a mantenerli legati a sé (come farà con Belvedere), in altri invece, dovrà lasciarli andare (come accadrà con Floridia e Solarino).
Di grande rilevanza nella storia geopolitica della zona fu il terremoto dell'11 gennaio 1693 con epicentro, secondo alcuni Carlentini, secondo altri, il Golfo di Augusta, che sconvolse l'intero territorio, ridisegnandone la fisionomia. La ricostruzione conseguente al sisma, infatti, pur non essendo frutto di una pianificazione centralizzata, vide effettivamente, quali protagonisti Giuseppe Lanza, duca di Camastra, vicario generale di Carlo V, incaricato dal Re a coordinare le operazioni di ricostruzione, ed il Vescovo di Siracusa, che doveva vigilare sulla corretta applicazione delle norme del Concilio di Trento in materia di "culto divino". A ciò si aggiunse il fatto che gran parte dei centri del Vallo furono ricostruiti in siti diversi da quelli che occupavano prima del sisma (Noto, Avola e Sortino tra gli altri); mentre in quelli ricostruiti in situ furono adottati nuovi modelli urbanistici applicabili a piazze e strade, vale a dire una sorta di piano regolatore ante litteram.
A tale cambiamento urbanistico, però, non ne seguì alcuno amministrativo. Affinché ciò avvenga, bisognerà attendere la Costituzione siciliana del 1812 che sostituì i tre valli con i 23 distretti, che, con la soppressione del Regno di Sicilia e la nascita del Regno delle due Sicilie, vennero raggruppati, con decreto dell'11 ottobre 1817 in sette valli minori, sedi di "Intendenze", sulla falsariga dei departments francesi sorti durante la rivoluzione. Tra le sedi d'Intendenza vi era pure Siracusa, che comprendeva il distretto omonimo, nonché i distretti di Noto e Modica.

### Istituzione della Provincia
Il 9 dicembre 1820, con l'emanazione della Costituzione da parte di Ferdinando I delle Due Sicilie, i sette valli vennero rinominate province. Nacque così la Provincia di Siracusa. Nel 1837, però, a causa dei tumulti verificatisi in città, tra il 18 luglio ed il 6 agosto per l'epidemia di colera e per il malcontento dei rivoluzionari contro i Borbone, il Governo borbonico, con decreto del 23 agosto 1837, declassò Siracusa a capoluogo di distretto, mentre, il capoluogo della provincia venne spostato a Noto.
Questa modifica mutò la denominazione in Provincia di Noto. S'instaurò una sorta di sfida tra le due cittadine. La città netina divenne inoltre sede arcivescovile, per decreto di Papa Gregorio XVI del 15 maggio 1844; quindi la Diocesi di Noto prese parte dei territori della Diocesi di Siracusa.
Il 26 agosto 1860, il decreto protodittatoriale n. 170, di Agostino Depretis, intitolato "Legge che chiama in vigore in Sicilia la legge comunale e provinciale del Regno d'Italia", estese anche alla Sicilia la legge Rattazzi, che trasformò i vecchi distretti in circondari. Il Regio Decreto 17 dicembre 1860, n. 4499, sull’annessione delle province siciliane al Regno di Sardegna decretò ufficialmente la soppressione della provincia.
Il 20 marzo 1865, a seguito dell'Unità d'Italia, Siracusa ritornò ad essere il capoluogo della provincia:
(G. Lanza, S. Jacini, Legge Lanza, art. 4, a nome del re Vittorio Emanuele II di Savoia, dat. a Torino, 20 marzo 1865.)
La provincia seguì in seguito le sorti dell'Italia. Dopo il primo conflitto mondiale s'instaurò il fascismo, il quale non riuscì a portare nuovo sviluppo nel territorio. Nel frattempo continuava la grande emigrazione che portò molti abitanti della provincia siracusana a trasferirsi in territori nuovi come l'Australia, le Americhe, il Nord Europa.
Il 2 gennaio 1927, avvenne per opera politica del senatore Filippo Pennavaria il distacco di 12 comuni, appartenuti un tempo alla Contea di Modica, i quali andarono a formare la nuova Provincia di Ragusa; ci furono diverse polemiche da parte dei siracusani per il distaccamento di Ispica, divenuto comune ragusano.

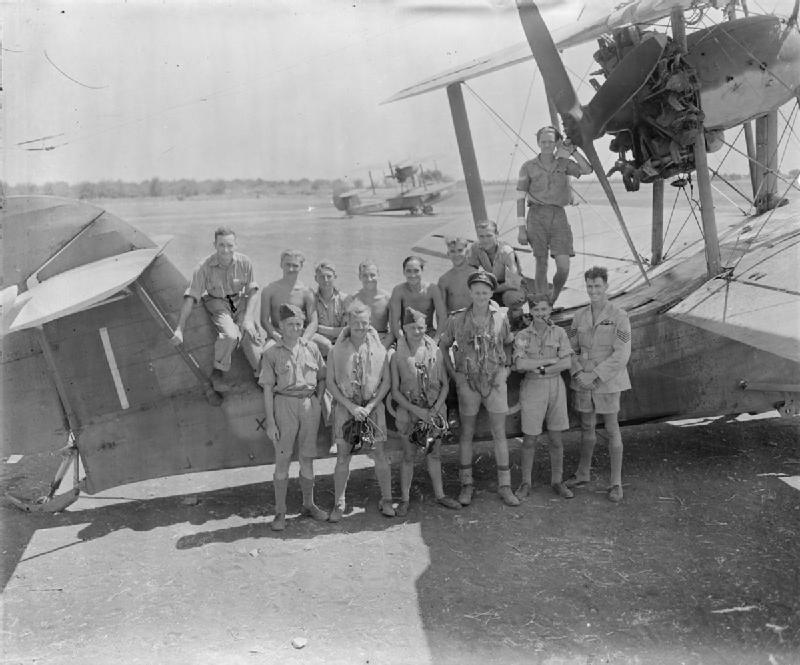
Soldati inglesi nel siracusano, presso l'aeroporto che il governo britannico improvvisò a Cassibile nel corso delle operazioni belliche del 1943.

I componenti della Decima Mas ad Augusta

Nel corso della seconda guerra mondiale la provincia fu il teatro di scontri tra le truppe alleate e quelle nazi-fasciste. Nell'ambito dell'Sbarco in Sicilia, nella notte tra il 9 ed il 10 luglio 1943 gli alleati, guidati dal generale Bernard Law Montgomery sbarcarono nel tratto di costa compresa tra Capo Ognina e Punta Castellazzo (5ª, 50ª e 51ª Divisione britannica e 18ª Divisione canadese) e tra Ognina e Calabernardo (13º Corpo d'armata britannica). Con la successiva Operazione Ladbroke che riguardava la conquista del capoluogo, si giunse alla progressiva liberazione della Sicilia. Il 3 settembre 1943 viene firmato segretamente l'armistizio di Cassibile, in località Santa Teresa Longarini, nei pressi della frazione di Siracusa.
Nel dopoguerra, mentre si era già avviata la ricostruzione degli edifici distrutti dai bombardamenti, la provincia di Siracusa fu interessata da un progetto di investimento industriale che fece sorgere il Polo petrolchimico siracusano, edificato nella zona costiera di Priolo, Melilli, Augusta, che ebbe un grande impatto sull'economia locale, poiché favorì un grande afflusso di manodopera, ma ebbe anche effetti negativi, dovuti soprattutto al forte inquinamento industriale, sollevando un'importante questione ambientale rimasta irrisolta.
Lo statuto speciale del 1946 soppresse le vecchie provincie. L'ente fu ricostituito con la legge regionale n.16 del 1963. Dopo le modifiche territoriali dei primi anni del Novecento si registreranno variazioni amministrative riguardanti i Comuni. Nel 1975, Portopalo di Capo Passero, frazione di Pachino, ottenne l'autonomia comunale e, nel 1979 venne istituito il Comune di Priolo Gargallo, il cui territorio venne formato dalla già frazione di Siracusa, dalla contrada San Focà e da parte del territorio di Marina di Melilli, queste ultime, appartenenti, fino ad allora, al Comune di Melilli. Nel 1986, poi, a seguito della Legge regionale n. 9 che attuava quanto stabilito dallo Statuto della Regione Siciliana del 1946, tutte le circoscrizioni provinciali dell'isola vennero soppresse e sostituite da liberi consorzi comunali, denominati "Province Regionali". Tale mutamento amministrativo, però, non portò alcuna variazione nel territorio provinciale di Siracusa, rimanendo inalterato. Tuttavia, tale assetto territoriale potrebbe nuovamente mutare, a seguito dell'opera dei comitati cittadini sorti nelle frazioni di Belvedere e Cassibile che rivendicano l'autonomia dal capoluogo attraverso l'indizione di un referendum, sospeso dal TAR di Catania nel 2012, su ricorso del Comune di Siracusa.
Il 13 dicembre 1990 la provincia fu colpita da un violento sisma denominato poi "Terremoto di Santa Lucia", così chiamato perché avvenne nel giorno dedicato a Santa Lucia.
Il terremoto procurò 17 morti e ben 15.000 famiglie senza tetto. Il patrimonio edilizio fu vistosamente danneggiato e molti cittadini di Augusta, Melilli, Sortino, Carlentini, Lentini e Francofonte trovarono rifugio presso dei container per diversi anni. Il fatto che la provincia non ottenne lo stato di calamità naturale e il fatto che venne dichiarata una graduazione del sisma inferiore rispetto a quella che fu in realtà, fece passare alla storia questo terremoto col nome di "terremoto dei silenzi", proprio a causa della sua sottovalutazione.
Negli anni 2000 la provincia ha ottenuto due importanti riconoscimenti dall'UNESCO, sono stati infatti inserite nella lista dei Patrimoni mondiali dell'umanità, nel 2002, le Città tardo barocche del Val di Noto e ne fanno parte per la provincia siracusana i comuni di Noto e Palazzolo Acreide; mentre nel 2004 sono state dichiarate, come unico sito, la Città di Siracusa e la Necropoli Rupestre di Pantalica.

### Istituzione del Libero consorzio comunale
Il 28 marzo 2014 è stata prevista la soppressione delle 9 province regionali, sostituite da nove "Liberi Consorzi comunali" e tre aree metropolitane in seguito all'entrata in vigore della legge approvata dall'Assemblea Regionale Siciliana il 12 marzo 2014. Un'ulteriore legge regionale disciplinerà compiti e funzioni di questi nuovi enti, mentre ogni provincia è, nel frattempo, retta da un commissario straordinario nominato dalla giunta regionale.
In ottemperanza alla legge regionale del 24 marzo 2014, n. 8, recante il titolo “Istituzione dei liberi Consorzi comunali e delle Città metropolitane” e disciplinata poi con la successiva legge regionale n. 15 del 4 agosto 2015, "Disposizioni in materia di liberi Consorzi comunali e Città metropolitane", la provincia regionale di Siracusa è stata soppressa e sostituita dal Libero consorzio comunale di Siracusa.

### Stemma
Il libero consorzio comunale di Siracusa ha mantenuto inalterato lo stemma della precedente provincia. Di seguito la sua descrizione araldica:

Primo stemma della Provincia, utilizzato al primo Congresso Nazionale delle Province del 1898

(Comuni-italiani.it)

## Monumenti e luoghi d'interesse
Il territorio siracusano ha molti monumenti divisi per periodo, età e rilevanza storica. Di seguito una lista completa dei monumenti e luoghi d'interesse di ciascun comune:
- Monumenti di Augusta, su lasiciliainrete.it. URL consultato il 14 agosto 2016 (archiviato dall'url originale il 20 agosto 2016).
- Monumenti di Avola, su lasiciliainrete.it. URL consultato il 14 agosto 2016 (archiviato dall'url originale il 13 marzo 2016).
- Monumenti di Buccheri, su lasiciliainrete.it. URL consultato il 14 agosto 2016 (archiviato dall'url originale il 1º giugno 2016).
- Monumenti di Buscemi, su lasiciliainrete.it. URL consultato il 14 agosto 2016 (archiviato dall'url originale il 13 marzo 2016).
- Monumenti di Canicattini Bagni, su lasiciliainrete.it. URL consultato il 14 agosto 2016 (archiviato dall'url originale il 5 marzo 2016).
- Monumenti di Carlentini, su lasiciliainrete.it. URL consultato il 14 agosto 2016 (archiviato dall'url originale il 5 marzo 2016).
- Monumenti di Cassaro, su lasiciliainrete.it. URL consultato il 14 agosto 2016 (archiviato dall'url originale il 2 aprile 2016).
- Monumenti di Ferla, su lasiciliainrete.it. URL consultato il 14 agosto 2016 (archiviato dall'url originale il 5 marzo 2016).
- Monumenti di Floridia, su lasiciliainrete.it. URL consultato il 14 agosto 2016 (archiviato dall'url originale il 4 marzo 2016).
- Monumenti di Francofonte, su lasiciliainrete.it. URL consultato il 14 agosto 2016 (archiviato dall'url originale il 5 marzo 2016).
- Monumenti di Lentini, su lasiciliainrete.it. URL consultato il 14 agosto 2016 (archiviato dall'url originale il 20 agosto 2016).
- Monumenti di Melilli, su lasiciliainrete.it. URL consultato il 14 agosto 2016 (archiviato dall'url originale il 4 marzo 2016).
- Monumenti di Noto, su lasiciliainrete.it. URL consultato il 14 agosto 2016 (archiviato dall'url originale l'11 marzo 2016).
- Monumenti di Pachino, su lasiciliainrete.it. URL consultato il 14 agosto 2016 (archiviato dall'url originale il 20 agosto 2016).
- Monumenti di Palazzolo, su lasiciliainrete.it. URL consultato il 14 agosto 2016 (archiviato dall'url originale il 4 marzo 2016).
- Monumenti di Portopalo di Capo Passero, su lasiciliainrete.it. URL consultato il 14 agosto 2016 (archiviato dall'url originale il 13 marzo 2016).
- Monumenti di Priolo Gargallo, su lasiciliainrete.it. URL consultato il 14 agosto 2016 (archiviato dall'url originale il 5 marzo 2016).
- Monumenti di Rosolini, su lasiciliainrete.it. URL consultato il 14 agosto 2016 (archiviato dall'url originale il 4 marzo 2016).
- Monumenti di Siracusa, su lasiciliainrete.it. URL consultato il 14 agosto 2016 (archiviato dall'url originale il 5 marzo 2016).
- Monumenti di Solarino, su lasiciliainrete.it. URL consultato il 14 agosto 2016 (archiviato dall'url originale il 4 marzo 2016).
- Monumenti di Sortino, su lasiciliainrete.it. URL consultato il 14 agosto 2016 (archiviato dall'url originale il 12 marzo 2016).

### Chiese

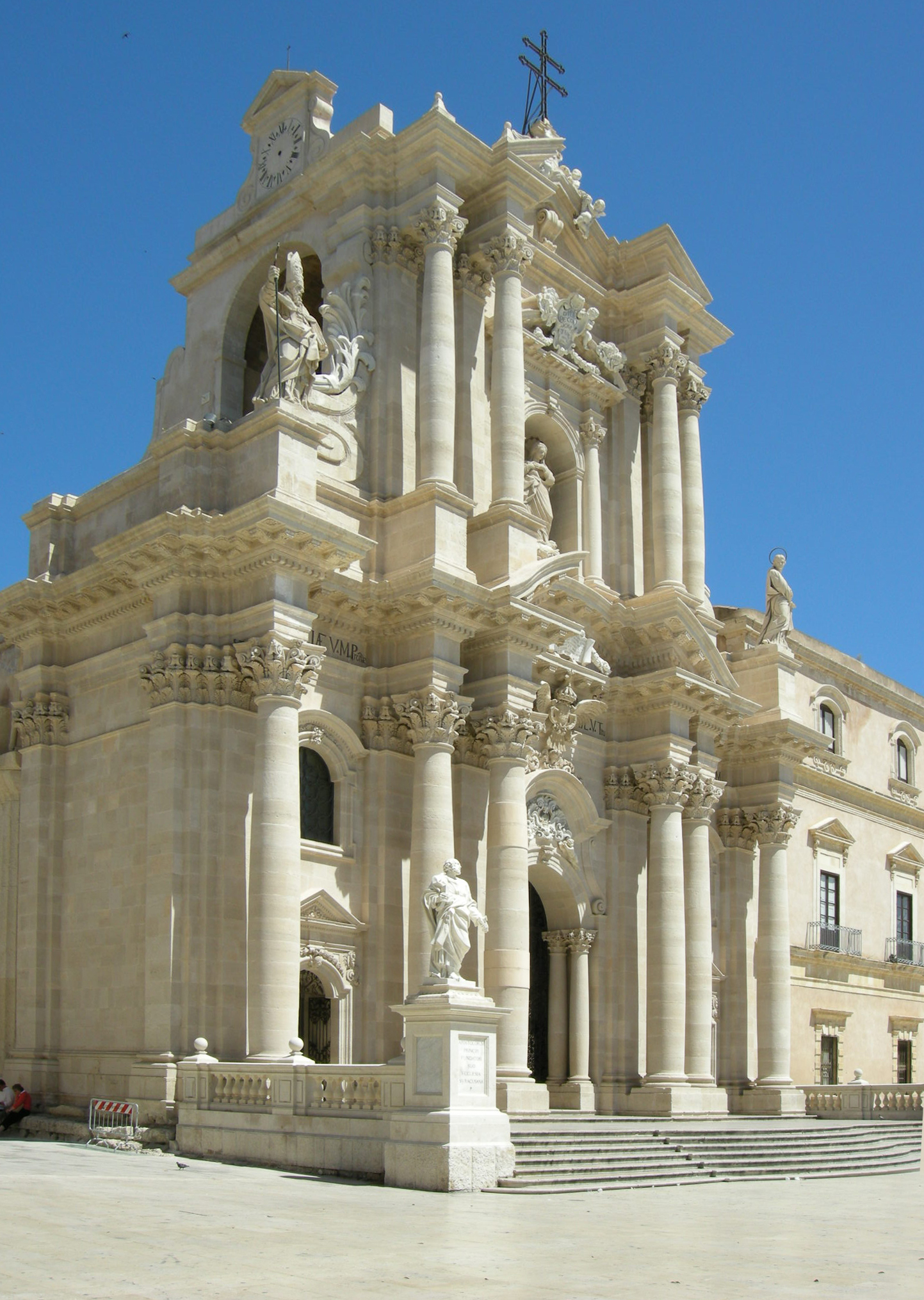
Il Duomo di Siracusa.

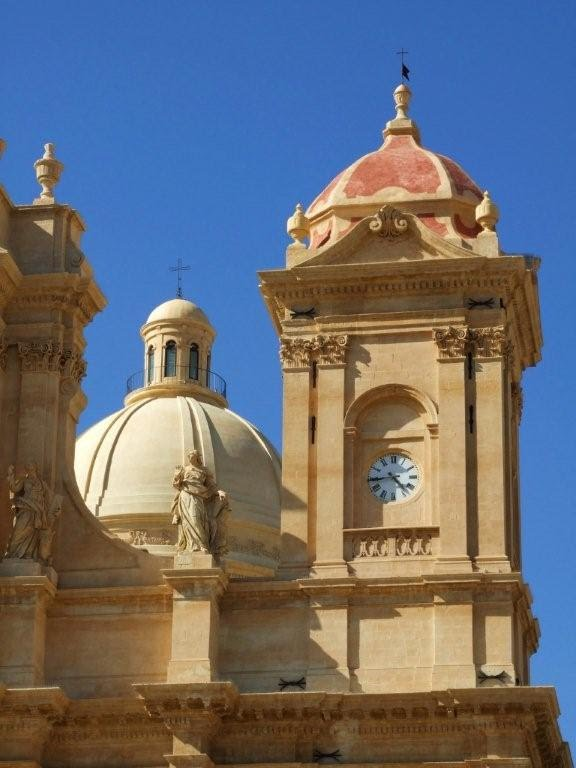
La Cattedrale di Noto.

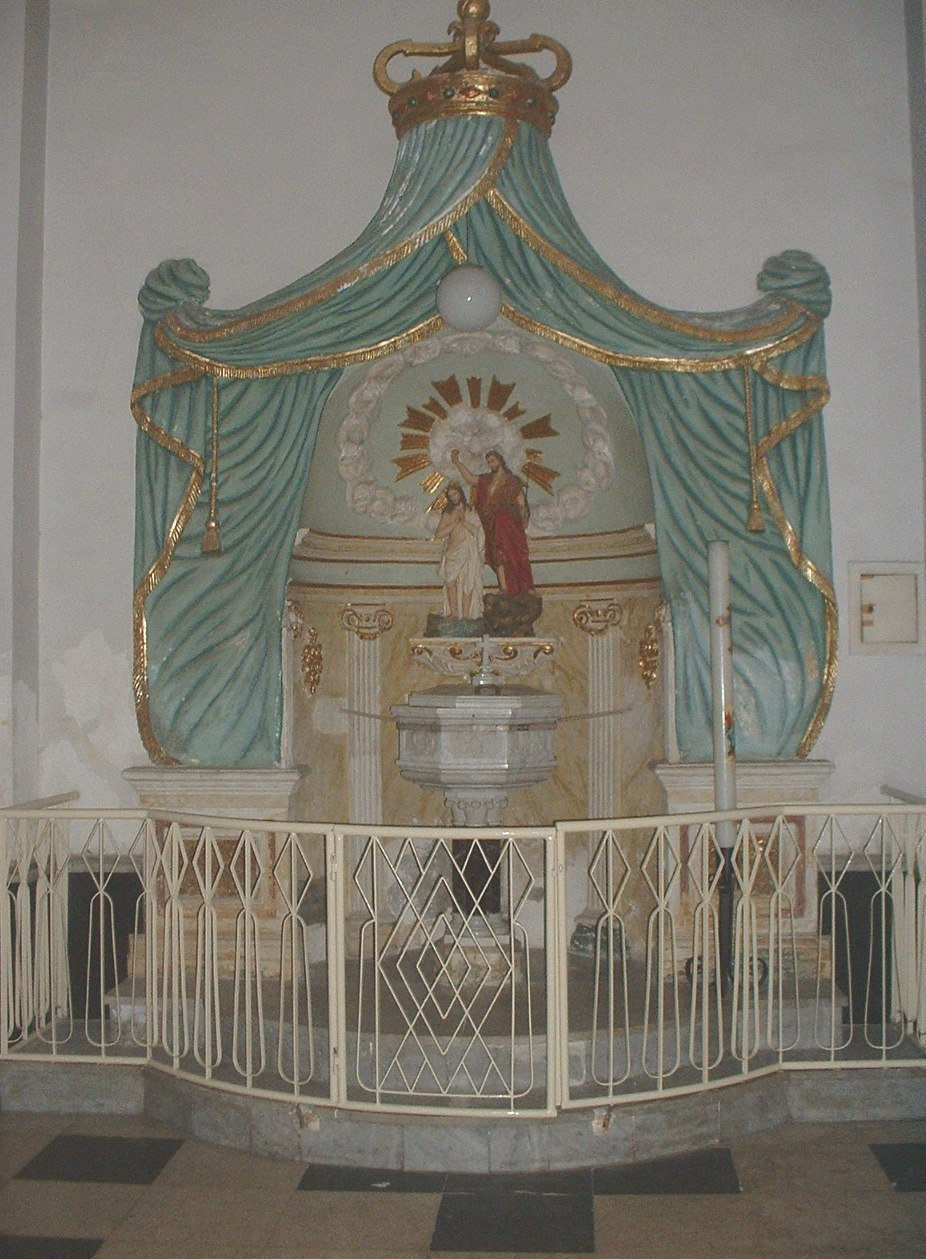
Particolare di arte religiosa delle chiese siciliane; Chiesa Madre di Solarino.

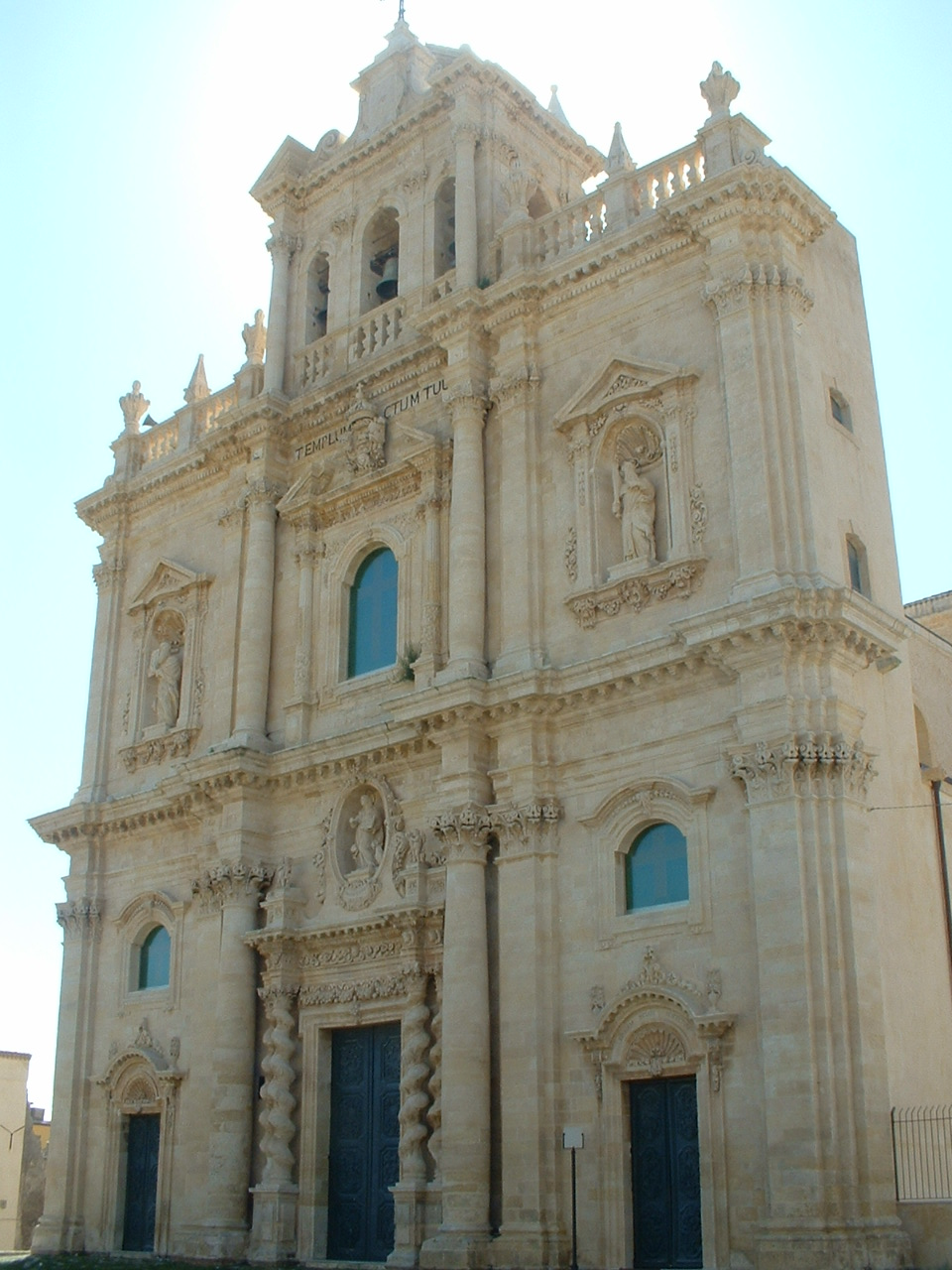
La Chiesa Madre di Sortino.

Tra le maggiori chiese del territorio aretuseo si annoverano: 
- Duomo di Siracusa, ex Tempio di Atena in epoca greca, divenuto nel VII secolo chiesa cattolica, quindi cattedrale della città. Di espressione largamente barocca, il suo architetto fu il siciliano Andrea Palma.
- Santuario della Madonna delle Lacrime, sito in Siracusa, simboleggia il ricordo della miracolosa lacrimazione di un'effigie in gesso raffigurante il Cuore Immacolato di Maria, posta al capezzale dei coniugi Iannuso presso la loro umile abitazione in via degli Orti a Siracusa, nel 1953. Costruito da due architetti francesi, Michel Andrault e Pierre Parat, la sua struttura moderna in ferro è considerata come espressione di architettura religiosa contemporanea.
- Chiesa di San Giovanni alle catacombe, sita in Siracusa, rappresenta l'antica cattedrale cittadina, con la cripta di San Marciano, luogo in cui nel 61 d.C. predicò l'apostolo Paolo di Tarso, sotto la chiesa si trovano le monumentali catacombe siracusane.
- Chiesa di Santa Lucia al Sepolcro, sita in Siracusa, struttura in stile gotico, rinascimentale e barocco.
- Chiesa di San Tommaso al Pantheon, Siracusa, costruita dall'architetto Gaetano Rapisardi, in epoca fascista, ha uno stile moderno; comunemente chiamata dai siracusani "il Pantheon", è considerata come il principale "Monumento ai Caduti della I guerra mondiale", perché al suo interno riposano le spoglie dei soldati siracusani periti al fronte durante il primo conflitto mondiale.
- Basilica cattedrale di San Nicolò, rappresentante lo stile del Barocco siciliano, è la chiesa più importante della città di Noto. Restaurata negli anni da più architetti tra i quali Vincenzo Sinatra e Rosario Gagliardi, al suo interno vi sono numerosi affreschi apportati da più pittori: Oleg Supereko, Armando Baldinelli.
- Chiesa del Santissimo Crocifisso, è la seconda struttura religiosa più grande di Noto, essa fu progettata da Rosario Gagliardi nei primi decenni del Settecento.
- Chiesa di San Carlo al Corso, dedicata a Carlo Borromeo, è la chiesa del convento dei gesuiti di Noto.
- Chiesa di San Domenico, sita in Noto, è fra le più importanti e meglio conservate testimonianze del barocco netino.
- Chiesa di Santa Chiara, rappresenta, specialmente all'interno, lo stile barocco, edificata nel 1700 sul modello delle chiese ellittiche romane edificate tra Cinquecento e Seicento.
- Basilica di San Paolo Apostolo e basilica di San Sebastiano Martire a Palazzolo Acreide, sono entrambe state dichiarate patrimonio dell'umanità Unesco, per il loro notevole stile barocco.
- Chiesa di San Domenico, sita in Augusta, La facciata in stile neoclassico, presenta ai lati pilastri adornati di lesene a cui si accostano due semicolonne sormontate da capitelli in ordine corinzio.
- Chiesa di Santa Maria Assunta (Augusta, Italia), è la chiesa principale di Augusta, Il prospetto è articolato su di un duplice ordine, raccordato da ampie volute laterali.
- Chiesa di San Paolo, è la chiesa madre di Solarino, a facciata è caratterizzata, da due piani rialzati di due ordini diversi: ionico, quello superiore, e dorico.
- Chiesa della Madonna del Carmine, sita in Floridia, costruita nel XVIII secolo, in stile barocco ad un'unica navata e ampliata nel XIX secolo.
- Chiesa Madre (San Bartolomeo Apostolo), sita in Floridia, costruito nel XVIII secolo, anch'essa in stile barocco.
- Chiesa Madre San Giovanni Apostolo ed Evangelista, sita in Sortino, ricostruita nel 1734, dopo un primo ripristino avvenuto dopo il terremoto del 1693, la sua architettura è in stile barocco.
- Chiesa di San Sebastiano Martire, Melilli, ricostruita dopo il terremoto del 1693 che la distrusse, venne edificata con un'elegante facciata da maestranze siracusane: Luciano Alì, Carmelo Mudanò, Nicolò Sapia.
- Chiesa di San Sebastiano, è la chiesa più grande di Ferla; fu costruita nel 1481 ma venne completamente ricostruita dopo il terremoto del 1693. L'interno è a tre navate, la facciata esterna è impreziosita dall'apparato plastico del maestro Michelangelo Di Giacomo, raffigurante il Santo affiancato da due soldati e due mori che reggono le volute dell'architrave.
- Chiesa di Santa Maria Maddalena, è un'antica pregiata chiesa barocca di Buccheri, di fondazione incerta era esistente già nel Quattrocento. L'edificio attuale risale al XVIII sec. (1702-1794). La chiesa contiene numerose opere d'arte tra cui una statua di marmo di Maria Maddalena del 1508 opera di Antonello Gagini.
- Chiesa Madre di Buscemi, a pianta basilicale a croce latina, costruita sui resti di una precedente chiesa distrutta dal terremoto del 1693. La facciata a tre ordini si innalza sopra una scalinata di pietra lavica. Le decorazioni barocche, le statue di fattura artigianale poste nel secondo ordine e il materiale utilizzato per la costruzione dona a questo monumento delle caratteristiche di eccezionalità. Nell'altare di sinistra si venera il corpo imbalsamato di Santo Pio, proveniente dalle catacombe di S. Callisto a Roma, donato da Papa Benedetto XIV ai buscemesi per proteggerli dai terribili eventi sismici.
- Chiesa della Santissima Trinità e San Marziano a Lentini, monumento nazionale, fu costruita sulle rovine del cinquecentesco palazzo La Palumba. Conserva all'interno il pavimento in ceramica di Caltagirone del XVIII sec., gli affreschi della volta di Sebastiano Lo Monaco, un polittico della scuola di Antonello da Messina ed il tabernacolo dell'altare maggiore in lapislazzuli.
- Chiesa Madre di Avola, costruita dal 1693 su disegno dell'architetto frate Angelo Italia ed seguito da Michelangelo Alessi da Siracusa. La chiesa ha tre entrate e ad esse corrispondono le tre navate, di cui la centrale più grande e le due laterali più piccole. Queste sono formate a loro volta da 4 arcate laterali con altrettanti altari. All'interno vi sono notevoli opere d'arte religiose.
- Chiesa Madre di Francofonte, edificio sacro più importante della città. Essa è posta nel punto più alto del centro storico francofontese. È consacrata a "Sant'Antonio Abate" ma in città è considerata come la "Chiesa della Madonna della Neve" Patrona di Francofonte.
- Chiesa di Sant'Antonio Abate, sita in Cassaro, in stile barocco, epoca seicentesca e settecentesca. L'interno a unica navata contiene una tela opera di Giuseppe Crestadoro raffigurante Sant'Antonio Abate. La facciata fu progettata nel 1758 dal Maestro Domenico Blamato di Floridia.

### Palazzi e Ville

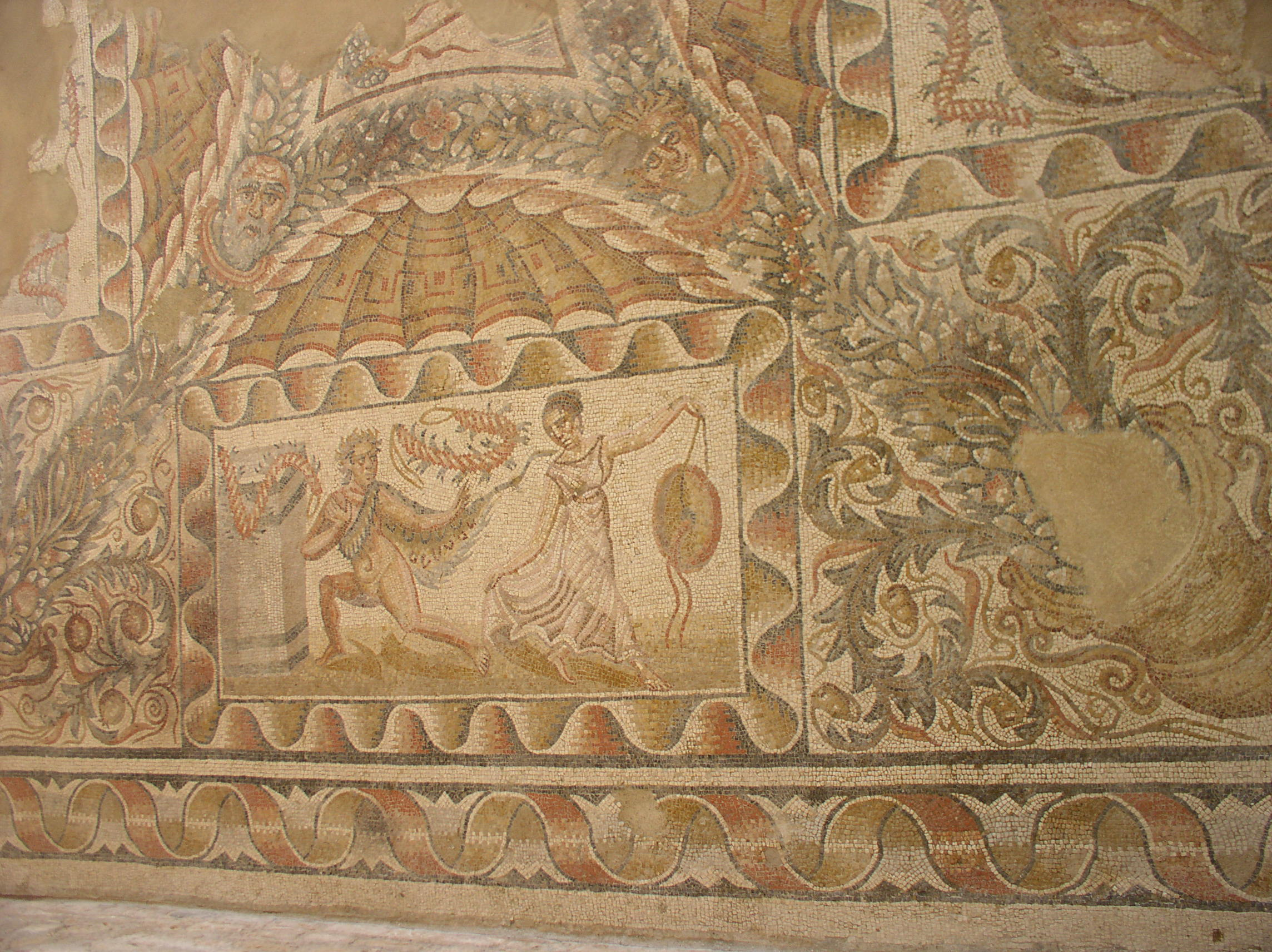
Mosaici di epoca romana alla Villa del Tellaro

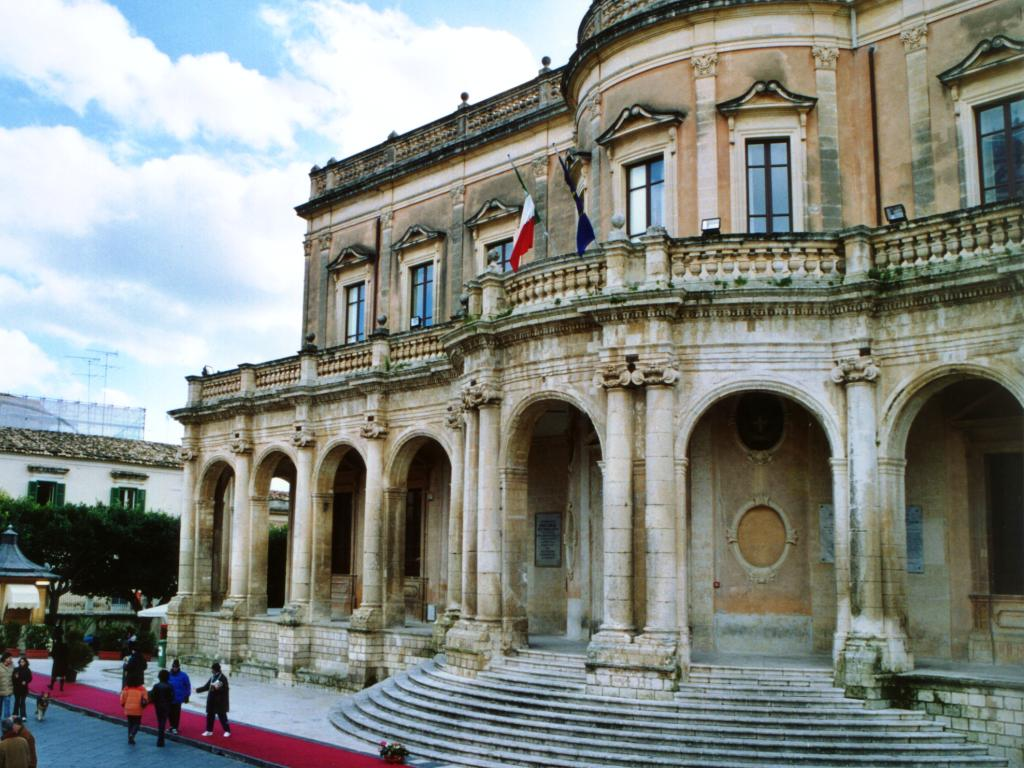
Palazzo Ducezio, municipio di Noto

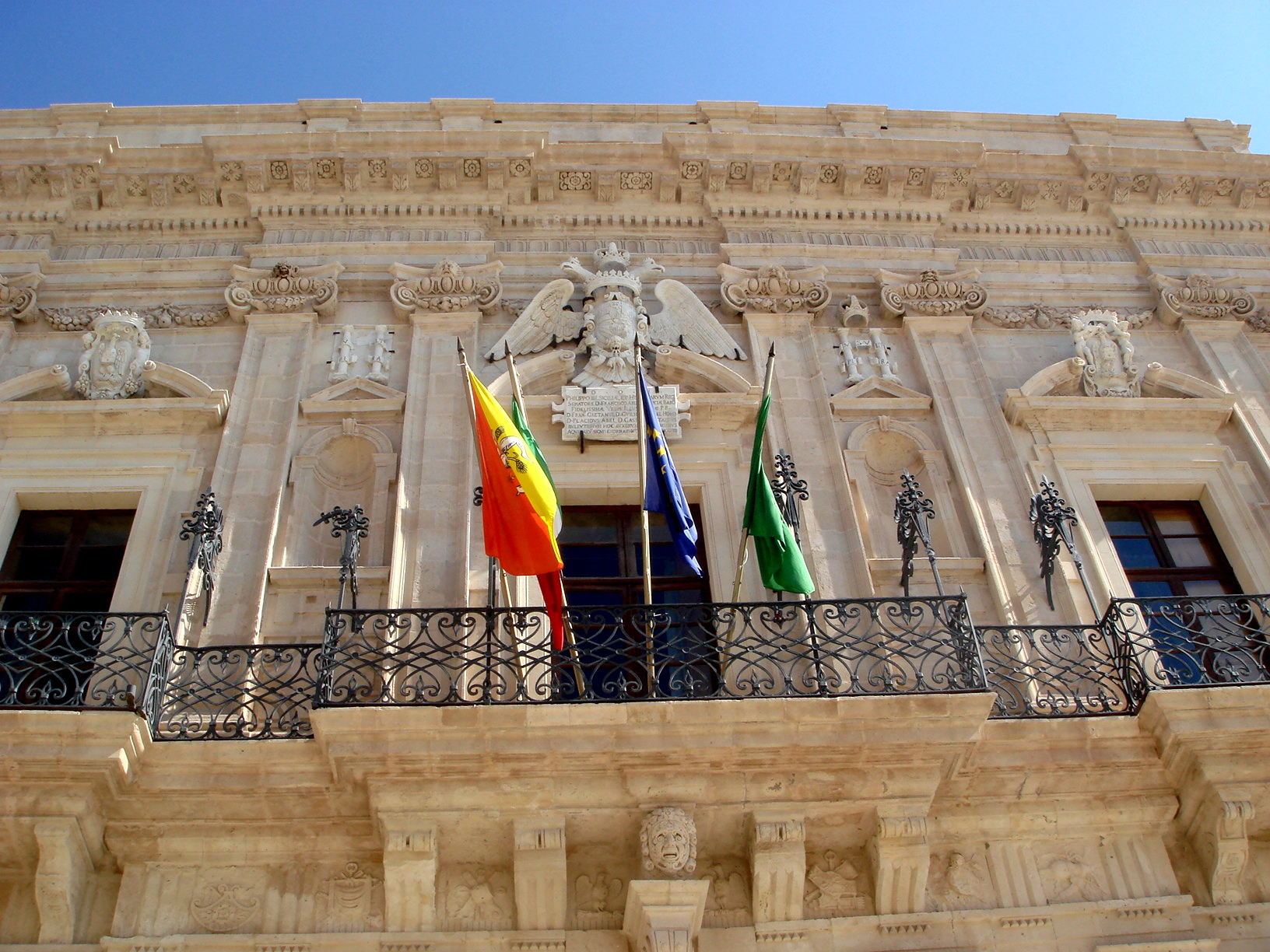
Palazzo del Vermexio, municipio di Siracusa

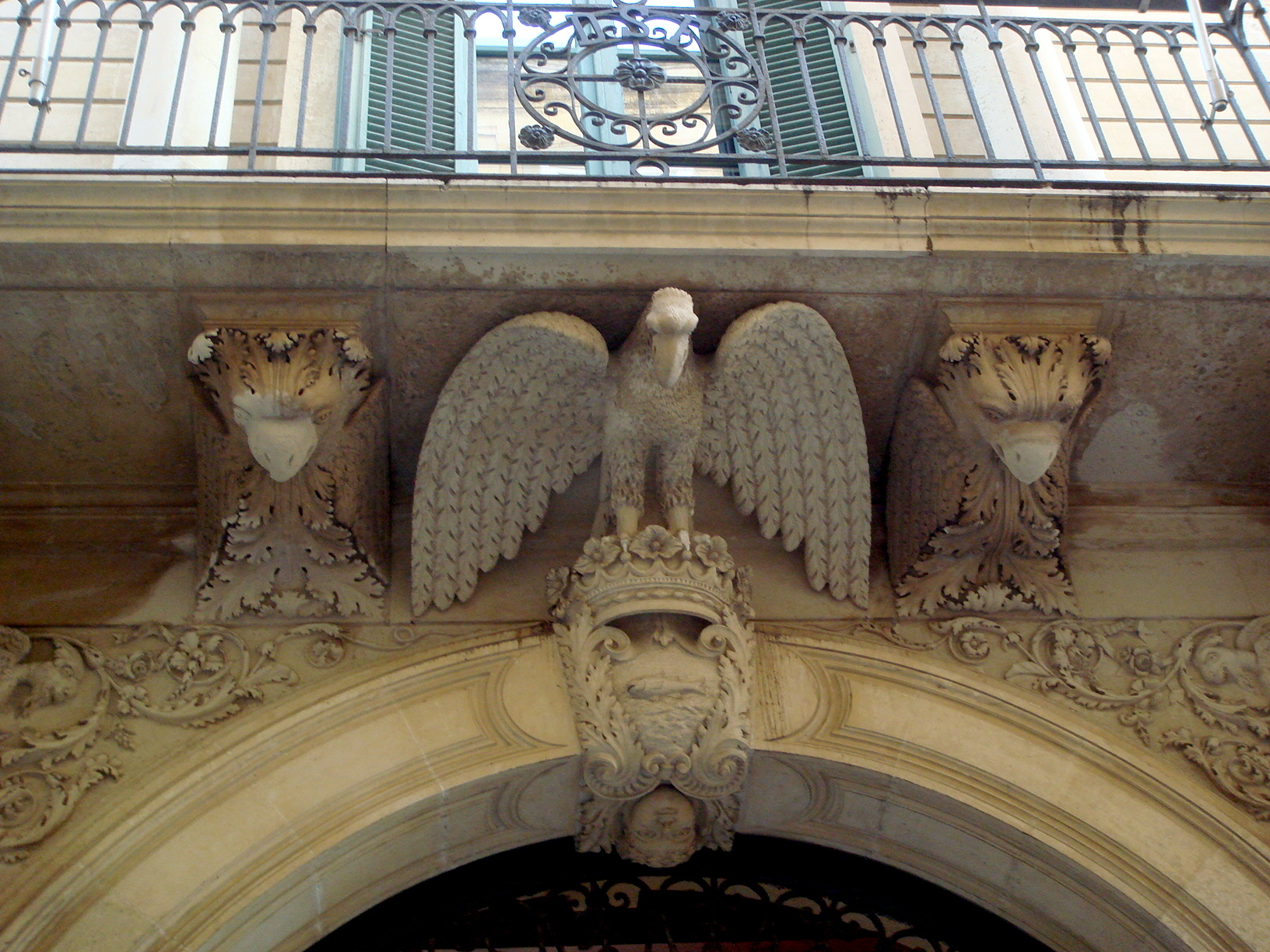
Particolare barocco di Palazzo Impellizzeri

Il Siracusano è noto per i suoi palazzi che rappresentano molto lo stile del Barocco siciliano. In particolar modo sono famosi gli edifici barocchi, neoclassici, rococò e liberty di Noto, Palazzolo Acreide e Siracusa, le tre città inserite tra i patrimoni Unesco proprio per le loro particolarità e quantità architettoniche. Tra questi si annoverano:
- Palazzo Ducezio (Noto): sede del Municipio netino, porta questo nome in onore di Ducezio, re dei siculi. Progettato da Vincenzo Sinatra nel 1746 e completato nel 1830.
- Palazzo Astuto (Noto): in stile barocco, la facciata è caratterizzata da un ampio portale arcuato sulla cui sommità vi è un pregevole altorilievo con eleganti pilastri bugnati.
- Palazzo Nicolaci di Villadorata (Noto): sorto come residenza nobiliare urbana della famiglia Nicolaci, edificato in stile barocco conta circa 90 stanze. Fu iniziato verso il 1720 su progetto attribuito a Rosario Gagliardi (alcune fonti indicano come progettista Paolo Labisi), con la partecipazione di Vincenzo Sinatra (allievo del Gagliardi), venne terminato nel 1765. Il Palazzo è caratterizzato da una sequenza di balconi barocchi con diverse figure.
- Palazzo Vescovile (Noto): situato a destra della cattedrale, è stato costruito nel XVIII secolo d.C., in stile neoclassico.
- Palazzo Ferla - Pricone (Palazzolo Acreide): è considerato il più antico palazzo nobiliare di Palazzolo Acreide. La facciata è di aspetto semplice ma con un imponente portale arcuato caratterizzato da un arco completamente rifinito da blocchi di pietra iblea, nella sua estremità vi è un bassorilievo raffigurante lo stemma della Famiglia Ferla. Accanto ad esso vi sono i balconcini laterali con decorazioni pregevoli.
- Palazzo Calendoli (Palazzolo Acreide): di epoca settecentesca, in stile barocco.
- Palazzo Iudica (Palazzolo Acreide): risalente al XVIII secolo d.C., ricco di particolari architettonici del tardo barocco con decorazioni neoclassiche. Il suo portale è definito "maestoso" con un arco a tutto sesto e ai lati tre lesene riccamente decorate da capitelli corinzi. Sopra il portale vi sono quattro balconi muniti di mensole riccamente ornate.
- Palazzo Pricone (Palazzolo Acreide: considerato un gioiello del barocco palazzolese, presenta linee strutturali e semplici col portale ad arco di bugnato liscio e sporgente con lo stemma di una famiglia gentilizia. Vi sono quattro balconi sostenuti da mensole scolpite raffiguranti mascheroni e sembianze di animali. Caratteristiche sono le inferriate ricurve.
- Palazzo del Vermexio (Siracusa): è la sede del Municipio di Siracusa. Si trova a Piazza Duomo e la sua costruzione fu commissionata dal governo della città nel 1629 e venne affidata all'architetto siracusano di origini spagnole, Giovanni Vermexio, il quale diede al palazzo un tocco di stile tipico della Spagna, mescolato allo stile tipico siracusano.
- Palazzo Spagna (Siracusa): costruito nel 1760 in stile barocco.
- Palazzo Beneventano del Bosco (Siracusa): situato di fronte al Duomo, è di epoca quattrocentesca, venne restaurato alla fine del Settecento, per mano dell'architetto siracusano Luciano Ali. In stile rococò.
- Palazzo Borgia del Casale (Siracusa): è uno dei più belli edifici in stile rococò d'Ortigia, edificato nel 1760 da Giuseppe Maria Borgia dei baroni del Casale. Appartenuto a Lucia Migliaccio, duchessa di Floridia, sposa morganatica del re Ferdinando I di Borbone.
- Palazzo Montalto (Siracusa): nel XV secolo fu donato dalla regina d'Aragona, a "Filippo Montalto"; è di stile gotico chiaramontano. Sul prospetto si aprono una trifora, una bifora e una semplice monofora.

E tra le ville storiche, notevole fra tutte, è la Villa del Tellaro, di epoca tarda imperiale romana, che si trova nei pressi di Noto, la quale custodisce dei preziosi mosaici di età classica.
Tra le altre ville pregiate della zona si annoverano la Villa Landolina e la Villa Politi a Siracusa.

### Teatri

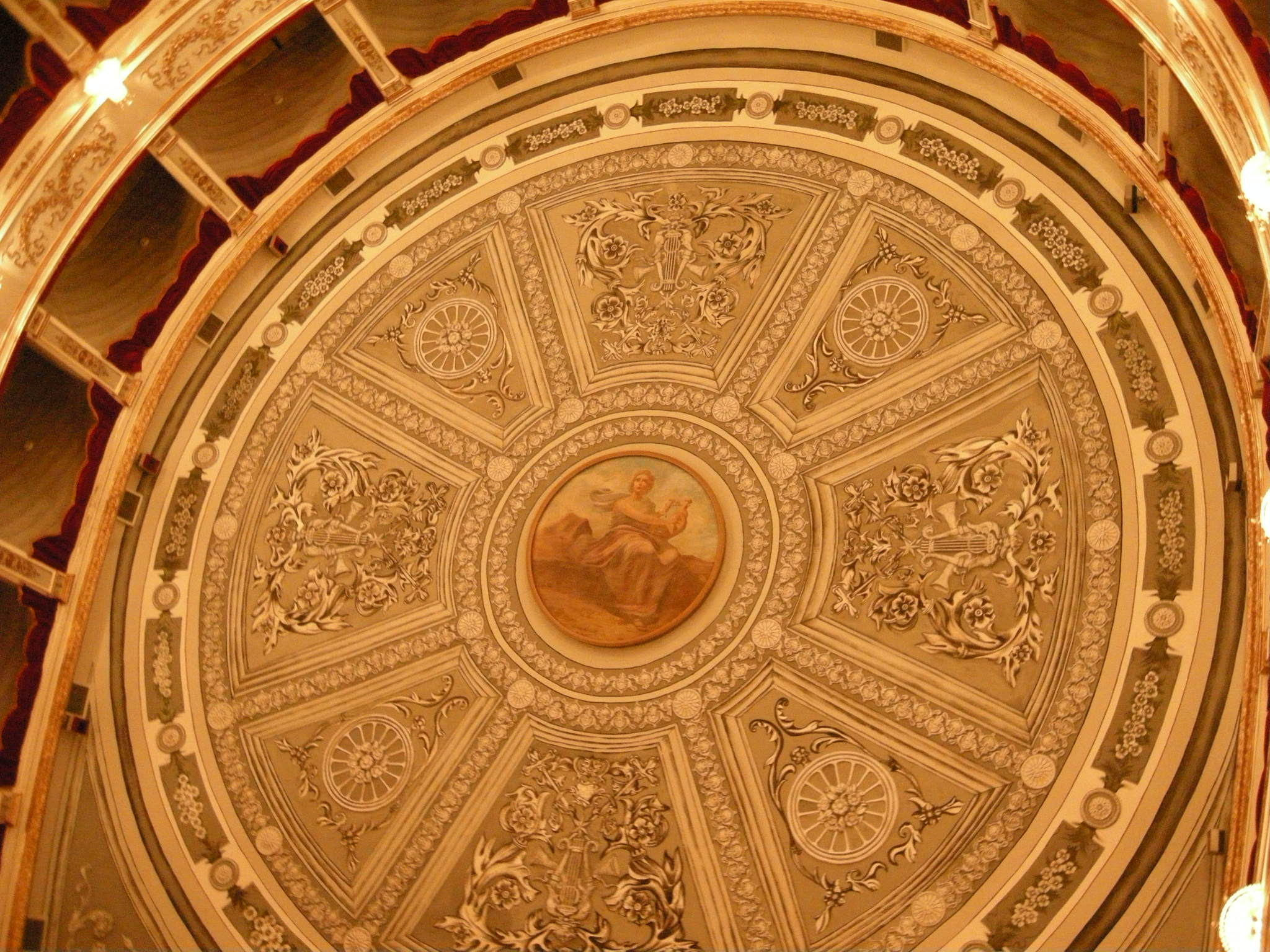
Decorazioni sul soffitto del teatro netino Vittorio Emanuele

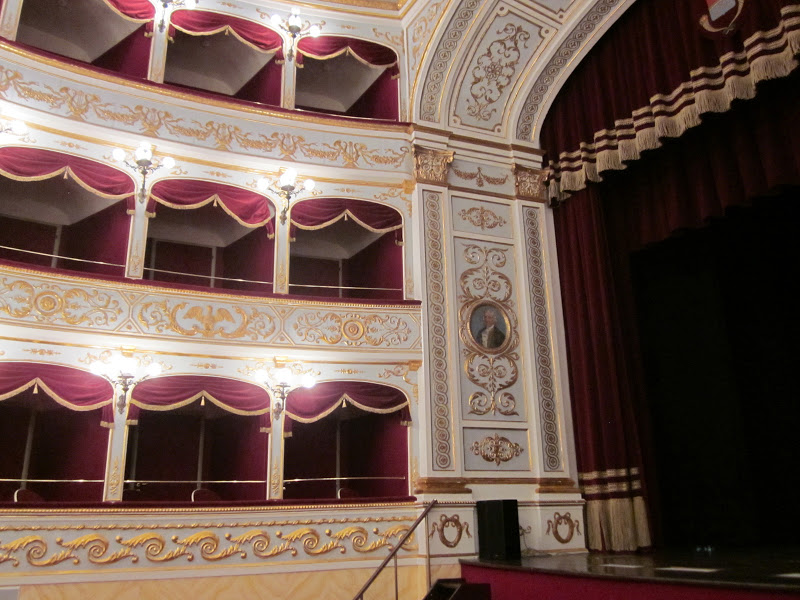
Interno del teatro Giuseppe Garibaldi di Avola

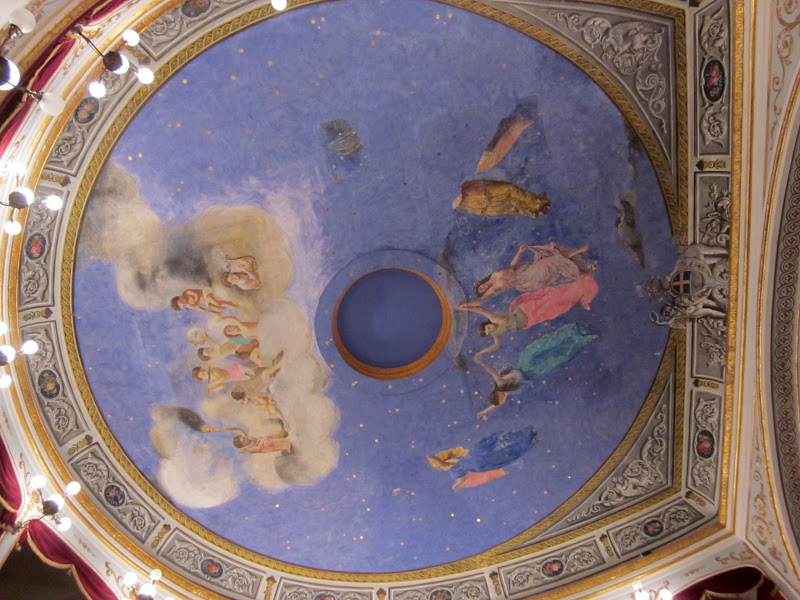
Il soffitto del teatro avolese Giuseppe Garibaldi

Le principali strutture architettoniche teatrali del territorio siracusano sono:
- Il Teatro greco di Siracusa; di epoca greca, è tra i teatri classici in pietra più grandi dell'antichità; nel ventunesimo secolo ospita al suo interno spettacoli e concerti teatrali.
- L'Anfiteatro romano di Siracusa; di epoca romana, viene annoverato tra gli anfiteatri italiani maggiori per le sue notevoli dimensioni. Non più in uso teatrale, poiché terremoti e conquiste esterne ne hanno distrutto gran parte della struttura, resta comunque uno dei monumenti architettonici siracusani di maggior valore.
- Il Teatro greco di Akrai; posto nel sito archeologico di Akrai (Palazzolo Acreide), di epoca greca, il teatro non è scavato nella roccia, come quello siracusano, ma è adagiato su un pendio naturale preparato con pietrame a secco su, sovrapposti, vi poggiano i blocchi delle gradinate; nel ventunesimo secolo il teatro ospita spettacoli teatrali.[31]
- Il Teatro Comunale di Siracusa;[32] il teatro nacque per sostituire quello mobile, in legno, che fino al XIX secolo fu ospitato nelle sontuose sale del palazzo del Municipio. Contenente 700 persone, la sua prima stagione teatrale fu nel 1897, rimase attivo fino al 1956, quando a causa di contrasti interni il teatro è stato dapprima chiuso e poi non più restaurato per oltre 50 anni; è stato oggetto di restauro.
- Il Teatro Vasquez[33] esso ha da sempre accompagnato la sua esistenza al cinema, nasce infatti nel 1957 col nome di Cine Teatro Vasquez. Fondato dai fratelli Vasquez, originari di Canicattini Bagni, il teatro fu protagonista indiscusso degli spettacoli teatrali siracusani. Nel 1986, in base ad un'indagine fatta dall'AGIS (Associazione Generale Italiana dello Spettacolo) tramite l'Università la Sapienza di Roma, il Teatro Vasquez risultò al 58º posto sugli 800 teatri italiani[34]; è diventato un multiplex composto da ben 5 sale con una capienza di 600 posti.
- Il Teatro Comunale Vittorio Emanuele[35]; situato a Noto, sorge nella parte sud est di Piazza XVI Maggio. È stato progettato dall'architetto Francesco Cassone e inaugurato nel 1870, venne intitolato al re d'Italia Vittorio Emanuele. Presenta una facciata di tipo neoclassico ed una capienza di 320 posti in fila più 80 in galleria.
- Il Teatro Giuseppe Garibaldi[36]; situato ad Avola, costruito sul finire dell'Ottocento, il teatro prese il nome di Giuseppe Garibaldi quando, il 2 giugno, gli avolesi appresero della morte del generale dei mille e vollero dare al loro teatro il suo nome. La struttura ha una capienza di 348 posti, presenta decorazioni, ornamenti, dorature, affreschi e un grande telone rosso sopra il palco.
- Il Cine teatro Olden di Lentini, che dal 2010 ha cambiato il suo nome in Cine teatro Carlo Lo Presti; come il Vasquez, è un teatro che svolge la doppia funzione di sala teatrale e cinematografica.
- Il Cine teatro Italia di Sortino; struttura che funge sia da teatro che da cinema.
- Il Teatro Stabile di Augusta; è il teatro comunale augustano.
- Il " Piccolo " del TSdA: centro culturale con sala teatro da 30 posti in pieno centro storico ad Augusta - diretto dall'attore e regista Mauro Italia
- Il Teatro di Verdura; è molto caratteristico poiché si trova all'interno della Latomia dei Cappuccini, per cui la sua struttura non è formata da legno, mattoni o velluto ma da nuda roccia calcarea bianca, la tipica roccia siracusana. Il teatro è immerso nella natura, il palcoscenico è formato da una roccia sopraelevata.
- Il Piccolo Teatro dei Pupi di Siracusa; è un piccolo teatro situano nella città di Siracusa, il quale si occupa di curare e portare in scena la tradizione siciliana dell'Opera dei Pupi. Il teatro può ospitare poche decine di persone, tipica caratterista di questi generi di teatri, ed il palco è fatto su misura per i "pupi" e i "pupari".

### Templi
I templi più noti sono:
- Tempio di Apollo; pur non essendo il più pregiato è considerato sicuramente il tempio greco siracusano più conosciuto. Dedicato ad Apollo, il dio greco del sole.
- Tempio di Atena; le sue larghe colonne sono state incorporate nell'attuale Duomo di Siracusa. Originariamente era dedicato ad Atena, la dea della saggezza o della guerra.
- Tempio di Zeus Olimpico; sorge lungo le rive del fiume Anapo, alle porte di Ortigia. Presso il tempio si accamparono gli Ateniesi, a più riprese i Cartaginesi e infine i Romani nelle loro guerre di conquista contro Siracusa. Il tempio infatti fu depredato più volte nella storia. Dedicato a Zeus, il padre degli dei dell'Olimpo greco.
- Tempio di Afrodite;[37] posto ad Akrai, rimangono visibili solo le basi delle colonne: alto diciotto metri e lungo trentanove, fu costruito in stile dorico. Dedicato ad Afrodite, la dea della bellezza.

### Altro

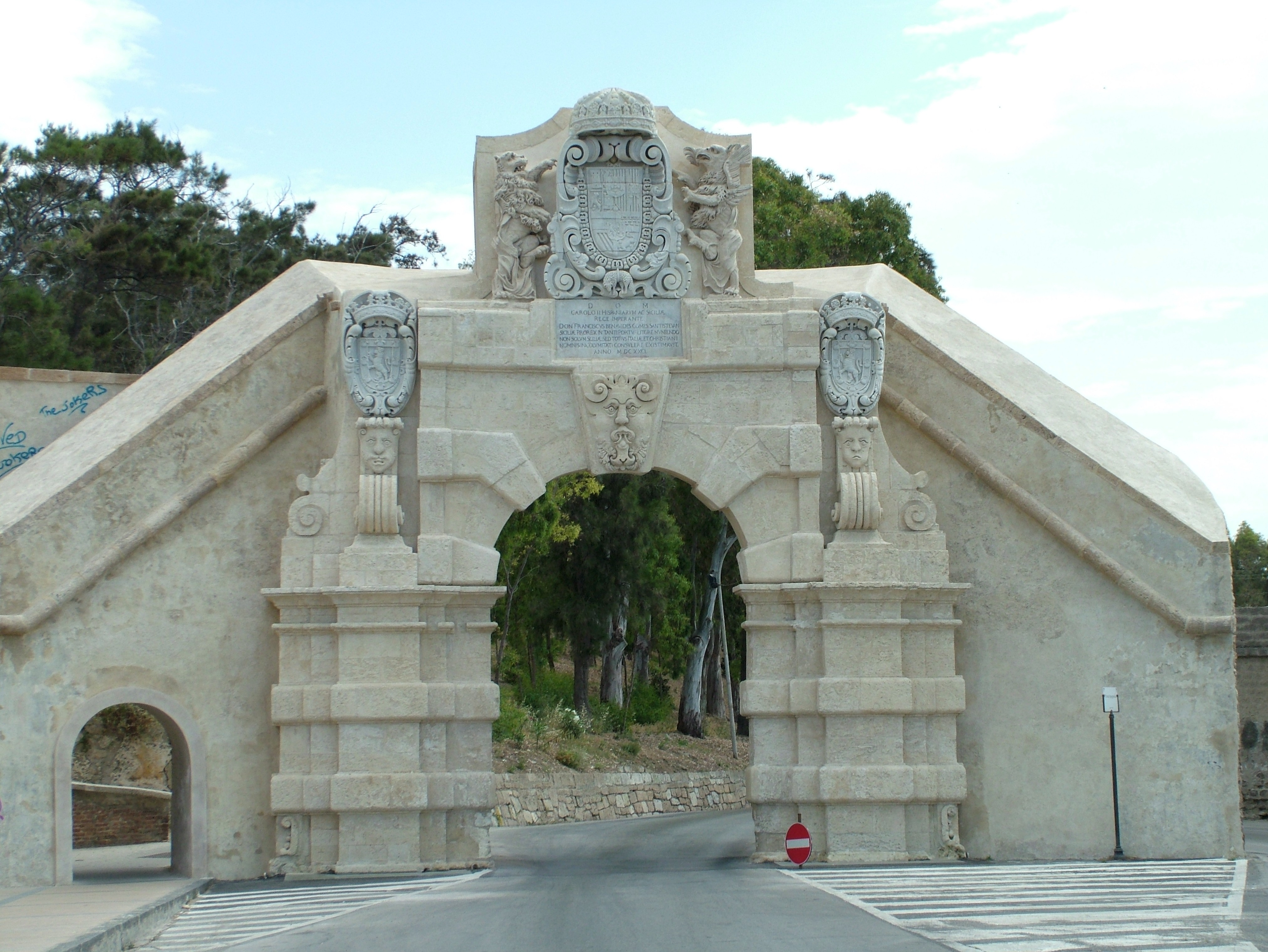
La Porta Spagnola di Augusta

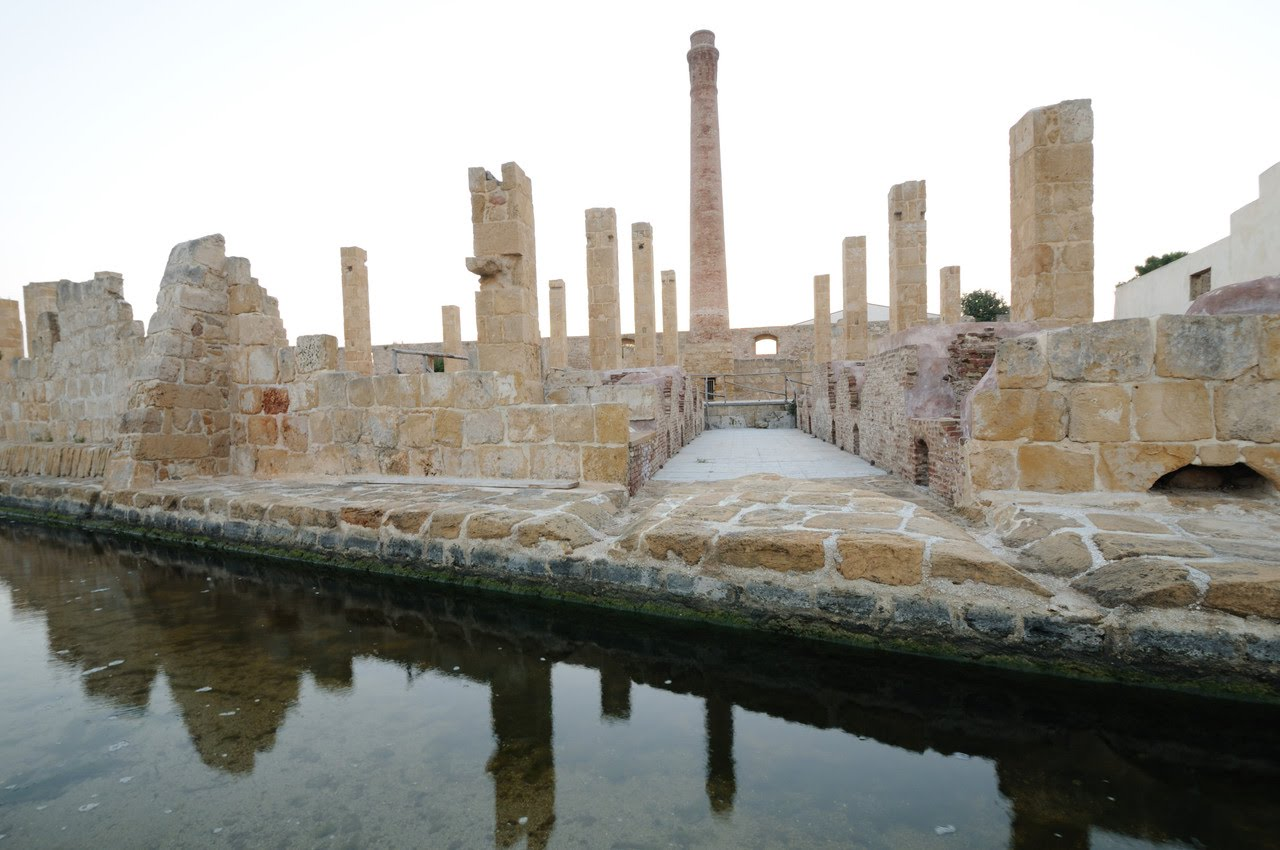
La Tonnara di Vendicari

Statue, piazze e porte ornano spesso in svariati punti le città siracusane. Ma anche antiche tonnare, elementi architettonici tipici dei luoghi di mare, diventano sorte di monumenti a cielo aperto e visitabili. Tra tutte queste opere, le più conosciute sono:
- Piazza Duomo, Siracusa
- Piazza Archimede con la relativa Fontana di Diana, Siracusa
- Piazza Regina Margherita, Marzamemi (Pachino)
- La Fonte Aretusa; la famosa fonte di acqua dolce alla quale è legata la leggenda di Aretusa e Alfeo, sita in Ortigia (Siracusa)
- La Fontana di Ercole, Noto
- La Porta Spagnola di Augusta
- La Porta Spagnola della Marina, Siracusa
- La Porta Reale di Noto;
- L'Antica Tonnara di Avola
- Tonnara di Marzamemi; presso Pachino, risale al tempo della dominazione degli arabi in Sicilia; nel 1630, venne venduta dal proprietario al Principe di Villadorata.
- Tonnara di Vendicari, presso l'Oasi faunistica di Vendicari (Noto)
- Latomia dei Cappuccini; famose cave di petra bianca siracusana.
- Guglia di Marcello o Aguglia d'Agosta (rudere); colonna obelisco di epoca romana presso Priolo Gargallo
- Dolmen di Avola
- Ponte di Sant'Alfano; nei pressi di Canicattini Bagni. Costruito in pietra locale nel 1796, è caratterizzato da due grandi figure scolpite in bassorilievo posti ai due lati del ponte, le quali recano sulle braccia una bottiglia e un pane, raffigurano probabilmente due soldati spagnoli.
- Ponte Umbertino; unisce la terraferma all'isola di Ortigia.
- Le Neviere di Buccheri; strutture per la raccolta della neve, tipiche delle zone montane iblee.
- Acquedotto di Nettuno; presso Noto.
- Acquedotto Galermi; millenario acquedotto, costruito con maestranze cartaginesi, porta l'acqua da Pantalica fino a sboccare presso la Grotta del Ninfeo, al teatro greco di Siracusa.
- Monumento alle vittime del terremoto del 1693; posto a Cassaro, è un obelisco di forma piramidale, sormontato da una piccola sfera in pietra bianca.
- Monumento ai Caduti italiani d'Africa; posto a Siracusa, è un monumento di epoca fascista, in memoria delle vittime italiane delle guerre d'Africa volute dal fascismo.
- Monumento della Pace a Solarino; costruito nel 1990 seguendo il progetto dell'artista Francesco Caldarella, rappresenta un Mercurio alato stilizzato ed è posizionato all'ingresso sud-est del paese, nel largo Gandhi.

### Castelli
Numerosi sono i castelli, le fortezze e le torri presenti nel territorio di Siracusa e che servivano sia da residenza dei signori del luogo dov'era ubicato, sia come fortificazione.
Solo alcuni sono ben conservati, come ad esempio il Castello Maniace o il Castello Svevo di Augusta. Di molti, invece, ne esistono soltanto i ruderi delle fondamenta o sono in stato di completo abbandono (come i castelli di Buccheri e Buscemi); di altri non vi è più traccia. Ne sono un esempio: il Castello Marchetto, a Siracusa, ubicato nella "piazza d'armi", area compresa tra il corso Umberto e via Malta e distrutto da un terremoto nel 1542; il castello o torrione di Casa Nova, sempre a Siracusa, si ergeva lungo le mura di Ortigia, a difesa dell'imboccatura del Porto Piccolo, fu distrutto dal sisma del 1693; il "Castellum novum" di Lentini, che si trovava sulla collina compresa tra la valle di Sant'Eligio e contrada Cappuccini; il Castello di Altavilla ed il Castello di Curcuraci (o Curcuraggi) a Melilli, i cui resti sono stati inglobati in costruzioni successive e, pertanto, risultano non visibili.
Lista dei castelli:

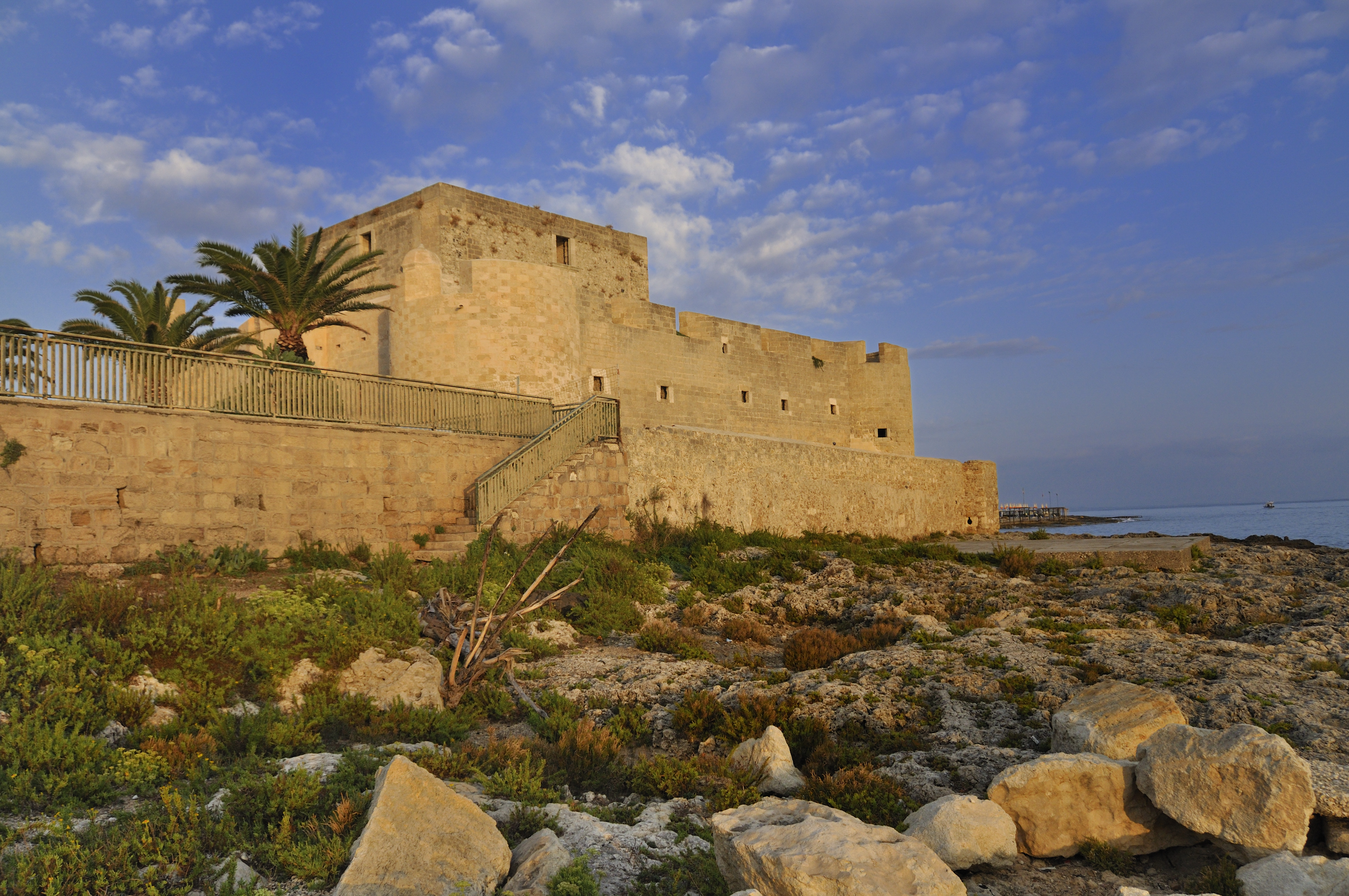
Castello di Brucoli, Augusta

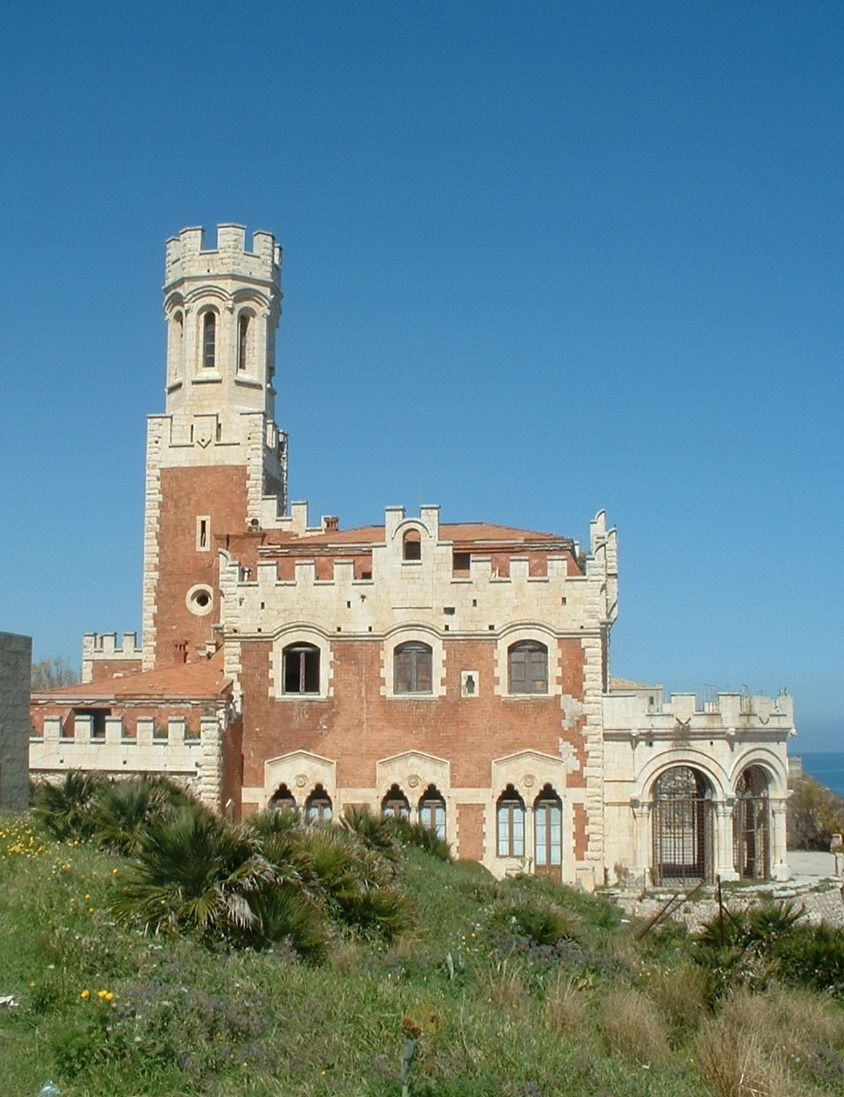
Portopalo di Capo Passero, Castello Tafuri.

- Castello Svevo (XIII secolo) (Augusta)
- Forte Garcia (XVI secolo) (Augusta)
- Forte Vittoria (XVI secolo) (Augusta)
- Torre Avalos (XVI secolo) (Augusta)
- Castello di Brucoli (XV secolo) (Brucoli, Augusta)
- Castello di Avola (XIII secolo)
- Castello di Buccheri (XII secolo)
- Castello Requisenz (XIV secolo) (Buscemi)
- Castel di Lega (XIII secolo) (Ferla)
- Castello di Gàdera (XIII secolo) (Francofonte)
- Castello di Francofonte (XIV secolo)
- "Castellaccio" (XII secolo) (Lentini)
- "Castelluccio" (o mocta Sancti Calogeri) (XIV secolo) (Lentini)
- Castello di Ossena (XIV secolo) (Lentini)
- Castello di Xirumi-Serravalle (XVI secolo) (Lentini)
- Castello Reale (XI secolo) (Noto Antica)
- "Castelluccio" (Castelluccio di Noto) (XIV secolo) (Noto)
- Torre Xibini (o Scibini) (XIV secolo) (Pachino)
- Castello di Palazzolo (o Castelvecchio) (XIV secolo) (Palazzolo Acreide)
- Castello Tafuri (anni trenta) (Portopalo di Capo Passero)
- Fortezza di Carlo V (Isola di Capo Passero) (XIV secolo) (Portopalo di Capo Passero)
- Castello Platamone (XVII secolo) (Rosolini)
- Castello Eurialo (V secolo a.C.) (Siracusa)
- Castello Maniace (fondazione bizantina, rivisto nel XIII secolo) (Siracusa)
- Castello di Cassibile (XIV secolo) (Cassibile, Siracusa)
- Castello di Sortino (XIV secolo)

### Siti archeologici

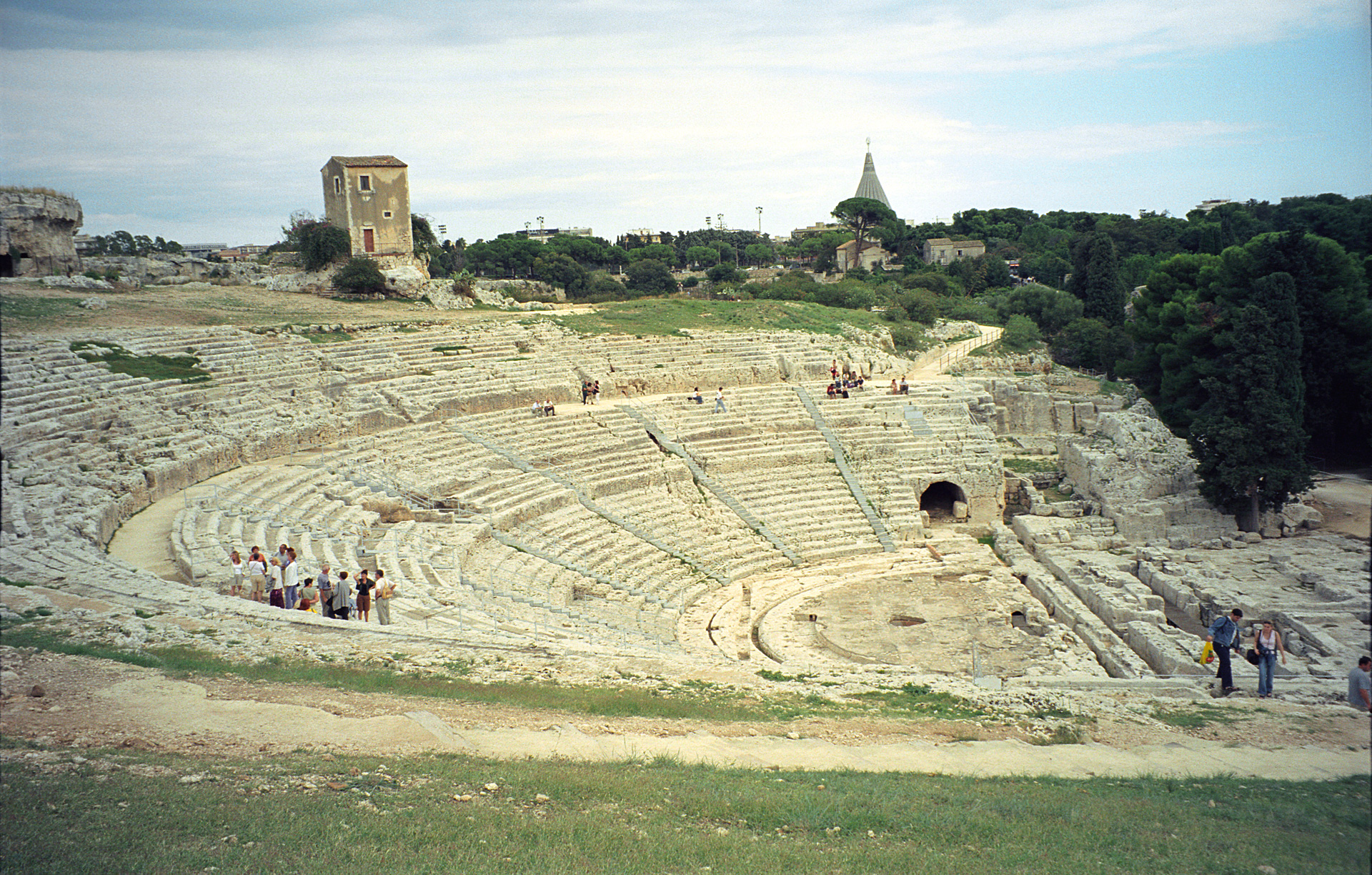
Il teatro greco di Siracusa

Molte sono le testimonianze archeologiche presenti nell'area aretusea che ripercorrono tutta la storia dell'uomo, dal Paleolitico all'ellenismo e il medioevo.
A Siracusa, la maggior parte delle vestigia è contenuto all'interno del Parco Archeologico di Neapolis, dove si trovano sia reperti greci come il Teatro greco, l'Orecchio di Dionisio e le latomìe - cavità artificiali ricavate dall'estrazione della pietra - e l'Ara di Ierone, altare monumentale voluto dal tiranno Gerone II; sia resti romani, come l'Anfiteatro ed il Ginnasio romano.
Altre testimonianze del passato, poi, sono rintracciabili in ogni zona della città.
Nei pressi di Noto, a circa 8 km, sorge Eloro dove è possibile ammirare i resti delle mura, del teatro e del santuario di Demetra e Kore. Poco vicino si trova la Colonna Pizzuta e più a sud, si trovano la villa del Tellaro - risalente alla tarda età imperiale romana - e gli insediamenti preistorici di Finocchito e Castelluccio, da cui prende il nome l'omonima cultura sviluppatasi nella prima età del bronzo. A nord della città barocca, invece, lungo la Statale 287 in direzione di Palazzolo si trovano i resti di Noto Antica, fondata nel V secolo a.C. e distrutta dal terremoto del 1693.
Risalendo verso Palazzolo Acreide, si incontra il sito di Akrai, del VII secolo a.C. ove è possibile visitare un teatro, un'agorà e due latomie.
Poi vi sono le importanti necropoli di Pantalica, Cassibile e Cava del Rivettazzo.
Nella zona settentrionale del libero consorzio, infine, si trovano i siti di Leontinoi, città sicula ellenizzata in cui è possibile visitare il sistema di fortificazione cosiddetto a tenaglia; Megara Hyblaea, posta a 10 km da Augusta e dai cui scavi sono emerse ceramiche di stile eoliano e due kouroi; e Thapsos, importantissimo villaggio protostorico che sorse intorno al XV secolo a.C. sulla penisola di Magnisi - antistante il litorale priolese- e che diede il nome alla cultura che in Sicilia orientale identifica la media età del bronzo.
| Stemma del libero consorzio | Aree archeologiche                |
| --------------------------- | --------------------------------- |
| Augusta                     | Megara Hyblaea                    |
| Avola                       | Avola Antica                      |
| Buscemi                     | Serra Casale                      |
| Buscemi                     | Casmene                           |
| Lentini                     | Leontinoi                         |
| Noto                        | Eloro                             |
| Noto                        | Villa del Tellaro                 |
| Noto                        | Noto Antica                       |
| Noto                        | Castelluccio di Noto              |
| Palazzolo Acreide           | Akrai                             |
| Priolo Gargallo             | Thapsos                           |
| Siracusa                    | Parco Archeologico della Neapolis |
| Siracusa                    | Ortigia                           |
| Siracusa                    | Stentinello                       |
| Siracusa                    | Cava Grande del Cassibile         |
| Siracusa                    | Necropoli di Cassibile            |
| Solarino                    | Cozzo Collura                     |
| Solarino                    | Cava del Rivettazzo               |
| Sortino e Cassaro e Ferla   | Pantalica                         |

## Società

### Evoluzione demografica
Il libero consorzio di Siracusa, con i suoi oltre 380.000 abitanti, risulta essere la sesta delle ex provincie siciliane per popolazione, e con una densità abitativa di 180,4 abitanti per chilometro quadrato si colloca al quinto posto tra le ex provincie siciliane con maggior densità di popolazione.
Siracusa è il comune più popoloso del libero consorzio concentrandosi in esso più di un terzo della popolazione; seguono Augusta ed Avola, con popolazioni superiori ai 30.000 abitanti.
Il comune più densamente popolato, invece, con 800 abitanti per chilometro è Floridia, seguono Siracusa (606) e Solarino (566).
Cassaro risulta invece essere il comune col minor numero di abitanti.

### Il Siracusano e l'emigrazione

Emigranti siciliani in partenza dal porto di Siracusa

Negli anni passati, il territorio aretuseo vide molta della sua gente emigrare all'estero o nel Nord Italia in cerca di lavoro. Nei primi anni del Novecento iniziò infatti il fenomeno italiano dell'emigrazione di massa. Tale fenomeno interessò anche la Sicilia, facendola divenire, verso il 1915, la regione d'Italia col più alto numero di cittadini che emigravano. Le mete verso le quali si dirigevano erano soprattutto gli Stati Uniti d'America, che offrivano una grande quantità di risorse lavorative. Ma vi fu una forte presenza siciliana anche in Australia, dove, grazie agli emigrati siracusani sbarcati lì decenni prima, continua un legame tra quelle comunità e il territorio di Siracusa.
In una seconda fase invece, verso il 1950, l'emigrazione si spostò verso l'Europa del Nord e verso l'Italia settentrionale. Questo fenomeno, dovuto ad una politica scarsamente prodigata ad un piano di risanamento per i problemi meridionali, provocò ulteriori danni al sistema sociale del Sud, il quale vedeva andar via la sua forza lavoro impiegata nelle grandi e medie industrie del settentrione. Tutto ciò comportò diverse situazioni; anzitutto il distacco, la separazione umana di chi partiva e di chi restava. Molti libri, poesie e testi di canzoni sono stati dedicati alle storie di emigranti, dimostrando come questo fenomeno è entrato a far parte dell'aspetto storico-culturale del territorio. Un altro aspetto che comportò fu l'instaurazione di un legame tra il luogo nel quale questi migranti approdavano e la città natale che avevano lasciato. Infatti da questo presupposto molti comuni siracusani sono gemellati con città di Stati d'oltreoceano; per esempio Solarino, Floridia e Sortino, tre comuni che hanno avuto una forte emigrazione verso le terre australiane, mantengono anche ai giorni nostri i rapporti con l'Australia; Solarino e Floridia sono gemellati con Melbourne, seconda città australiana più popolosa dopo Sydney, mentre Sortino ha portato sugli schermi nazionali un documentario avente per titolo "Storie di una comunità siciliana emigrata in Australia", realizzato dal Sortino Social Club, un'associazione che riunisce gli emigrati sortinesi.
E questi stessi comuni sono inoltre gemellati con altre città negli Stati Uniti, come Hartford, legata a Floridia, la quale ha anche una via, nel proprio comune, intitolata "Via dei floridiani di Hartford" e New Britain legata a Solarino e Priolo Gargallo, altro comune siracusano.
Nel Connecticut sorse una "Little Melilli" così chiamata in riferimento alla popolazione di Melilli, la quale emigrò in massa verso quella zona, nella città statunitense di Middletown, gemellata con i mellilesi.
Anche il nome di Siracusa venne esportato all'estero, per esempio vi sono diverse città statunitensi che si chiamano Syracuse, di cui la più importante è la Syracuse di New York, la quale però non si chiama così per via di emigrati siracusani stabilitisi là, ma perché questo nome volle darglielo un suo influente cittadino, John Wilkinson, dopo avere letto un trattato sulla Siracusa siciliana e dopo esserne rimasto affascinato, trovandovi varie similitudini geografiche con la località americana.
Ai giorni nostri ci sono molte associazioni sul territorio che si occupano di abitanti emigrati e che organizzano incontri e rimpatriate con le popolazioni locali.

### Immigrazione
La storia del territorio siracusana non è fatta solo di emigrazione, ma anche di immigrazione. Come risulta dal testo del libro "L'emigrazione in Sicilia: 1652-1961", secondo l'autore Francesco Renda, negli anni sessanta e settanta, ovvero negli anni dell'industrializzazione, la mobilità siracusana risulta essere la più attiva in Sicilia. La popolazione ha da sempre vissuto momenti nei quali è arrivata gente che si è poi integrata nella società locale. Il territorio infatti, trovandosi in prossimità della costa, è stato spesso soggetto a sbarchi in diverse epoche fino a giungere a quella attuale.
In tempi antichi, oltre alla colonizzazione greca, si ricorda l'arrivo della comunità ebraica. A Siracusa infatti risiedeva una delle comunità ebraiche più numerose di Sicilia: circa 5.000 abitanti, pari a quella di Palermo. Gli ebrei erano integrati nella società, lavoravano e contribuivano alla spesa pubblica, vennero infine cacciati con l'editto spagnolo nel 1492, anche se molti di loro, in qualche maniera, riuscirono a restare. Nel 2010, dopo diversi secoli, a Siracusa si è nuovamente celebrato un matrimonio ebraico, segno che la comunità ebraica fa parte della società locale. Altra presenza costante è quella araba, non solo per la conquista avvenuta da parte dei musulmani del medioevo, ma anche per la situazione di sbarchi che avvengono dal Medio Oriente verso l'Europa; di tutti quelli che giungono nel territorio siracusano, sono pochi coloro che decidono di restare, poiché la zona non offre molto lavoro, quindi il siracusano svolge la funzione di terra di frontiera tra il mar Mediterraneo e l'Italia continentale.
In Siracusa, nel febbraio 2013, si è tenuta una conferenza avente come tema l'immigrazione in terra siciliana; organizzata da Emergency e Arci, esposta dall'Alto Commissariato delle Nazioni Unite per i Rifugiati, Laura Boldrini. I cittadini stranieri residenti, provenienti anche da stati come la Romania, Cina e Sri Lanka, risiedono per la maggior parte nel comune di Siracusa, il quale conta una popolazione straniera di circa 4.000 abitanti, pari al 3,3% della popolazione totale. Nell'ambito dell'integrazione, la frazione siracusana di Cassibile è stata al centro dell'attenzione dei media italiani per un conflitto sociale avvenuto verso il 2006 e che vide contrapposti i cassibilesi e gli immigrati stranieri. I cassibilesi si lamentavano dell'abbandono della politica nei loro confronti, essendo quel paese composto da 5.000 abitanti si era visto d'un tratto sovraffollato da molti immigrati, i quali vivevano in condizioni sociali trascurate, anch'essi abbandonati dalla politica. Quella situazione ha dimostrato come non si è giunti ad una esauriente integrazione sociale che accordi la popolazione locale con la popolazione straniera.
Il Siracusano è stato interessato da un altro fenomeno migratorio, stavolta interno. Si è verificato infatti che, specialmente negli anni sessanta, molti cittadini provenienti da più parti d'Italia vennero ad abitare nel siracusano. Tale fatto avvenne per due diversi motivi: il primo motivo era derivato dal rientro dei coloni italiani in Libia, i quali rientrando in Italia decisero di prendere residenza a Siracusa; un altro motivo fu l'installazione del Polo petrolchimico siracusano che attrasse molta manodopera, la quale poi rimase integrata nella società locale.

## Cultura

### Università
Il territorio di Siracusa non ha università proprie, ma sono attivi 3 consorzi universitari che collaborano con le facoltà di Catania e Messina per la realizzazione di corsi di laurea e master:
- Consorzio universitario Archimede, con sede a Siracusa, in collaborazione con le facoltà di architettura[55] e beni culturali (fino al 2013) dell'Università degli Studi di Catania.
- Consorzio universitario Megara Ibleo[56], con sede a Priolo Gargallo, in collaborazione con l'Università di Messina per la facoltà di Giurisprudenza.
- Consorzio universitario del Mediterraneo Orientale[57], con sede a Noto, in collaborazione col dipartimento di scienze cognitive della formazione e degli studi culturali dell'Università di Messina. Dal 2015 saranno attivati anche i corsi di Scienze del turismo e Scienze umanistiche.
- Dal 2012 è stato reso effettivo a Siracusa il corso di laurea in scienze infermieristiche, in collaborazione con la facoltà di Medicina e Chirurgia dell'Università degli studi di Messina.[58]
- Accademia di belle arti Rosario Gagliardi, con sede a Siracusa, ha il fine di conseguire il diploma accademico per lo sbocco professionale d'insegnante delle discipline artistiche.[59]
- Accademia d'arte del Dramma Antico, con sede a Siracusa, è la scuola per aspiranti attori e attrici dell'INDA (Istituto Nazionale del Dramma Antico).[60]
- Istituto superiore di scienze religiose San Metodio, con sede a Siracusa, in collaborazione con la Pontificia facoltà teologia "San Giovanni Evangelista" di Palermo hanno sede corsi di laurea in teologia con nuovo ordinamento con una triennale e due bienni di specializzazione, uno ad indirizzo pedagogico-didattico, l'altro indirizzo pastorale-catechetico-liturgico.[61]
- Istituto Internazionale del Papiro, con sede a Siracusa; offre corsi didattici di livello universitario, con tematiche di storia, manifattura e restauro conservativo dei papiri, egittologia e papirologia. Tra i suoi corsi, significativo è quello che si svolge annualmente in Egitto: "Storia e manifattura del papiro" presso la sede del Museo Egizio del Cairo.[62]

Il Siracusano dispone inoltre di istituti culturali con provenienza internazionale:
- The Academy of English, è un centro linguistico operante a Siracusa dal 1984. Il centro si occupa della formazione in lingue straniere e dispone della certificazione della Cambridge University (Regno Unito), come sede d'esami della UNIVERSITY OF CAMBRIDGE ESOL per la Certificazione della Lingua Inglese.[63]
- The Mediterranean Center for Arts and Sciences (MCAS)[64], fa parte dell'Arcadia University (Pennsylvania, Stati Uniti), un'università privata la quale ha in Italia dei centri di studio;[65] il suo ramo siciliano: Centro Mediterraneo per le Arti e le Scienze è indirizzato a studenti statunitensi che vogliono conseguire crediti in materia di studi mediterranei.
- Istituto Superiore Internazionale di Scienze Criminali (ISISC)[66], è un istituto internazionale senza scopo di lucro (ONLUS) fondato a Siracusa nel 1972, si occupa dello studio, della ricerca e della formazione nel campo della giustizia penale internazionale e comparata e dei diritti umani. È una organizzazione non governativa (ONG) riconosciuta con decreto del Ministero degli Affari Esteri. L'Istituto gode di status consultivo speciale presso le Nazioni Unite e il Consiglio d'Europa.

### Associazioni
Associazione Internazionale per l'Educazione alla Pace
Nel 1986, su iniziativa di Bruno Ficili (il preside didattico di Priolo Gargallo, candidato tredici volte al Premio Nobel per la Pace, con l'appoggio del Congresso degli Stati Uniti e laurea Honoris Causa in lettere Umanistiche.), viene fondata nell'allora Provincia di Siracusa l'Associazione Internazionale per l'Educazione alla Pace, spesso ribattezzata come Forum o Convegno internazionale, il quale si svolge in diverse parti della Sicilia ed ha come tema e scopo li dialogo tra i popoli, specialmente con quei popoli che vivono uno stato di guerra e di sofferenza.
Tra i risultati memorabili di questa associazione, è da annoverare quello raggiunto nel dicembre 1999, quando il congresso siciliano riesce a portare a Siracusa e a Comiso (ex-base missilistica della NATO) i leader di gruppi politici e militari dello Stato dell'Africa del Burundi, che all'epoca stava affrontando la guerra civile tra Hutu e Tutsi, e il campione ex-pugile statunitense Muhammad Ali (alias Cassius Clay), che si occupa di azioni umanitarie. Durante questo congresso, venne raggiunto un accordo firmato dal pacifista Muhammad Ali e i rappresentanti del Burundi; l'accordo era un Patto di non aggressione a scuole, ospedali, luoghi di culto, orfanotrofi del loro Paese. Una copia di queste carte firmate a Siracusa e a Comiso, venne inviata il 7 dicembre di quell'anno a Roma, al Capo del Governo italiano.
Altri risultati e iniziative umanitarie avvennero in seguito, portando durante i congressi in Sicilia i rappresentanti di paesi come Tanzania, Kurdistan, Stati Uniti, Iraq, Giappone, Israele, Palestina, Afghanistan, Congo, Tunisia, Malta, Grecia e molti altri.
Centro Internazionale di Studi sul Barocco (CISB)
L'Associazione, costituitasi nel 1984 a Siracusa, ha come scopo lo studio e l'osservazione dell'arte barocca nel Mediterraneo, con particolare attenzione all'arte della Sicilia sud-orientale. Organizza concorsi, mostre e viaggi di studio, spesso col patrocinio di università come quelle di Palermo, Milano e Parigi, enti politici regionali o enti culturali e progetti UNESCO. Ha partecipato a numerosi convegni nazionali e internazionali.
Associazione culturale italo-araba
È un'associazione apartitica ed apolitica, senza fini di lucro, con scopo sociale, fondata a Siracusa, la sua attività è riscontrabile dall'anno 2007. Lo scopo dell'associazione italo-araba è quello di approfondire i temi della cultura araba in Sicilia. Organizza eventi teatrali basati su racconti arabi; temi d'osservazione sulla situazione musulmana internazionale, attività ricreative come arte, poesia e mostre di pittura orientale.

### Ricerca
NEutrino Mediterranean Observatory (NEMO)
Nelle acque di Portopalo di Capo Passero, a 3.500 metri di profondità, è stata installata una torre, alta 400 metri, la quale serve per un progetto di ricerca, volto a prelevare i neutrini, considerati importanti dall'astrofisica moderna per studiare il cosmo.
Il progetto è italiano, viene sviluppato infatti dall'Istituto nazionale di fisica nucleare (INFN), ma coinvolge anche istituti di ricerca di dieci Paesi europei.
Il motivo per cui si sia scelto il mare, ovvero l'acqua, per questa ricerca è dovuto al fatto che essa può assolvere a tre compiti fondamentali in questo campo: funge da schermo protettivo dai raggi cosmici; diventa attrazione per l'interazione di neutrini; è un mezzo trasparente attraverso il quale si propaga la luce Cerenkov (la cui raccolta serve per vedere i neutrini).
L'installazione di questa torre è solo un primo passo, verso la finalità del progetto di ricerca che prevede le installazioni di molte altre torri con lo scopo di formare un telescopio sottomarino denominato Km3Net. I dati prelevati dalla torre vengono inviati al laboratorio a terra dei LNS (Laboratori Nazionali del Sud dell'INFN) situato a Portopalo di Capo Passero. Il progetto è stato negli anni supportato anche da programmi di finanziamento europei.

### Musei
Il territorio siracusano è provvisto di numerosi musei suddivisi in diverse tipologie: etnografici, archeologici, scientifici, naturali, sono alcuni dei temi presenti. Tra
i musei principali sono da annoverare il Museo archeologico regionale Paolo Orsi, tra i più grandi d'Europa nel suo genere; il Museo di Palazzo Bellomo, contenente preziosi reperti e quadri, come la tela dell'Annunciazione del pittore Antonello da Messina, che è stata anche esposta nella Galleria Statale Tret'jakov di Mosca, insieme ad altri quadri del pittore siciliano, nel corso di uno scambio culturale tra Italia e Russia. Significativi sono anche i musei "della civiltà contadina" e del museo Francesco Lombardo "scultore cartapestaio" di Palazzolo Acreide situati a Floridia e "i luoghi del lavoro contadino" situato tra Buscemi e Palazzolo Acreide, di genere etnografici, mostrano ai loro visitatori i cimeli e la memoria tradizionale della vita contadina iblea. E vi sono musei che raccontano la Sicilia vista con gli occhi dei viaggiatori stranieri, come il sito museale de "Viaggiatori in Sicilia", posto sempre a Palazzolo Acreide. E musei di genere naturale come l'"Ecomuseo dei Monti Climiti" posto a Melilli. Infine si può affermare che ciascun comune del territorio possiede proprie sedi museali.

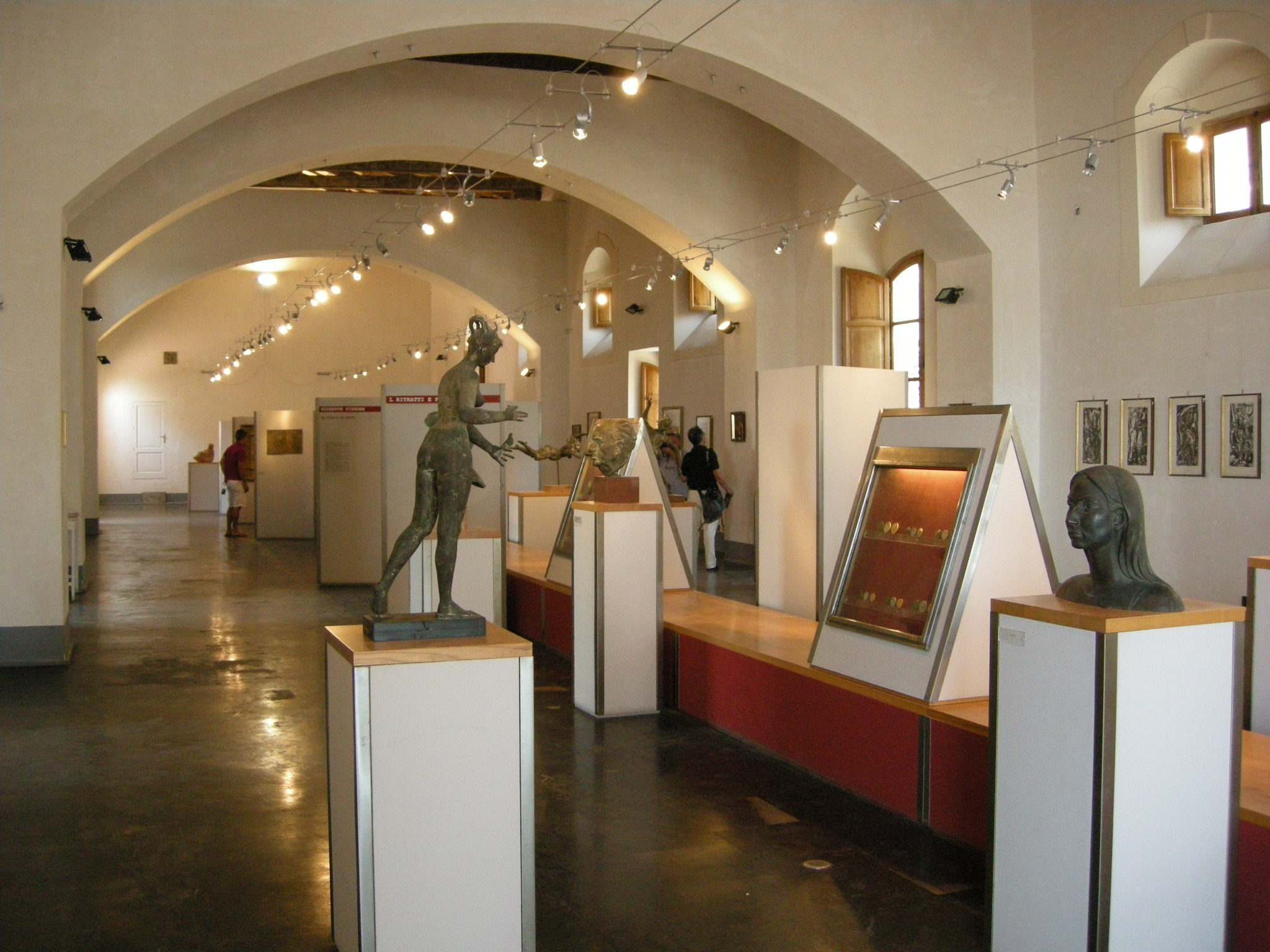
Museo Civico di Noto

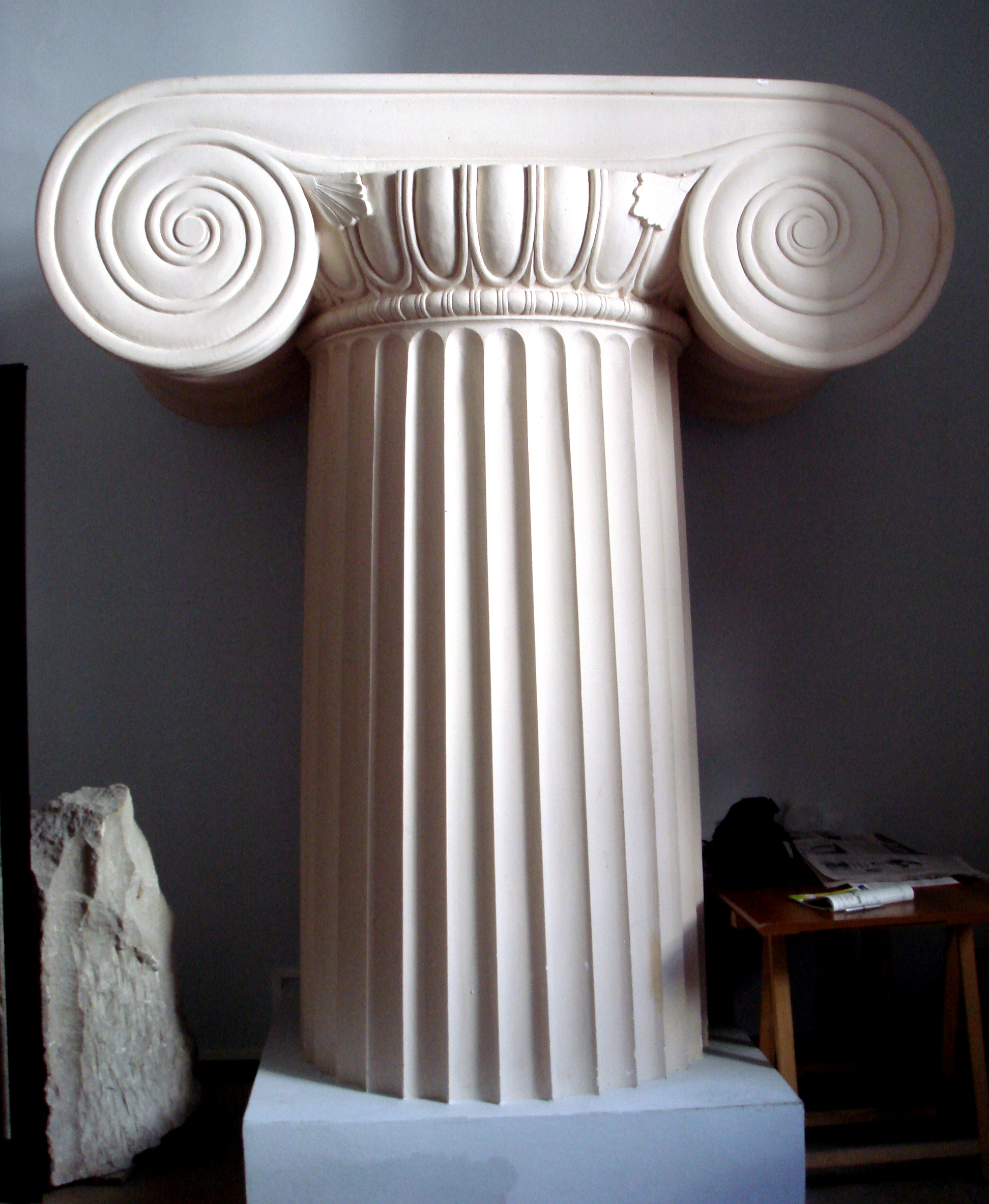
Antiquarium del tempio ionico, Palazzo del Vermexio

Alcuni dei musei del territorio
| Stemma                      | Musei                                               | Telefono    | Sito Web |
| --------------------------- | --------------------------------------------------- | ----------- | --- |
| Augusta                     | Antiquarium di Megara Hyblaea                       | 0931/512364 | |
| Avola                       | Museo Civico                                        | 0931/583111 | |
| Buscemi e Palazzolo Acreide | Rete Museale "I luoghi del lavoro contadino"        | 0931/878528 | I luoghi del lavoro contadino |
| Canicattini Bagni           | Museo del tessuto e Casa dell'emigrante             | 0931/945322 | Galleria del ricamo |
| Carlentini                  | Museo Paleontologico                                | 095/991210  | |
| Floridia                    | Museo Museo della Civiltà Contadina                 | 0931/949301 | Museo della Civiltà Contadina |
| Floridia                    | Museo Francesco Lombardo                            | 3392095884  | Museo Francesco Lombardo |
| Lentini                     | Museo Archeologico                                  | 095/7832962 | Museo Archeologico di Lentini |
| Melilli                     | Museo di Storia Naturale                            | 0931/552193 | Ecomuseo dei Monti Climiti |
| Noto                        | Museo Civico                                        | 0931/836462 | Museo Civico di Noto Archiviato l'8 marzo 2016 in Internet Archive.                                                                              |
| Noto                        | Museo Etnografico                                   | 3662735803  | Museo Etnografico di Noto, su comune.noto.sr.it, 3 luglio 2013. URL consultato il 6 marzo 2022 (archiviato dall'url originale il 3 luglio 2013). |
| Palazzolo Acreide           | Casa Museo "Antonino Uccello"                       | 0931/881499 | Casa Museo "Antonino Uccello |
| Palazzolo Acreide           | Museo dei Viaggiatori in Sicilia                    | 0931/871260 | Museo dei Viaggiatori in Sicilia |
| Siracusa                    | Museo archeologico regionale Paolo Orsi             | 0931/489511 | Museo archeologico regionale Paolo Orsi |
| Siracusa                    | Galleria Regionale di Palazzo Bellomo               | 0931/69511  | Galleria Regionale di Palazzo Bellomo |
| Siracusa                    | Museo del Cinema                                    | 0931/65024  | Museo del Cinema |
| Siracusa                    | Museo del Papiro                                    | 0931/22100  | Museo del Papiro |
| Siracusa                    | Archimedeion                                        | 0931/61121  | Archimedeion |
| Siracusa                    | Sirmuma - Museo del mare                            | 3203476297  | Sirmuma - Museo del mare |
| Solarino                    | Ecomuseo Hyblon                                     | 0931/925054 | Ecomuseo Hyblon |
| Solarino                    | La Casa del Novecento                               | 3396375101  | |
| Sortino                     | Museo dell'Opera dei Pupi                           | 3338921182  | Museo dell'Opera dei Pupi |
| Sortino                     | Casa Museo dell'Apicoltura " 'A casa do fascitraru" | 0931/952992 | Casa Museo dell'Apicoltura |

### Folklore e manifestazioni
Il folklore siracusano è caratterizzato soprattutto dalle feste religiose, sagre popolari e manifestazioni storico-culturali che si tengono in ogni periodo dell'anno.
Tra queste, le più famose, anche per il loro richiamo internazionale, sono la Festa di Santa Lucia, che si svolge in diversi periodi dell'anno; principalmente il 13 dicembre nella città di Siracusa e in diversi altri comuni, ma vi sono poi altre località, come Carlentini, dove la santa viene festeggiata la quarta domenica di agosto. Inoltre, sempre a Santa Lucia è legata la festa di maggio, intitolata Festa di Santa Lucia delle Quaglie, particolare perché si svolge in abiti d'epoca settecenteschi. E la Festa di Sant'Alfio a Lentini, che si svolge tra la fine di maggio e l'inizio di settembre, ed è nota poiché i patroni della città di Lentini (Alfio, Filadelfo e Cirino) sono compatroni di altre città italiane e vengono festeggiati in altri luoghi del mondo, come negli Stati Uniti e in Australia, lì dove vi sono comunità di emigrati italiani.
Di grande richiamo locale sono inoltre La Festa di San Sebastiano a Palazzolo Acreide, la Festa di Sant'Anna a Belvedere, la Festa della Madonna Immacolata a Siracusa.
Come manifestazioni enogastronomiche invece sono da segnalare le due più rinomate e importanti dell'area: La Sagra del Miele a Sortino; la quale si svolge verso ottobre e dà l'occasione di assaggiare diversi prodotti fatti con questo antico e pregiato miele locale e la Festa della Fragola a Cassibile; la quale si svolge verso maggio/giugno e per tutta la sua durata espone specialità culinarie preparate con la fragola (dal salato al dolce).
Infine vi sono degli eventi culturali importanti, con richiamo nazionale e internazionale, ovvero le Rappresentazioni Classiche che si svolgono all'interno del Teatro greco di Siracusa, organizzate dall'INDA; tali rappresentazioni consistono in spettacoli recitati aventi come protagonisti i famosi racconti delle tragedie greche, scritte dai più grandi drammaturghi e commediografi dell'epoca classica.
Pur con eco minore nei media giornalistici, ma comunque con grande interesse partecipativo, sono le Rappresentazioni Classiche che si svolgono al Teatro greco di Palazzolo Acreide, dove, annualmente, giovani provenienti dall'Italia e dall'Europa si esibiscono recitando nelle sopracitate opere teatrali.
Di seguito una lista più dettagliata degli appuntamenti con le festività siracusane:
Festività di gennaio

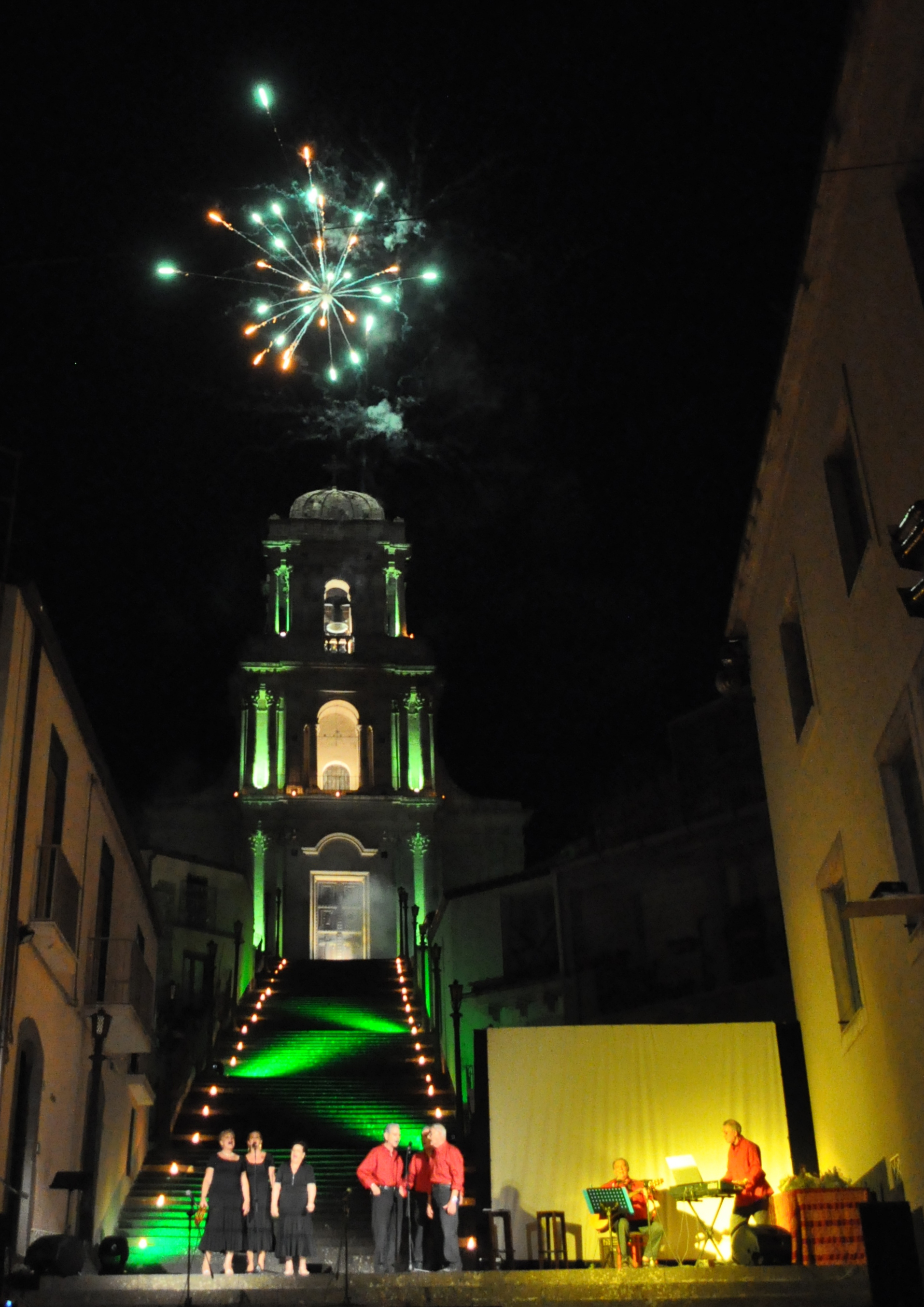
Festa popolare a Buccheri, intitolata "A terra virdi e i so versi"

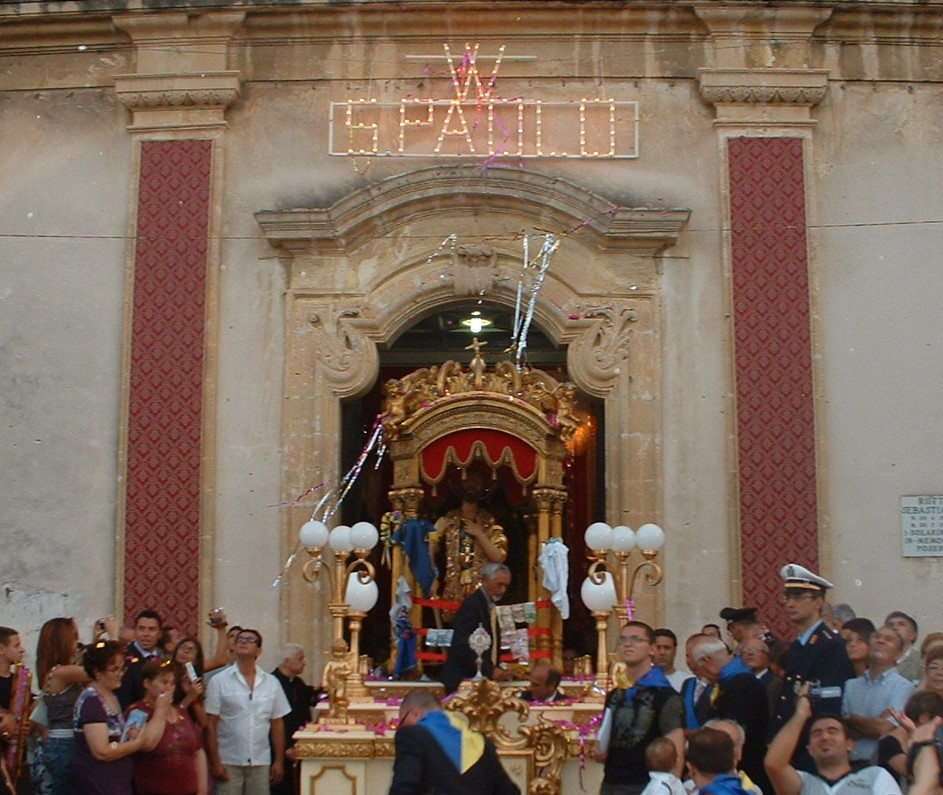
La Festa di San Paolo a Solarino.

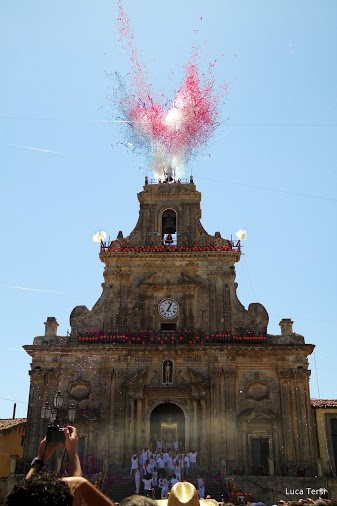
Festa di San Sebastiano a Palazzolo Acreide

- Festa di San Sebastiano nei comuni di: Ferla, Siracusa, Melilli, Augusta
- Sagra dell'arancia, a fine mese, nei comuni di: Lentini

Festività di febbraio
- Festa di San Corrado, il 19, nei comuni di: Noto
- Sagra dell'Arancia Tarocco, a fine mese, nei comuni di: Francofonte

Sfilata carri allegorici ed eventi collaterali, a Carnevale, nei comuni di: Avola, Carlentini, Floridia, Melilli, Palazzolo Acreide e Solarino.
Festività di marzo
- Festa di San Giuseppe, il 19, nei comuni di: Augusta, Francofonte e Rosolini, Floridia, Cassibile
- Settimana Santa, a Pasqua, nei comuni di: Tutti i comuni

Festività di aprile
- Festa della fragola, a fine mese, nei comuni di: Cassibile

Festività di maggio
- Festa di San Giuseppe Operaio, 1º maggio, nei comuni di: Priolo Gargallo
- Festa di San Sebastiano, il 3 e 4, nei comuni di: Melilli
- Festa dei Santi Alfio, Cirino e Filadelfo, il 9/10/11, nei comuni di: Lentini
- Festa di Santa Lucia delle quaglie, la prima domenica, nei comuni di: Siracusa
- Festa di San Sebastiano, la seconda domenica, nei comuni di: Avola
- Festa di San Sebastiano Martire (compatrono), la terza domenica, nei comuni di: Francofonte
- Festa di San Domenico, il 24, nei comuni di: Augusta
- Festa di Santa Maria Ausiliatrice, il 24, nei comuni di: Canicattini Bagni
- Infiorata Barocca, la terza decade, nei comuni di: Noto
- Festa dell'Ascensione, a fine mese, nei comuni di: Floridia

Festività di maggio/giugno
- Rappresentazioni classiche INDA, presso il Teatro greco di Siracusa e il Teatro greco di Palazzolo Acreide.

Festività di giugno
- Festa di San Paolo Apostolo, il 29, nei comuni di: Palazzolo Acreide

Festività di luglio
- Festa della Madonna delle Grazie, il 2, nei comuni di: Lentini
- Festa della Madonna del Carmine, la seconda domenica, nei comuni di: Avola, Noto
- Festa di Santa Venera, l'ultima domenica, nei comuni di: Avola
- Festival del Cinema di Frontiera, a fine mese, nei comuni di: Marzamemi

Festività di luglio/agosto
- Ortigia Festival,[74] nei comuni di: Siracusa

Festività di agosto
- Festa di San Paolo Apostolo, la prima domenica, nei comuni di: Solarino
- Festa della Madonna della Neve, nei comuni di: Francofonte
- Festa di San Sebastiano, il 10, nei comuni di: Palazzolo Acreide
- Festa di Maria Stella del Mare,[75] il 13, nei comuni di: Fontane Bianche (Siracusa)
- Festa del Mare (sagra del pesce), la seconda settimana, nei comuni di: Portopalo di Capo Passero
- Festa di Santa Maria Assunta, il 15, nei comuni di: Siracusa
- Festa di San Giuseppe, la terza domenica, nei comuni di: Cassaro
- Festa di Santa Lucia, la quarta domenica, nei comuni di: Carlentini
- Festa di San Corrado, l'ultima domenica, nei comuni di: Noto
- Festa della Madonna del bosco, l'ultima domenica, nei comuni di: Buscemi
- Medfest, a fine mese, nei comuni di: Buccheri
- Lithos, a fine mese, nei comuni di: Ferla

Dal 29 agosto al 1º settembre
- Festa della Madonna delle Lacrime, nei comuni di: Siracusa

Festività di settembre
- Festa di Sant'Anna, il 7, a Belvedere, frazione di Siracusa
- Festa di Santa Sofia, il 10, nei comuni di: Sortino
- Festa di San Michele Arcangelo, il 29, nei comuni di: Canicattini Bagni

Festività di ottobre
- Festa dell'Angelo Custode, il 2, nei comuni di: Priolo Gargallo
- Sagra del miele, la prima domenica, nei comuni di: Sortino
- Festa di S. Francesco d'Assisi e Fiera d'ottobre, nei comuni di: Francofonte, Pachino

Festività di novembre
- Festa del Ringraziamento, prima decade, nei comuni di: Solarino
- Commemorazione di tutti i defunti, il 2 - Tutti i comuni
- Festa di San Martino, l'11 - Tutti i comuni

Festività di dicembre
- Festa di Santa Lucia, il 13, nei comuni di: Siracusa, Carlentini, Lentini, Floridia
- Celebrazioni del Santo Natale - Tutti i comuni

### Cinema

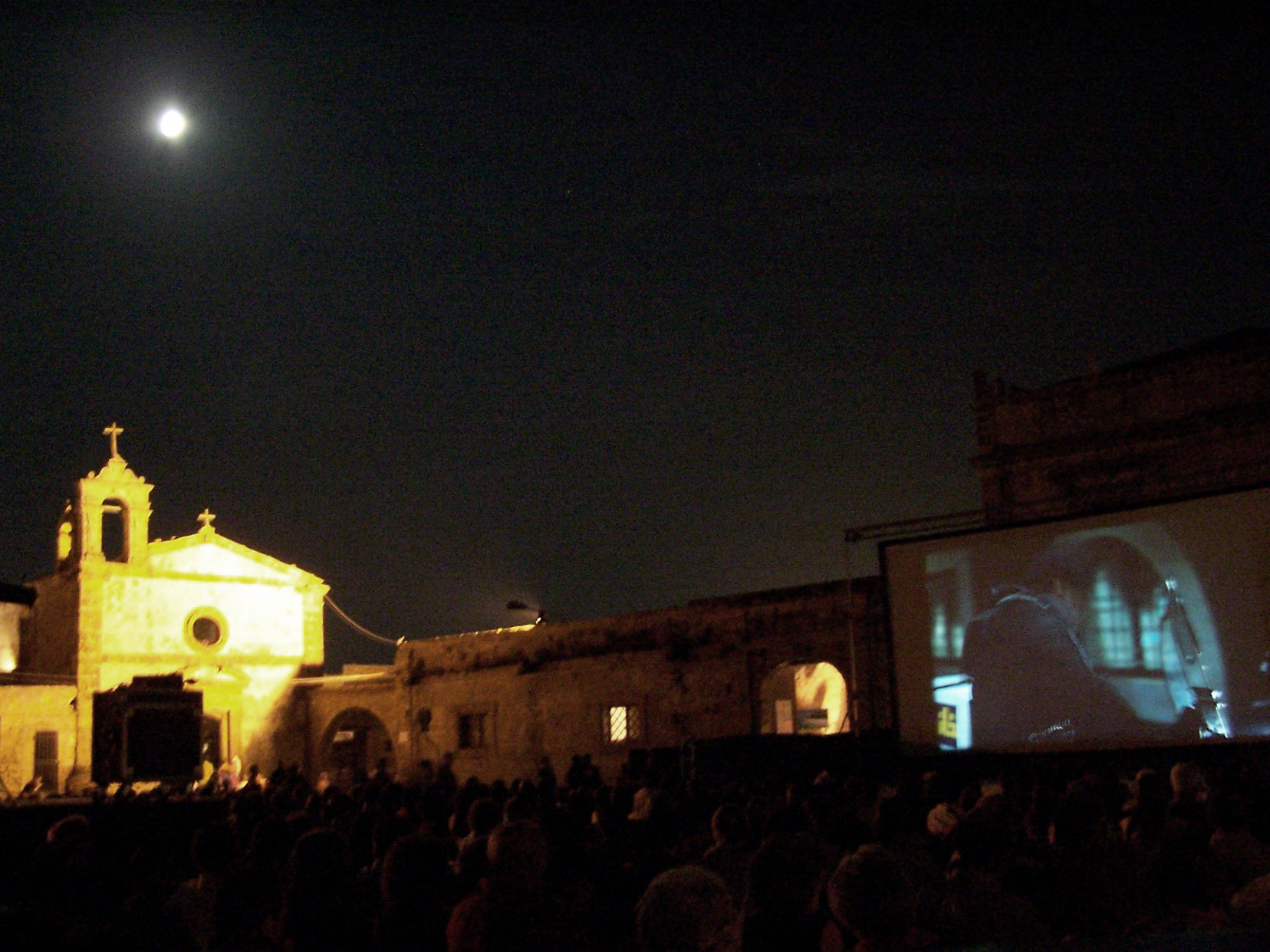
Festival del Cinema di Frontiera, a Marzamemi

Tra le manifestazioni culturali del territorio, particolare importanza assume la cinematografia.
Infatti, in Ortigia, è presente il Museo del Cinema, che sorge su una superficie di circa 2000 m² (il terzo museo cinematografico più grande d'Italia) in cui vengono raccolti più di 20.000 cimeli e film di ogni tempo.
Tra gli eventi nel Siracusano di rilievo internazionale, vi è proprio un concorso cinematografico, il Festival del Cinema di Frontiera, che si tiene ogni estate a Marzamemi con proiezioni riguardanti il tema delle "frontiere" (geografiche, artistiche e culturali); infine, grazie alle sue località ricche di bellezze artistiche e archeologiche ed alla presenza di scenari naturali in parte selvaggi ed incontaminati, il territorio aretuseo è stato più volte scelto come location del set di film e fiction.

### Musica
Il Siracusano è famoso per la presenza di diversi gruppi musicali e cantanti noti in campo nazionale e internazionale. Vari sono i generi in cui è possibile rintracciare artisti siracusani. Si va dal pop, con Fiorello, Silvia Salemi, Colapesce e Mario Venuti, allo ska di Roy Paci & Aretuska, dal metal dei No Fear (heavy e power) e dei Fiaba (folk metal e progressive) alla musica dance degli Eiffel 65, che vedeva come componente il francofontese Gianfranco Randone ("Jeffrey Jey"), per giungere al neomelodico Carmelo Zappulla, solo per citarne alcuni.
Molto diffusi sono i musicisti folk che ripropongono i canti e le musiche popolari siciliane, sia negli aspetti più tradizionali come ad esempio i Cantunovu, gli Sciroccu, Carlo Muratori ed il percussionista lentinese Alfio Antico, sia nel melting pot con altri generi (funk, latino, jazz) come i Qbeta. A tutto ciò, si deve aggiungere la tradizione delle bande musicali presenti in quasi tutti i centri del siracusano, alcune delle quali risalgono alla seconda metà dell'Ottocento (Orchestra di Fiati "F. Mulè" di Noto, del 1840, Associazione Musicale "M° G. Passanisi" di Augusta del 1863 e Corpo Bandistico Città di Canicattini Bagni) e che vive la sua massima espressione nel raduno bandistico nazionale che ogni anno, dal 1981, si svolge a Canicattini Bagni.
Menzione a parte merita poi il gruppo "Musici e sbandieratori Città di Floridia" che si esibisce nelle varie manifestazioni medievali organizzate in ogni parte della Sicilia. La penuria sul territorio aretuseo di strutture idonee alla realizzazione e alla rappresentazione di spettacoli musicali (dalle sale d'incisione agli auditorium, agli stadi e ai palasport poco capienti) causa un notevole disagio sia agli artisti che sono costretti ad "emigrare", chi al nord (ne sono un esempio Fiorello, Silvia Salemi e Roy Paci), chi nella vicina Catania (Mario Venuti, Qbeta); sia agli spettatori ed ai fans che per assistere alle performance dei più importanti nomi della scena nazionale ed internazionale devono recarsi a Catania o al palasport di Acireale. Nonostante ciò, ugualmente numerose sono le manifestazioni a carattere musicale che si svolgono nell'area, soprattutto nella stagione estiva, quando è possibile utilizzare i suggestivi scenari del Teatro greco di Siracusa e del Palalive Summer Arena (già Palalido), sulla spiaggia di Fontane Bianche. Tra le manifestazione si ricordano l'Ortigia Festival, il Metal Camp Sicily e Lithos, nonché i vari concerti pop e di musica leggera che si tengono in occasione delle feste patronali in tutti i comuni del libero consorzio.

### Cucina
La gastronomia siracusana annovera cibi rinomati per la loro buona qualità. Gli usi e i sapori che generalmente si utilizzano sono quelli tipici di una cucina mediterranea.

### Le medaglie al valore militare e civile
Sono stati molti i siracusani che sacrificandosi in alcune battaglie o in missioni di protezione hanno poi perso la vita eroicamente. A questi coraggiosi e storici personaggi è stata data dal governo italiano una medaglia per il valore dimostrato.
Tra questi si ricordano
- Le medaglie della Croce Rossa Italiana: Costanza Bruno di Siracusa, crocerossina, fu medaglia d'oro al merito della Croce Rossa Italiana per Servizio di Guerra (e Medaglia Florence Nightingale); Teresa De Caprio di Siracusa, crocerossina, fu medaglia d'argento al merito della Croce Rossa per Servizio di Guerra;[80]
- Le medaglie d'oro al valore militare e alla memoria: Luigi Ignazio Adorno di Noto, sottotenente di Fanteria; Conte Vincenzo Statella di Ispica (all'epoca Provincia di Siracusa), tenente Colonnello di Cavalleria; Gaetano Fuggetta di Siracusa, popolano, soldato semplice della brigata Alpi; Francesco Angelino di Siracusa, marinaio scelto; Carmelo Raiti di Sortino, 1º Aviere armiere; Luigi Ignazio Adorno di Noto, sottotenente 146 reggimento costiero; Francesco Maiore di Noto, aviere scelto fotografo; Luigi Briganti di Lentini, tenente medico e partigiano (e ordine al merito della Repubblica italiana); Carmelo Ganci di Siracusa, carabiniere.[80][81]
- La medaglia d'oro al valor civile alla memoria: Salvatore Raiti di Siracusa, carabiniere.[82]
- Le medaglie d'argento al valor militare e alla memoria: Gaetano Arezzo della Targia di Siracusa, tenente di vascello; Oscar Lucchesi di Siracusa, sottufficiale segnalatore; Vincenzo Jannello, 2° conflitto mondiale; Giuseppe Storaci, 2° conflitto mondiale;[80]
- La medaglia d'argento al valore dell'Arma dei Carabinieri: Riccardo Mazzola di Siracusa, carabiniere.[83]
- Le medaglie di bronzo al valor militare; Costanza Bruno di Siracusa, crocerossina; Gaetano Arezzo della Targia di Siracusa, tenente di vascello; Francesco Angelino di Siracusa, marinaio scelto;[80]

Pur non avendo ricevuto medaglia, sono da annoverare Filadelfio Aparo di Lentini, poliziotto vittima di mafia e Corrado Nastasi di Noto, carabiniere ucciso durante una rapina. A lui è intitolata la sede dell'Associazione nazionale carabinieri di Avola. Infine un pensiero va anche al giovane allievo parà, Emanuele Scieri di Siracusa, deceduto nel 1999 in circostanze non chiarite durante il servizio militare di leva obbligatoria nella caserma di Pisa.
La motivazione scritta di una delle medaglie al valore sopra elencate:
(La società di M. S. fra i militari in congedo di Siracusa a duratura memoria di tanto prode pose il 3 giugno 1894)

## Economia

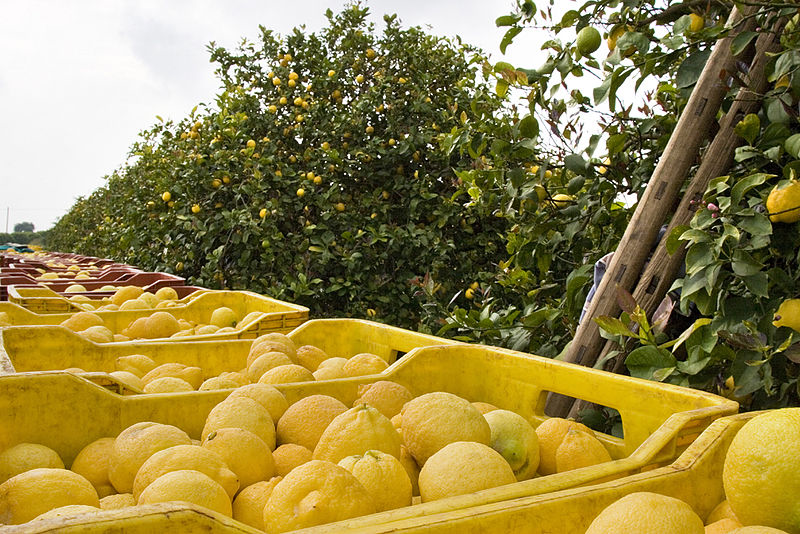
La raccolta del limone siracusano IGP, il cui sito rappresenta, per questo agrume, il maggiore per estensione in Italia

Pur essendo il territorio siracusano ricco di risorse, è però povera a livello economico. Nonostante essa contribuisca allo sviluppo nazionale, è comunque evidente una sofferenza socio-economica della cittadinanza, determinata principalmente da una inadeguata gestione delle risorse e da una politica poco attenta ai fabbisogni locali.
Con punte di eccellenza ed altre di decadenza, l'area aretusea non si colloca bene nelle classifiche stilate dai tanti giornali italiani che annualmente stabiliscono la qualità della vita economica e sociale. Queste classifiche, che generalmente tendono sempre a premiare le città del nord Italia, vengono stilate tenendo conto principalmente dell'economia di un luogo. Da questo fattore infatti si può notare come l'Italia sia politicamente spaccata in due e priva di apporto sociale o di un qualche piano nazionale che miri a creare uguaglianza nella nazione. Siracusa ne è un esempio; i suoi dati infatti, stilati da periodici come il Sole 24 Ore e Italia Oggi, mostrano come al sud si soffra di una crescente disoccupazione e di come l'abusivismo, il voto di scambio e l'assenza di uno Stato presente nel meridione, abbandonato più che altro a sé stesso, abbiano portato la popolazione in un tragico sistema economico.
Difficilmente la popolazione può cercare di creare impresa, poiché le mafie, le poche risorse concesse al sud e una burocrazia non semplice, affievoliscono le possibilità imprenditoriali. Il territorio di Siracusa tra l'altro è noto in Italia per possedere una delle più grandi industrie petrolchimiche d'Europa. Tra Priolo, Melilli ed Augusta infatti si raffina il petrolio, ma non vi sono adeguate o sufficienti politiche ambientali, motivo per il quale il territorio interessato da tale industria è stato offeso e danneggiato con un incredibile inquinamento ambientale, così pesante che viene collocato tra i più gravi d'Italia. Questa industria, attiva, è nata con sistemi poco chiari e di dubbia morale, poiché l'impianto sorge in un sito protetto sia per i resti archeologici e sia per la delicata struttura ambientale. Per cui un sito dove doveva essere proibito far sorgere un impianto così grande e così inquietante, perché privo di programmi di bonifica.
Oltre questa tragica situazione vi sono comunque altri settori dove si registrano fattori economici positivi. Il settore primario e il terziario sono i due settori dove il territorio di Siracusa trova grande potenziale, ma non sono adeguatamente tutelati ed espressi. Un dato curioso riguardante l'economia del territorio lo si può notare nell'ultima classifica stilata dal giornale Sole 24 Ore (Qualità della vita anno 2011), il quale con dei numeri importanti fa notare le controversie di questo luogo che è capace di ottenere il 1º posto a livello nazionale per la quota delle esportazioni sul Pil e poi fa un tuffo in fondo alla classifica ottenendo un 100º posto nazionale per il tasso di disoccupazione, che attestandosi sul 15,47% si conferma tra i più elevati d'Italia. Forse proprio a causa di ciò, ma anche da politiche poco lungimiranti che hanno concesso un eccesso di nuove costruzioni in un territorio in cui diminuiscono le richieste, l'ex provincia di Siracusa risulta essere 5ª in Italia con una percentuale del 28,52% di immobili non occupati.

### Settore primario

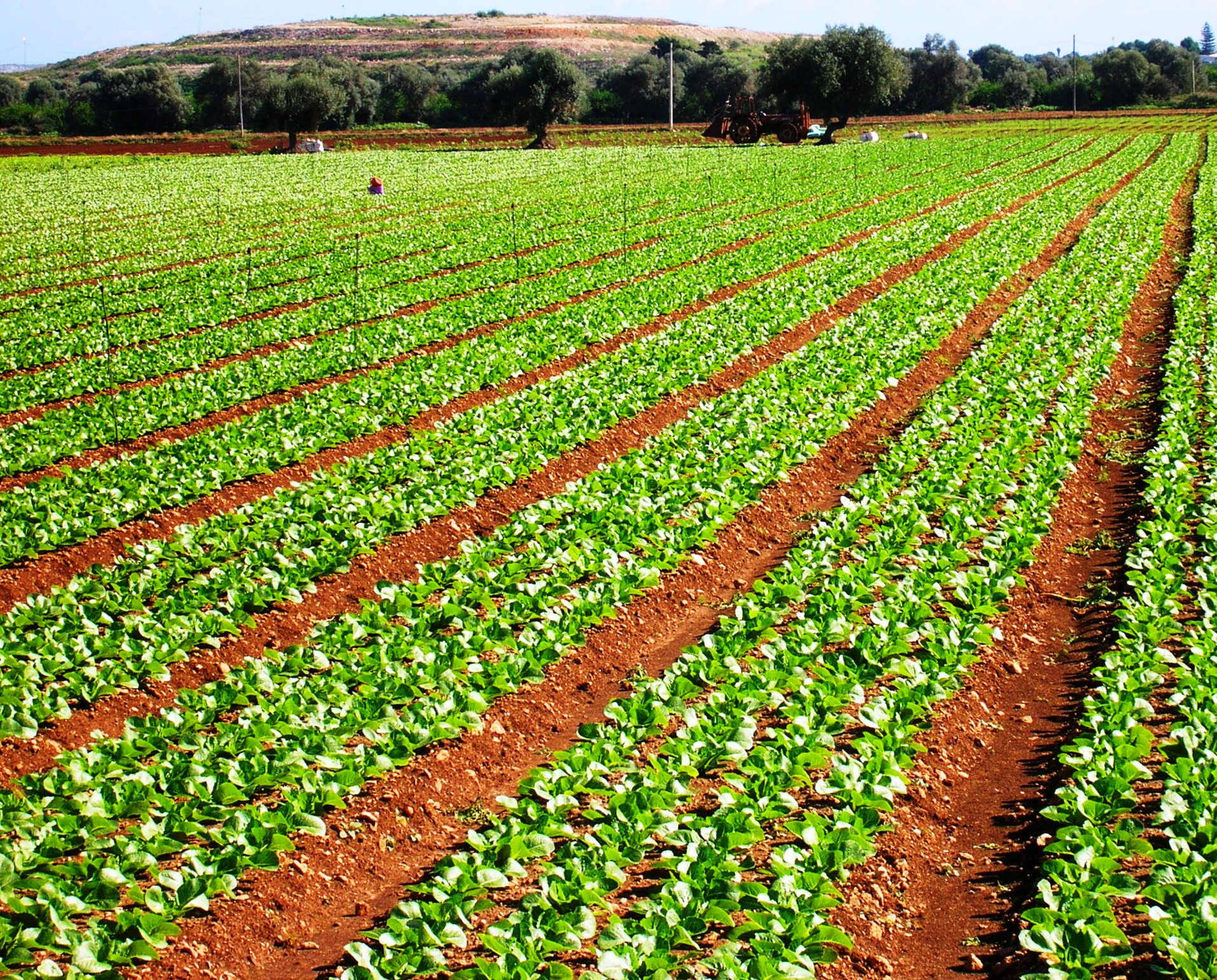
Dei campi coltivati nel siracusano

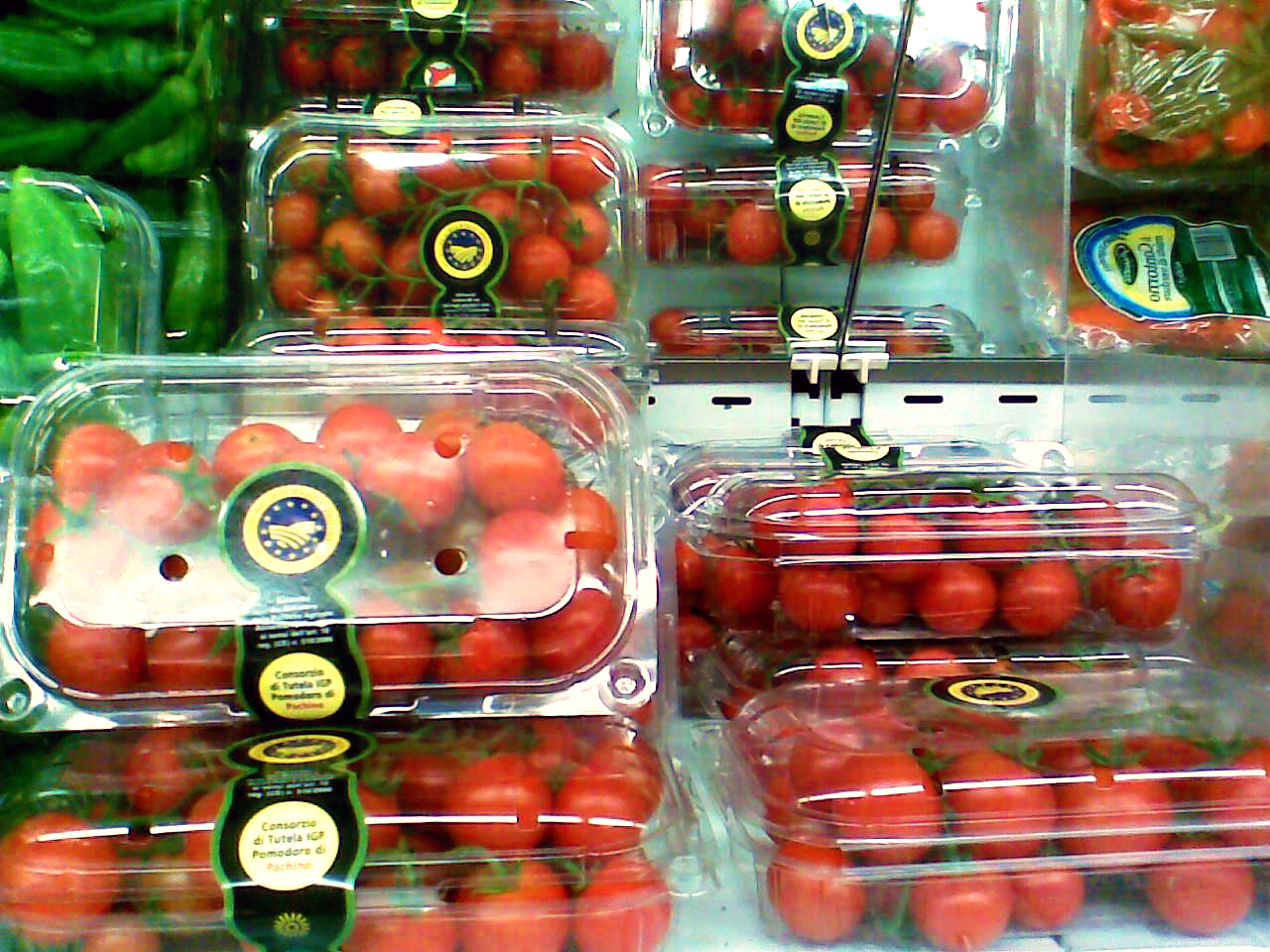
Esempio di prodotto agricolo già imballato e pronto per la commercializzazione: Il noto pomodorino di Pachino IGP

L'agricoltura ha da sempre una grande importanza per il territorio siracusano. Trovandosi esso in posizione ottimale per far crescere i frutti della terra, con sole e clima mite, la popolazione locale ha fin dai tempi più antichi puntato molto sui propri prodotti naturali.
Ma in tempi moderni, a causa della crisi sul settore, è diventato ancor più difficile riuscire a formare una solida base economica agricola. Ciò nonostante il Siracusano ha le sue eccellenze che, se pur in maniera più ridimensionata, continua a produrre e ad esportare sia sul territorio nazionale che internazionale. I prodotti maggiormente diffusi sono: il limone di Siracusa, coltivato nella maggior parte dei comuni siracusani, specialmente quelli sulla fascia costiera, con i suoi 5.200 ettari, rappresenta 1/4 della produzione limonicola nazionale ed è un importante punto di riferimento per la biodiversità territoriale; l'arancia rossa di Sicilia I.G.P., coltivata in gran parte della Sicilia orientale; il pomodoro di Pachino I.G.P., coltivato tra i comuni di Pachino, Portopalo di Capo Passero e Ispica (in provincia di Ragusa), rappresenta un grande simbolo di riconoscimento per il territorio in questione; la mandorla di Avola protetta dal marchio presidio Slow Food, coltivata tra le aree di Siracusa e Ragusa, le quali danno anche un'importante produzione per l'industria dolciaria (gelaterie e pasticcerie) e confettiera; la patata novella di Siracusa P.A.T., coltivata nei comuni costieri come Augusta, Siracusa, Avola, Noto, Pachino, rappresenta un'importante risorsa agricola, coprendo il 50% circa dell'intera coltivazione di patate della Sicilia; l'olio dei Monti Iblei D.O.P, coltivato specialmente nelle zone montane del territorio, viene apprezzato per le sue caratteristiche organolettiche e nutrizionali. Ben sviluppata la pesca nel comprensorio di Portopalo, Marzamemi e Noto, oltre alla presenza di coltivazioni di mitili e cozze specie a Siracusa e Augusta. Da segnalare, infine, un vivace sviluppo del commercio vinicolo, in principal modo del marchio, ormai noto in tutta Italia e sempre più presente a livello mondiale, Nero d'Avola, il cui vitigno viene coltivato in tutta la Sicilia ma è originario di Avola. Inoltre vi è la produzione di altri vini, tutti a marchio DOC, come i vini dell'Eloro, di Noto, di Pachino.

### Settore secondario

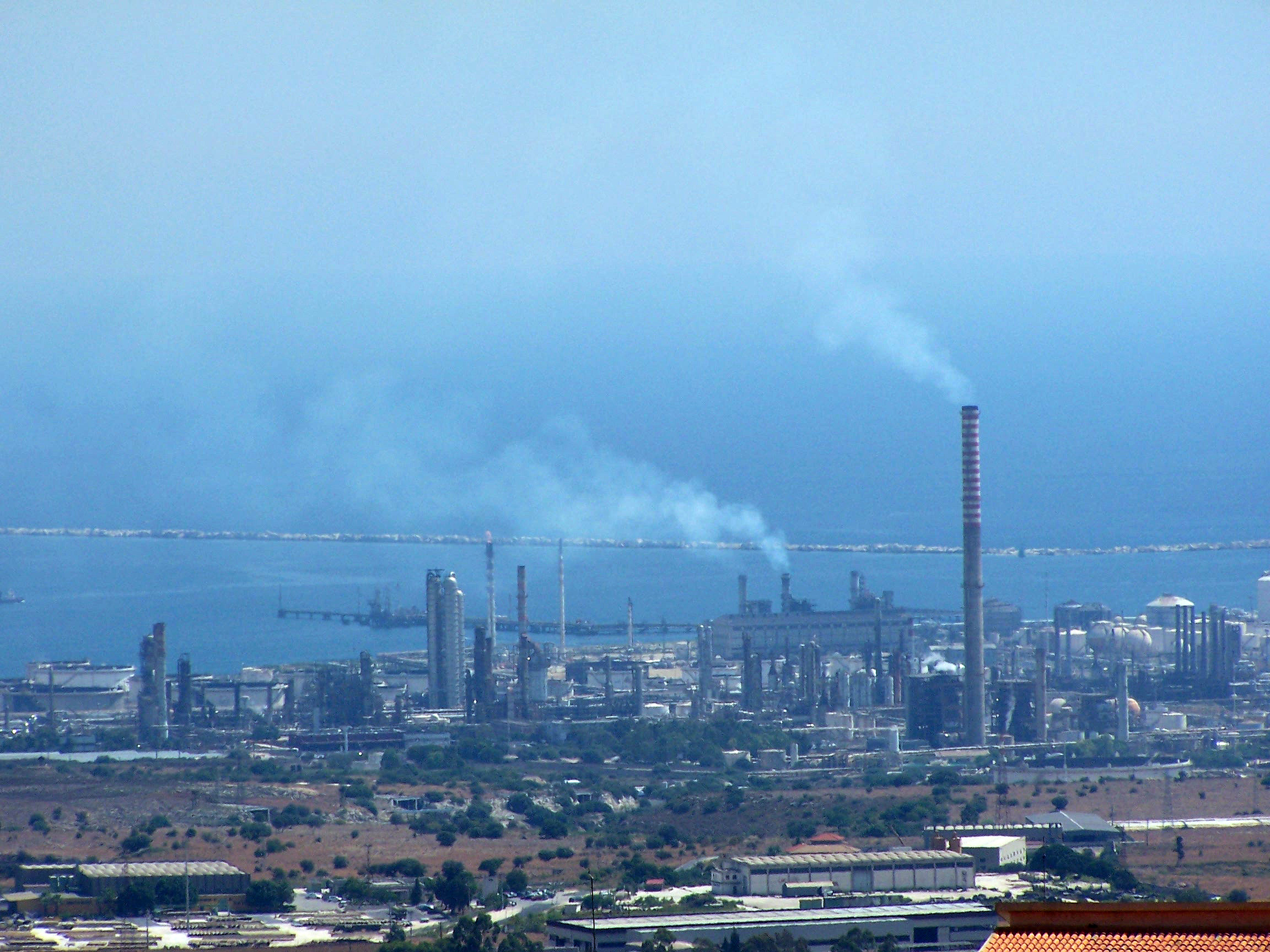
Il polo petrolchimico

Il settore industriale siracusano negli anni attuali è in crisi. Specialmente in passato nacquero sul territorio delle grandi industrie, le quali concentrandosi tutte nell'area costiera di Priolo-Melilli-Augusta deturparono il paesaggio e alcune lo inquinarono in maniera illegale. Tra queste ditte, ormai dismesse, si annovera la Eternit di Siracusa, la quale usando un materiale, poi dichiarato fuori legge nel 1992, l'amianto, fece 130 vittime tra i lavoratori. Dal 2013 la procura di Torino ha aperto un'inchiesta al riguardo, per dare giustizia alle famiglie di quelle vittime. Dell'antico apparato industriale sito in Marina di Melilli (o di Priolo), rimane attivo il polo petrolchimico siracusano, che dal 2008 ha visto l'interesse della Lukoil, la più grande società petrolifera della Russia, tra le maggiori al mondo, che ne ha acquistato le quote di maggioranza, arrivando nel 2012 ad averne l'80% della proprietà; il restante 20% è della Erg, la ditta genovese. La storia di questo petrolchimico incomincia subito dopo la fine della seconda guerra mondiale, fine anni quaranta inizio anni cinquanta. Inizialmente si chiamava RASIOM (Raffineria Siciliana Oli Minerali), infine, nel 1972, diventa Isab (Industria Siciliana Asfalti e Bitumi); si divide in Isab Nord e Isab Sud, al 2013 conta circa 1000 persone nella gestione di entrambi i siti. Il polo siracusano ospita al suo interno diversi marchi di raffinerie: la statunitense Esso, presso la raffineria di Augusta; la russa Lukoil e l'italiana Erg, presso la raffineria di Priolo Gargallo. I danni ambientali commessi da questo polo sono incalcolabili. Ma ancor più grave sono i danni causati alla salute dell'uomo. Risulta infatti dalle tante ricerche stilate a livello nazionale sanitario, che, nella zona di Priolo-Melilli-Augusta vi è una troppo elevata percentuale di tumori, malformazioni congenite alla nascita, disturbi gravi della salute, i quali sono assolutamente riconducibili all'inquinamento industriale sopportato dagli anni settanta. La cosa più sconcertante è la totale assenza di un piano risanatorio o protettivo al riguardo. Non vi sono state bonifiche, nonostante la Corte di giustizia dell'Unione europea abbia, nel 2010, sentenziato che la bonifica sul territorio siracusano doveva essere fatta dalle ditte che avevano inquinato suddetto sito. Un tragico silenzio della popolazione, che ha dovuto scegliere tra il lavoro e la salute, delle concessioni territoriali troppo facili ed una mancanza di accuratezza politica sia locale che nazionale, hanno portato alle drammatiche conseguenze diurne. Il territorio è stato interdetto alla pesca e alla balneazione (chilometri di costa pescosa e sabbiosa mediterranea inquinata), la popolazione che vive nelle vicinanze del settore industriale è costretta a respirare, quotidianamente, odori maleodoranti. Inoltre, il reddito e l'occupazione, oramai, non sono più sufficienti a sfamare l'intera popolazione. La beffa di tutto questo sacrificio è che la Sicilia (soprattutto il territorio siracusano), la quale raffina circa il 40% del petrolio che poi viene distribuito in tutta la nazione, alla fine si ritrova ad avere la benzina più cara d'Italia.
Da menzionare anche la presenza della centrale elettrica Enel Tifeo, prossima ad essere convertita in termovalorizzatore, e la Centrale solare termodinamica Archimede in cui dopo la conversione alla produzione di energia tramite turbogas viene utilizzato il progetto innovativo di sfruttamento dell'energia solare denominato progetto Archimede. Sempre nell'ambito della produzione di energia elettrica, è da menzionare una cospicua presenza di impianti che utilizzano fonti d'energia rinnovabili quali la centrale idrolettrica dell'Anapo, i parchi eolici presenti sul monte S. Venera presso Pedagaggi, a Francofonte in contrada San Leo e a Buccheri, oltre a diversi impianti fotovoltaici e di pannelli solari installati presso edifici pubblici e privati.

### Settore terziario

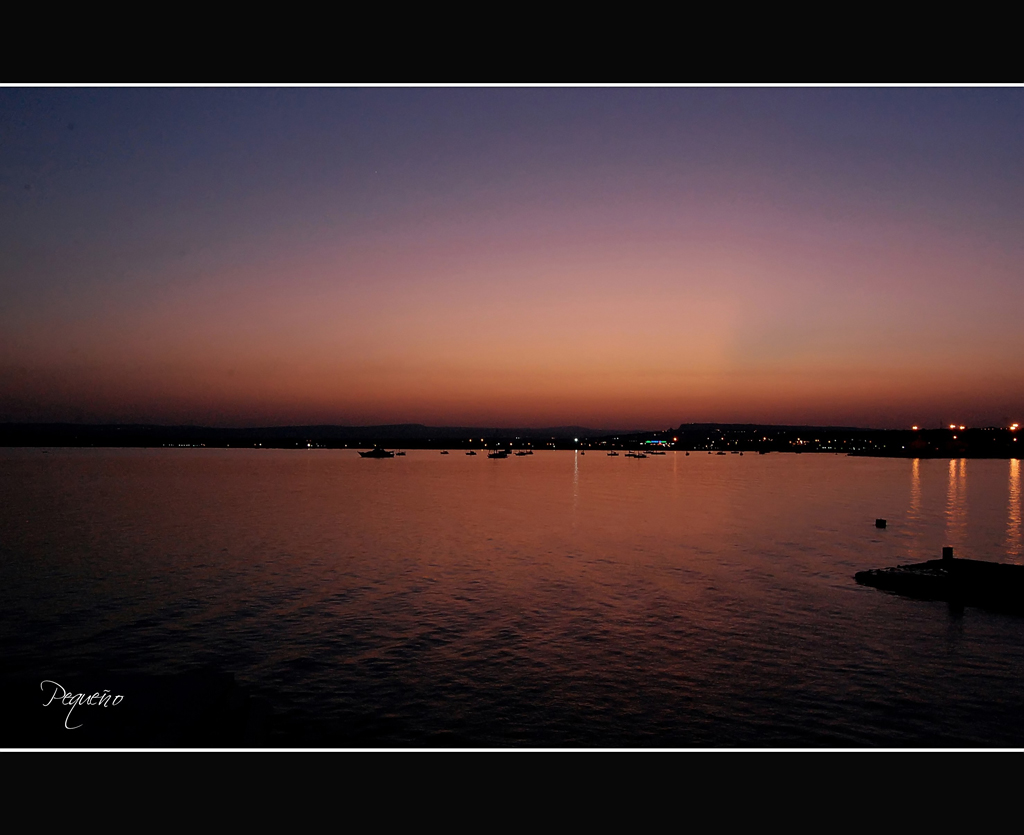
Un tramonto a Siracusa

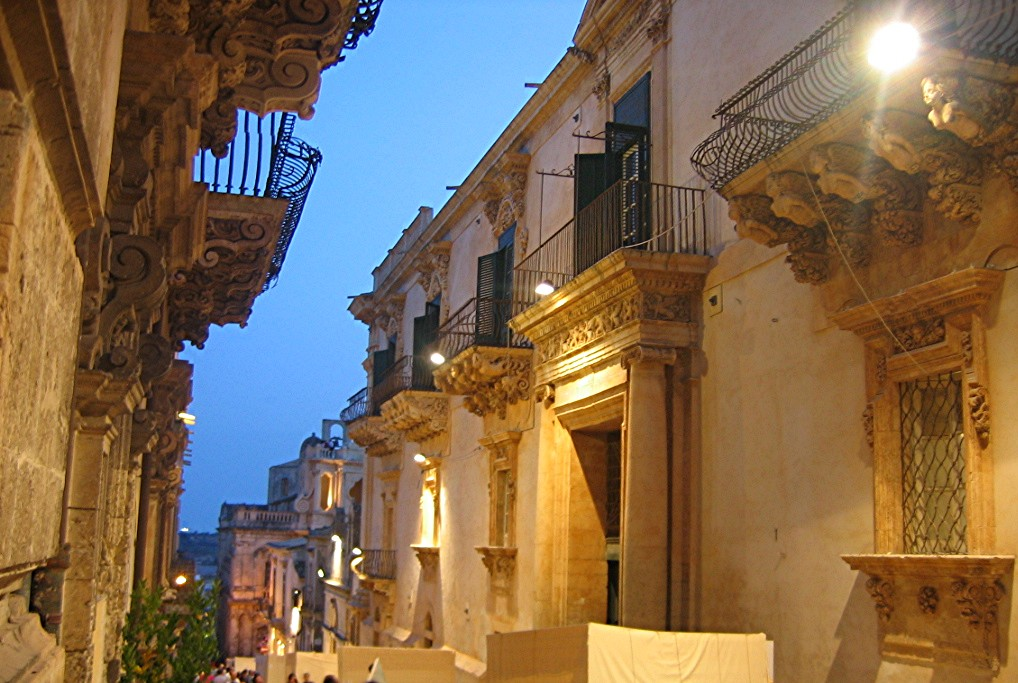
L'attrattivo barocco di Noto

Infine il turismo, risorsa in costante crescita in tutta l'area. Già nell'Ottocento Stendhal, scrittore francese, così definiva un viaggio in Italia:
La Sicilia è una terra molto portata al turismo. Alcune città del Siracusano erano in quell'epoca inserite nel viaggio del Grand Tour (il viaggio culturale che compievano i giovani europei aristocratici), inoltre dagli anni 2000 l'attuale libero consorzio di Siracusa annovera due patrimoni dell'umanità UNESCO: Siracusa e la necropoli rupestre di Pantalica e le città barocche del Val di Noto. La popolazione locale sta sempre più prendendo coscienza del suo patrimonio culturale, artistico, naturalistico. Motivo che spiega perché vi è una più frequente sensibilizzazione per la voce del "turismo di massa", il quale viene visto come risorsa potenziale da esprimere per sostituire, ad esempio, settori oramai troppo sofferti e non più possibili da tollerare, come l'industria petrolchimica siracusana, della quale se ne può augurare la chiusura, vedendo come valida alternativa un'espansione del settore terziario, il cui punto principale viene dato dai servizi turistici.
Del resto i punti attrattivi nel territorio siracusano sono numerosi: le spiagge, per un turismo balneare; le chiese, per un turismo religioso; le case rurali per un agriturismo, la cucina e i suoi sapori per un turismo enogastronomico, e via di seguito. Inoltre l'offerta ricettiva è ben distribuita su tutto il territorio: hotel, bed and breakfast, camping, villaggi, case vacanze, permettono la ricezione di turisti. Ciò che manca è una maggiore attenzione alla politica di questo settore; per cui maggiori investimenti nella cultura, nei musei, nei teatri ecc. L'ex Provincia ha comunque cercato di prendere questa strada, dal 2007 circa, è presente e partecipa a iniziative volte agli operatori turistici, agenti di viaggio per promuovere il turismo, come la Borsa internazionale del turismo (Bit di Milano) e la Fiera internazionale del turismo di Berlino (Fiera ITB Berlin). Tra l'altro un segno tangibile di una ricerca volta al settore turistico, lo si è avuto nel Bit di Milano 2013, presso il quale l'ex Provincia ha presentato, per la prima volta in Italia, il progetto "Siracusa e Noto anche in lingua dei segni", si tratta del primo progetto italiano turistico dedicato ai sordi, mettendo loro a disposizione un turismo accessibile fatto interamente di itinerari con interpreti LIS (la lingua dei segni). Il presidente di Italia Nostra (associazione di salvaguardia dei beni culturali, artistici e naturali), si è poi impegnato a far andare questo progetto nella sezione apposita all'Expo 2015, al quale l'ex Provincia siracusana ha partecipato, avendone già ospitato, l'8 marzo scorso, il convegno, organizzato dal presidente di Expo 2015 Spa, Diana Bracco e l'amministratore delegato Beppe Sala, con tutte le imprese siciliane riunitesi in Siracusa per discutere della prossima esposizione universale che si terrà a Milano.
Da segnalare inoltre che ormai, da circa un decennio, si è sviluppato anche sul territorio siracusano un tessuto di centri commerciali, di medie e grandi dimensioni, presso i quali si sviluppano beni e servizi.

## Infrastrutture e trasporti

### Collegamenti stradali

#### Autostrade
Il libero consorzio di Siracusa è servito dalle autostrade NSA339 Catania-Siracusa e A18 Siracusa-Gela. La prima si innesta sul tracciato della strada statale 114 dallo svincolo per Augusta-Villasmundo sino all'imbocco con la tangenziale di Catania ed è stata ultimata ed aperta al traffico nel dicembre del 2009, mentre la seconda non è terminata. Dopo l'apertura di un primo tratto alla fine degli anni settanta di 9,5 km da Siracusa fino a Cassibile, i lavori si sono protratti per oltre venti anni, sino a quando, il 24 ottobre del 2008 è stato aperto un ulteriore tratto di 32 km sino a Rosolini. Al momento, sul territorio siracusano insistono complessivamente 60 km di autostrade di cui 42 km della A18 e 18 km della NSA339.
- A 18 (E 45) Autostrada A18 Siracusa-Gela
- A CT-SR (E 45) Autostrada NSA339 Catania-Siracusa

#### Strade

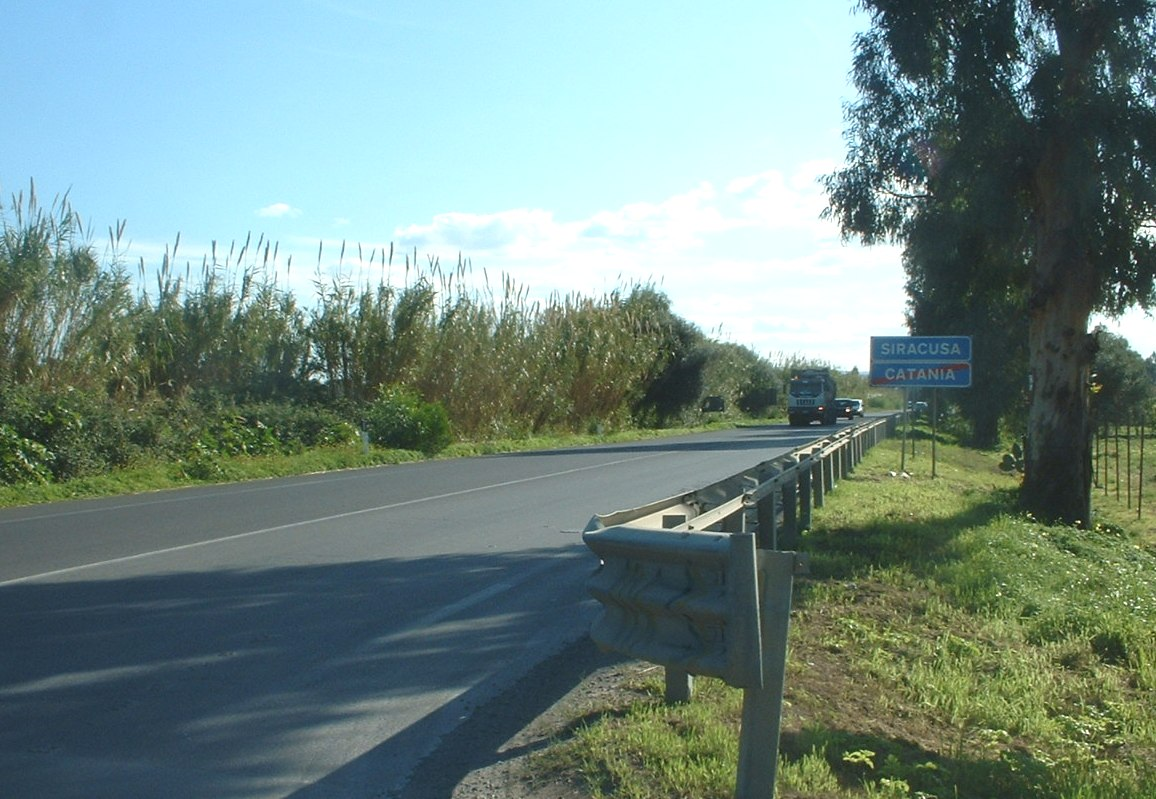
L'inizio del tratto siracusano della SS 114 in località Corridore del Pero (Carlentini).

Il libero consorzio comunale di Siracusa è attraversata da 9 strade statali, per un totale di 246 km. Tra queste, le più importanti sono la 114 e la 115 per i collegamenti verso Catania e verso Ragusa e che risultano ormai sottodimensionate e pericolose per la mole di traffico veicolare che quotidianamente le attraversano.
- SS 114 (E 45) Orientale Sicula (Messina - Siracusa), che attraversa i territori di Carlentini, Augusta, Melilli e Priolo Gargallo e che nella maggior parte del tratto siracusano (da Siracusa ad Augusta) presenta caratteristiche autostradali.
- SS 115 (E 45) Sud Occidentale Sicula (Trapani - Siracusa), che interessa i territori di Rosolini, Noto, Avola e Siracusa.
- SS 124 Siracusana (Siracusa - San Michele di Ganzaria), con l'attraversamento di Floridia, Solarino, Palazzolo Acreide, Buscemi e Buccheri.
- SS 193 di Augusta, che collega il centro megarese con l'uscita della SS 114.
- SS 194 Ragusana con l'attraversamento dei comprensori di Lentini e Francofonte.
- SS 287 di Noto, che collega tra loro i comuni di Noto e Palazzolo Acreide.
- SS 385 di Palagonia, che interessa parte del territorio di Lentini.
- SS 417 di Caltagirone, che insiste su parte del territorio comunale di Lentini.

Il quadro dei collegamenti su gomma è poi completato dalla presenza di 106 strade provinciali, 15 strade regionali, 49 strade di bonifica e 12 strade rurali, per uno sviluppo complessivo di circa 1.500 chilometri di rete stradale.

### Collegamenti ferroviari

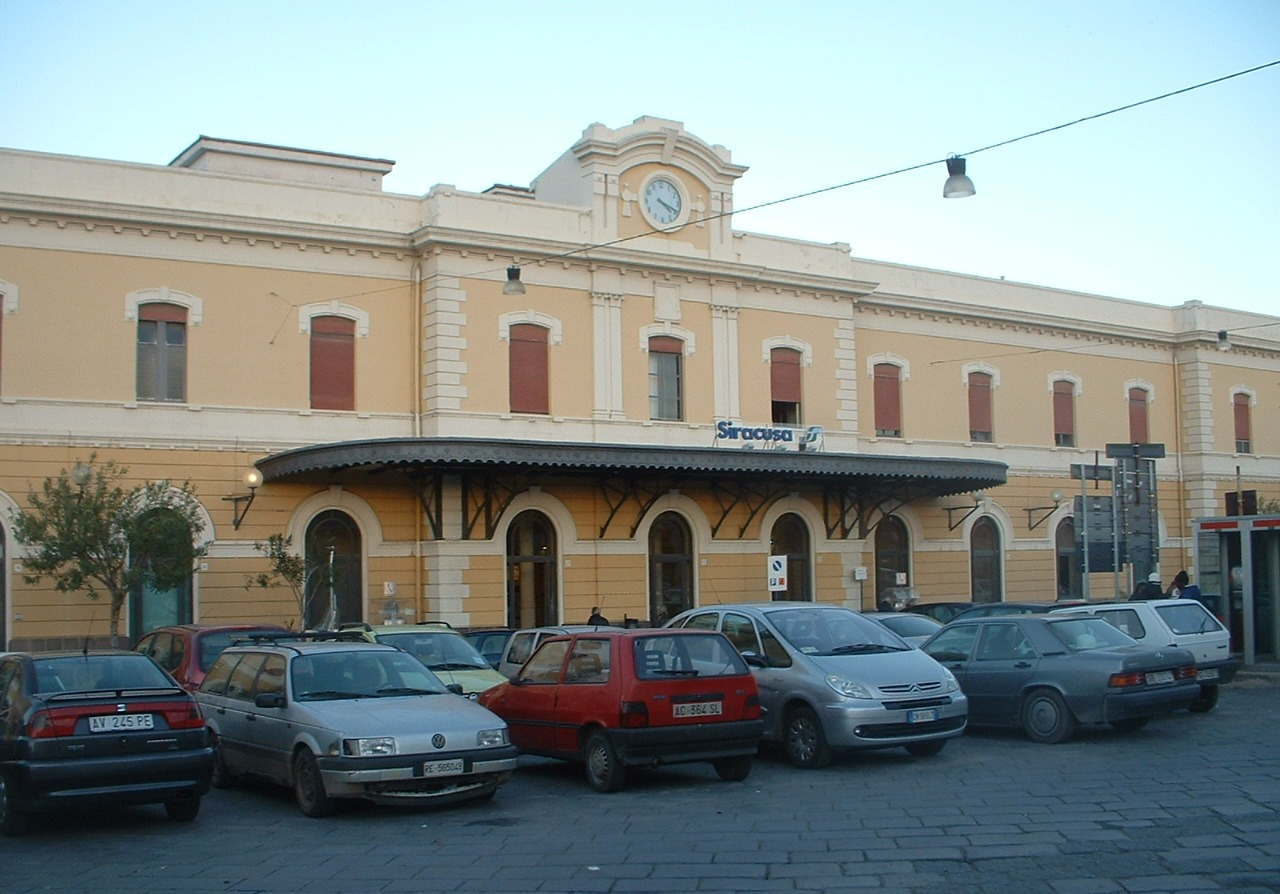
La stazione ferroviaria di Siracusa

La rete ferroviaria siracusana è costituita da due linee, ambedue di RFI, la Siracusa Catania elettrificata e a binario unico, e la Siracusa-Ragusa, anch'essa a binario unico ma non elettrificata. La rete del territorio è notevolmente ridotta rispetto al passato a causa della malaugurata politica dei rami secchi; l'area contava infatti anche su un collegamento utile, ma soppresso negli anni settanta, con Pachino avente origine nella stazione di diramazione di Noto, sulla Siracusa-Canicattì. Fino alla metà degli anni cinquanta era presente anche una linea ferroviaria a scartamento metrico che con diramazione a Giarratana arrivava sino a Ragusa e a Vizzini dove permetteva lo scambio dei viaggiatori con la Catania-Caltagirone. Tale linea dismessa, attraversava tutta la valle dell'Anapo ove aveva anche una stazione denominata Necropoli Pantalica, in corrispondenza della importantissima zona archeologica, patrimonio UNESCO.
La rete ferroviaria attuale, quasi tutta a binario singolo (eccetto il tratto a doppio binario Siracusa-Targia) ed elettrificata solo in direzione di Catania, meriterebbe di essere ammodernata visto che attraversa molti centri urbani di rilevante importanza. Per quanto riguarda la direttrice costiera, la Siracusa-Catania, sono già stati elaborati i progetti per la velocizzazione, correggendone il tracciato tortuoso, e il successivo raddoppio. Anche per la Siracusa-Ragusa sembra aprirsi qualche prospettiva di rammodernamento. Rimangono tuttavia lunghi i tempi previsti per tali riclassificazioni.

### Porti
Pur se affacciata sul mare per tutto il suo sviluppo di costa, il libero consorzio di Siracusa non è provvisto di grandi strutture portuali: da menzionare sono il Porto di Siracusa, un tempo importante perché origine di linee di navigazione viaggiatori che dopo un lungo periodo di decadenza oggetto di progetti di ammodernamento per essere convertito in porto crocieristico e quello commerciale di Augusta, sede anche di un'importante base navale della Marina Militare. Vanno ricordati inoltre i pontili petroliferi a nord di Siracusa a servizio del polo petrolchimico. Importante porto peschereccio è il porto di Portopalo sede di una consistente flotta da pesca. Le rimanenti strutture sono riservate al diporto e alla pesca locale.
| Porti lungo la costa siracusana | Tipologia | Posti barca           |

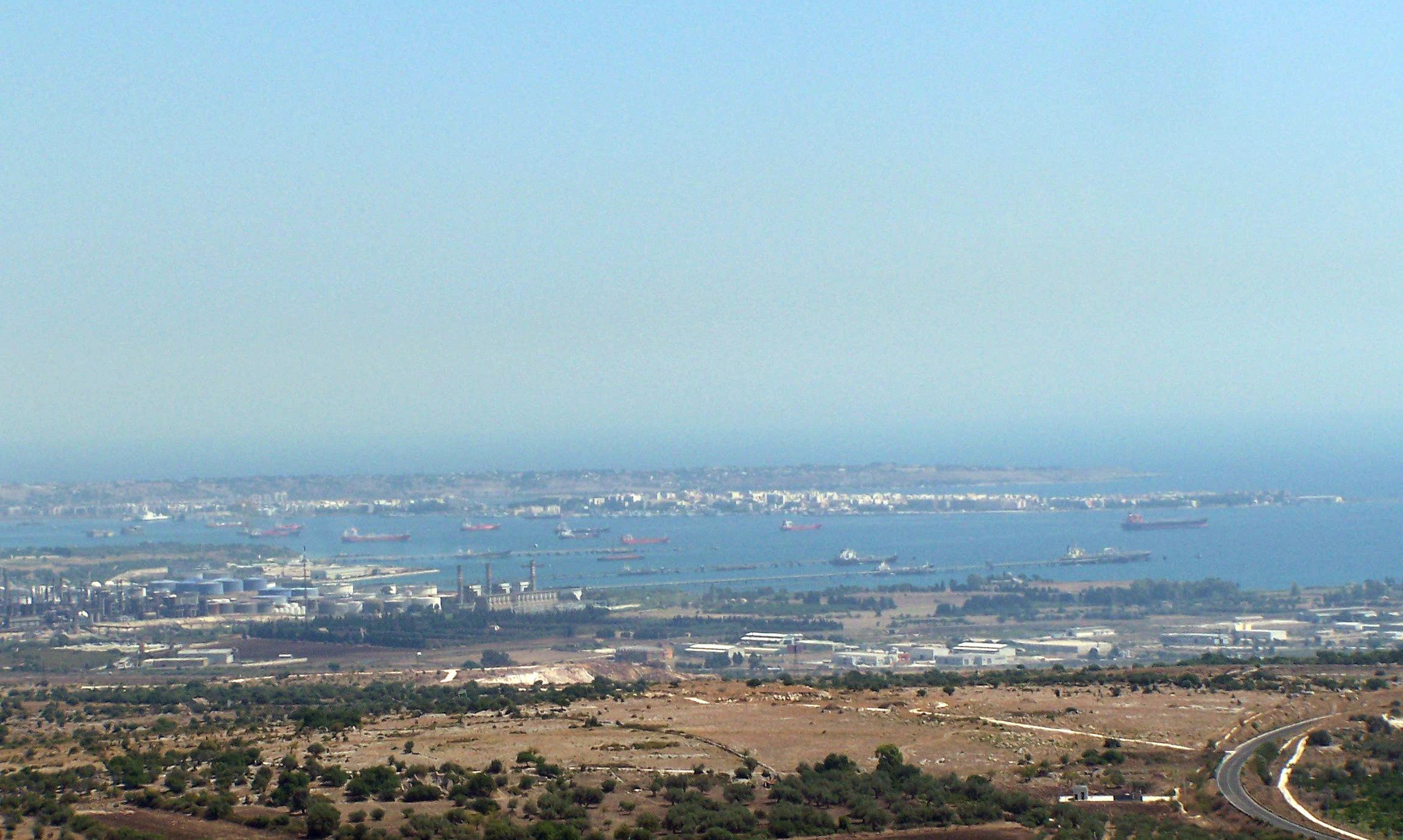
Porto di Augusta

| - Porto canale di Brucoli - Porto di Augusta - Porto di Santa Panagia - Porto Grande di Siracusa - Porto Piccolo di Siracusa - Baia di Ognina - Porto di Calabernardo - Porto di Marzamemi - Porto di Portopalo di Capo Passero | - diporto - comm., milit., diporto - commerciale - diporto, pesch., comm. - diporto, peschereccio - diporto - diporto, peschereccio - diporto - diporto, peschereccio | - 40 - 640 - 150 - 20 |

### Aeroporti
Nel libero consorzio comunale di Siracusa non sono presenti aeroporti civili ma solo l'aeroporto militare di Sigonella che si trova sul territorio di Lentini. L'idroscalo di Siracusa al momento non ha movimenti degni di nota. A circa 5 km dal capoluogo si trova un'aviosuperficie con pista in asfalto di 500 metri. Gli aeroporti civili con traffico commerciale più vicino al Siracusano sono l'aeroporto di Catania e l'aeroporto di Comiso.

## Sport

### Eventi

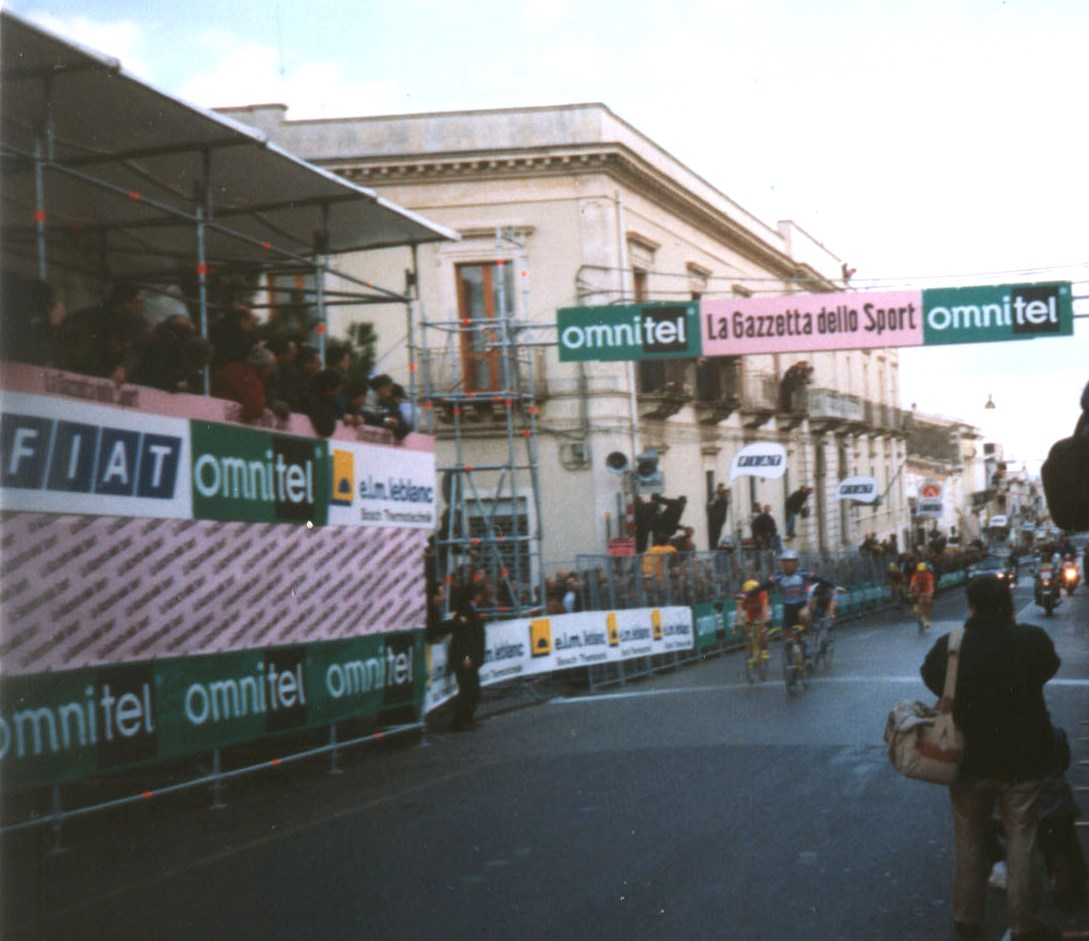
La volata finale del XXIV Trofeo Pantalica, a Solarino.

L'ex Provincia di Siracusa ha ospitato ed organizzato, in passato, alcune manifestazioni sportive di carattere internazionale, quali ad esempio: il Gran Premio di Siracusa, gara automobilistica riservata alle vetture della Formula 1, che però non valeva come prova del mondiale e che si svolse nell'Autodromo di contrada Pantanelli, tra gli anni cinquanta e gli anni sessanta; il Trofeo Pantalica ed il Giro della Provincia di Siracusa, competizioni ciclistiche riservate ai professionisti (cat. élite) che si sono corse, il primo dal 1975 al 2003, ed il secondo, tra il 1998 ed il 2001, rispettivamente nella Val d'Anapo e nel comprensorio Eloro; nonché, il Rally Mare Monti, che si è corso per 18 edizioni, dal 1982 fino al 2000. Manifestazioni che non sono riuscite a perdurare quasi sempre a causa dell'endemica penuria di risorse finanziarie degli enti organizzatori.
Negli anni passati, inoltre, il territorio aretuseo è stata scelta per lo svolgimento di alcune tappe del Giro d'Italia: nel 1965 (Agrigento-Siracusa), nel 1976 (Catania-Siracusa e Siracusa-Caltanissetta) e nel 1999 (Noto-Catania).
Nel territorio di Siracusa si svolgono le seguenti manifestazioni sportive:
- Cronoscalata Coppa Val d'Anapo Sortino: organizzata dall'ACI di Siracusa e dal comune di Sortino, prevede il disputarsi di due manche sul percorso che si snoda lungo la S.P. 28 "Solarino-Fusco-Sortino" che collega la contrada Fusco al centro abitato di Sortino, con una lunghezza di 5,7 km, un dislivello partenza/arrivo di 286 metri e una pendenza media del 4,9%. Il tracciato è costituito principalmente da due tratti: il primo veloce e pianeggiante ed il secondo tecnico e in salita.
- Siracusa City Marathon: nata nel 1999, è riservata alle seguenti categorie: juniores (18\19 anni), promesse (20\22 anni), seniores (23+), amatori e master maschili e femminili. Accanto alla maratona a carattere competitivo, sono poi organizzate la "mezza maratona", la marcia di 10 km e la "stracittadina" di 5 km di natura non competitiva[117].

Infine, accanto agli eventi propriamente sportivi, il Siracusano è ricco di manifestazioni in cui l'aspetto sportivo è quasi marginale, poiché fortemente integrato e caratterizzato da quello tradizionale e folclorico, è il caso delle corse ippiche denominate "Pali cittadini", come il Palio di San Domenico ad Augusta, il Palio di Santa Venera ad Avola ed il Palio dell'Ascensione a Floridia.

### Società sportive

La formazione del Siracusa Calcio vincitrice della Coppa Italia di Serie C nel 1979.

Il territorio siracusano ha una lunga tradizione sportiva, legata soprattutto alla pallamano, specialmente a Siracusa e Rosolini, alla pallanuoto e al basket femminile (Priolo Gargallo), con squadre che hanno partecipato o che partecipano ai massimi campionati nazionali. Ne sono un esempio, per la stagione 2007/08, l'Acer Priolo, squadra di pallacanestro femminile, che milita in Serie A1, l'A.S. Albatro Handball Siracusa che disputa la Serie A d'élite di pallamano, l'IGM Ortigia Siracusa di pallanuoto che gioca in Serie A1 femminile, l'Augusta F.C., squadra della Serie A1 di calcio a 5. Buona anche la diffusione della pallavolo, giocata ormai da più di 40 anni in quasi tutti i comuni, con società che come l'Aurora di Siracusa militarono per alcune stagioni nella serie A2. La serie B nazionale è presente ad Augusta (maschile) e, con l'Holimpia femminile, a Siracusa.
il calcio, invece, è presente solo a livelli dilettantistici o semiprofessionistici. Tutte le compagini aretusee militano in campionati minori. Tra queste, il Siracusa Calcio 1924 che dopo aver preso parte a sette campionati consecutivi di Serie B dal 1946 al 1953 ed aver sfiorato la Serie A con un quinto posto nel 1950-51, il 29 marzo 2009 ha conquistato la matematica promozione in Seconda divisione (ex Serie C2) con sei giornate d'anticipo e successivamente è stata ripescata in Prima Divisione (ex serie C1) nella stagione 2010-11; la Leonzio di Lentini che nel 1994 disputò la Serie C1 e che nella stagione 2011/12 è iscritta al campionato regionale di Eccellenza, così come il Real Avola; il Megara Augusta 1908 che nel 1948 disputò la Serie C e, dopo esser fallita nel 2006, nella stagione 2011/12 gareggia nel campionato di Prima Categoria, col nome di Augusta Brucoli; la Notinese, anch'essa in Serie C nel 1948 e che dal 2010-11 disputa il campionato di Serie D col nome di Noto, così come il Palazzolo, anch'esso iscritto al campionato di Serie D per la stagione 2011-12.
Molto diffuse nel territorio sono pure le società ciclistiche, soprattutto nei comuni di Avola, Canicattini Bagni, Floridia e Solarino e quelle di atletica leggera, ma sempre a livello dilettantistico. Negli altri sport, per quanto riguarda i risultati ottenuti dalle squadre siracusane, la società più vittoriosa è stata l'Ortigia Siracusa di pallamano maschile, vincitrice, consecutivamente, di tre scudetti, dal 1987 al 1989 e di due Coppe Italia nel 1996 e nel 1997.
Altre compagini vincitrici di trofei in campo nazionale ed internazionali sono: la Trogylos Priolo, che nel tempo ha cambiato varie denominazioni a seconda dello sponsor (quella attuale è Acer Priolo), vincitrice di due scudetti, nel 1989 e nel 2000 e di un'Eurolega, il massimo trofeo europeo del basket femminile, nel 1990; l'Ortigia di pallanuoto femminile che ha conquistato due Coppe LEN nel 2004 e nel 2005; l'Eos Siracusa che ha vinto lo scudetto nella pallamano femminile nel 2000; l'Associazione Sportiva Augusta vincitrice di una Coppa Italia di calcio a 5 ed il Siracusa Calcio che ha conquistato la Coppa Italia di Serie C nel 1979.

### Atleti
Gli sportivi siracusani più famosi sono sicuramente l'arbitro internazionale di calcio Concetto Lo Bello, protagonista assoluto negli anni sessanta-settanta e l'apneista Enzo Maiorca, più volte detentore del record di immersione in apnea.
Oltre ad essi si ricordano: nell'atletica leggera, l'astista siracusano Giuseppe Gibilisco; nell'automobilismo, il pilota megarese Giovanni Lavaggi; nel calcio, i siracusani Rosario Lo Bello, arbitro, figlio del già citato Concetto ed il calciatore Giovanni Pisano, nonché i floridiani Giampaolo Ciarcià, calciatore, e Gaetano Auteri, allenatore, ed il rosolinese Salvatore Guastella; nel canottaggio, il due volte campione del mondo (due senza e otto pesi leggeri) siracusano Carlo Grande; i ciclisti Carmelo Barone, Giampaolo Caruso e Paolo Tiralongo di Avola, Giuseppe Di Grande di Belvedere, Nicola Miceli di Canicattini Bagni e Giuseppe Palumbo di Solarino; nelle immersioni in apnea, Rossana Maiorca, anch'essa figlia d'arte; il tennista Alessio Di Mauro; nella Pallanuoto: i siracusani Paolo Caldarella, vincitore della medaglia d'oro alle Olimpiadi di Barcellona '92 col Settebello e campione europeo a Sheffield nel 1993, tragicamente scomparso in un incidente stradale, ed il commissario tecnico della nazionale italiana Sandro Campagna; il pattinatore e commissario tecnico della nazionale italiana di pattinaggio, Pippo Cantarella.

### Impianti sportivi

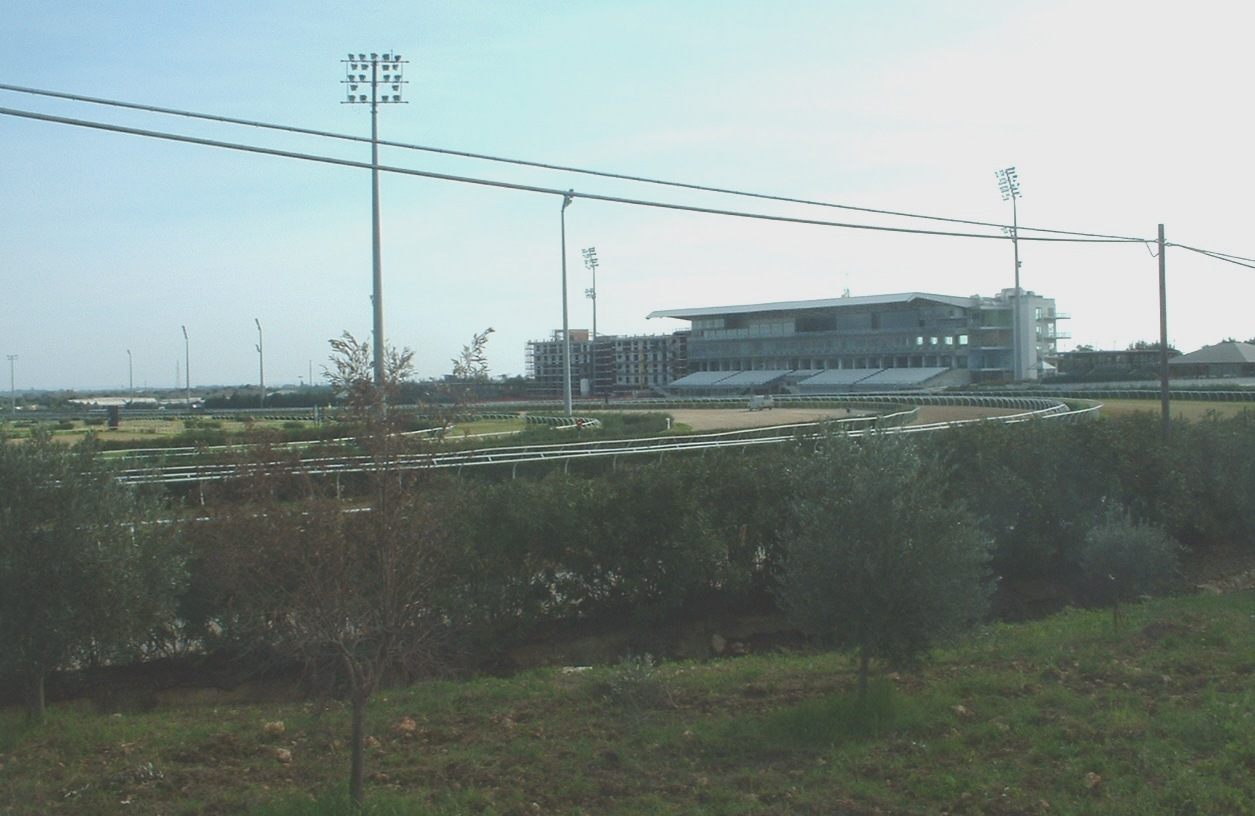
L'Ippodromo del Mediterraneo, nei pressi di Cassibile.

Gli impianti principali sono ovviamente concentrati nel capoluogo, non ne mancano, però, di importanti anche negli altri paesi, come nel caso del PalaAcer a Priolo Gargallo e dell'Ippodromo del Mediterraneo, nei pressi di Cassibile.
Per il resto, a parte queste due eccezioni, gli altri impianti dell'area hanno una mera rilevanza locale, essendo stati concepiti per le esigenze dello sport dilettantistico e per essere destinati alla fruizione da parte del solo pubblico della zona o tuttalpiù di zone immediatamente limitrofe.
Tra le strutture più importanti possono essere annoverate:
- La Cittadella dello Sport: sita in Siracusa, è un centro polivalente che ospita strutture per quasi tutti gli sport: una piscina olimpionica (dove ha anche giocato la nazionale di pallanuoto azzurra), senza copertura; un campo di pallacanestro e pallamano, una pista per il pattinaggio di velocità e un campo da tennis ed uno da calcetto, nonché il "PalaLoBello", il Palazzetto dello sport con capienza di circa 2.000 posti, dedicato alla memoria dell'arbitro e presidente dell'Ortigia di pallamano, Concetto Lo Bello.[120]
- Il Campo Scuola Pippo di Natale: struttura inaugurata l'11 gennaio 1964 ed adibita all'atletica, nonché primo campo di allenamento di Giuseppe Gibilisco, e di molti altri atleti siracusani.[121]
- Lo Stadio Nicola De Simone: già Stadio "Vittorio Emanuele III", che si trova a Siracusa, nel quartiere Borgata Santa Lucia, ha una capienza di circa 8.000 posti ed è lo stadio del Siracusa Calcio.
- L'Autodromo sito in contrada Pantanelli, nell'area a sud ovest di Siracusa, è fruibile ed utilizzato per prove libere di auto e moto e per corsi di guida sicura e veloce in auto; in futuro, a completamento ultimato, non si esclude che potrebbe essere utilizzato per ospitare le gare di Formula 1.
- L'Ippodromo del Mediterraneo: esteso su un'area di circa 55 ha in contrada Maeggio, a pochi chilometri da Cassibile, ha una capienza di circa 20.000 posti e comprende tre piste di corsa al galoppo delle quali una in sabbia e due in erba, ulteriori due piste in sabbia e la "corona" della pista in erba per l'allenamento dei cavalli e 400 stalle che formano la "zona scuderie"; nonché dei servizi collaterali quali una sala conferenze, un ristorante ed una discoteca.[122]
- Il "PalaAcer": situato in contrada San Focà, alle porte di Priolo Gargallo, si sviluppa su un'area di circa 19.000 m², con una capienza di 4.000 posti ed oltre ad essere il campo di gioco della Trogylos Priolo, spesso viene utilizzato per concerti rock e pop.[123]

## Amministrazione
Il Presidente del Libero consorzio viene eletto dai Sindaci e dai consiglieri comunali dei comuni che ne fanno parte. Dalla sua istituzione al 2025, il Libero consorzio comunale è stato presieduto da un commissario straordinario di nomina regionale.
Il Decreto del Presidente della Regione Siciliana Renato Schifani n. 512/GAB del 13 febbraio 2025 ha indetto le elezioni in Sicilia dei "Presidenti e dei Consigli dei liberi Consorzi comunali di Agrigento, Caltanissetta, Enna, Ragusa, Siracusa e Trapani nonché dei Consigli Metropolitani di Palermo, Catania e Messina" per domenica 27 aprile 2025.
Quel giorno sono stati eletti i 12 consiglieri del primo Consiglio provinciale. Inoltre, è stato eletto presidente del Libero consorzio Michelangelo Giansiracusa, il sindaco di Ferla.

### Commissari straordinari di nomina regionale (2015–2025)
| Nominativo         | Mandato           | Mandato          |
| Nominativo         | Inizio            | Fine             |
| ------------------ | ----------------- | ---------------- |
| Antonino Lutri     | 27 agosto 2015    | 29 luglio 2016   |
| Giovanni Arnone    | 12 agosto 2016    | 30 gennaio 2018  |
| Carmela Floreno    | 30 gennaio 2018   | 31 dicembre 2019 |
| Domenico Pecorella | 2 gennaio 2020    | 31 agosto 2023   |
| Mario La Rocca     | 15 settembre 2023 | 28 aprile 2025   |

### Presidenti del Libero consorzio comunale (dal 2025)
| Nº | Nº | Ritratto | Nome                      | Mandato        | Mandato   | Partito | Elezione | Note    |
| Nº | Nº | Ritratto | Nome                      | Inizio         | Fine      | Partito | Elezione | Note    |
| -- | -- | -------- | ------------------------- | -------------- | --------- | ------- | -------- | ------- |
| 1  |    |          | Michelangelo Giansiracusa | 28 aprile 2025 | in carica | Azione  | 2025     | [ 128 ] |

### Gemellaggi
- Provincia di Verona, dal 2011[129]

## Comuni

Gonfalone del libero consorzio comunale

Appartengono al Libero consorzio comunale di Siracusa i seguenti 21 comuni:
| Stemma | Città                     | Popolazione (ab) | Superficie (km²) |
| ------ | ------------------------- | ---------------- | ---------------- |
| Stemma | Augusta                   | 34 428           | 109,33 km²       |
| Stemma | Avola                     | 30 582           | 74,27 km²        |
| Stemma | Buccheri                  | 1 846            | 57,43 km²        |
| Stemma | Buscemi                   | 979              | 51 km²           |
| Stemma | Canicattini Bagni         | 6 674            | 15 km²           |
| Stemma | Carlentini                | 16 827           | 157 km²          |
| Stemma | Cassaro                   | 733              | 19,38 km²        |
| Stemma | Ferla                     | 2 387            | 24,77 km²        |
| Stemma | Floridia                  | 21 263           | 73,95 km²        |
| Stemma | Francofonte               | 11 939           | 74,2 km²         |
| Stemma | Lentini                   | 22 087           | 215,75 km²       |
| Stemma | Melilli                   | 13 319           | 163,03 km²       |
| Stemma | Noto                      | 23 734           | 550,86 km²       |
| Stemma | Pachino                   | 21 716           | 50,47 km²        |
| Stemma | Palazzolo Acreide         | 8 334            | 86,34 km²        |
| Stemma | Portopalo di Capo Passero | 3 810            | 14,87 km²        |
| Stemma | Priolo Gargallo           | 11 498           | 57,58 km²        |
| Stemma | Rosolini                  | 20 690           | 76,15 km²        |
| Stemma | Siracusa                  | 118 332          | 204 km²          |
| Stemma | Solarino                  | 7 650            | 13,01 km²        |
| Stemma | Sortino                   | 8 331            | 93,19 km²        |